# أسماء الله الحسنى
أسماء الله الحسنى أو أسماء الله العظمى هي أسماء لله تفيد مدحه وحمده وثناءه وتمجيده وتعظيمه وصفات كماله ونعوت جلاله، وأفعال حكمة ورحمة ومصلحة وعدل من الله. يُدعى الله بها، وتقتضي المدح والثناء بنفسها. سمَّى الله بها نفسه في كتبه أو على لسان أحد من رسله أو استأثر الله بها في علم الغيب عنده، لا يشبهه ولا يماثله فيها أحد، وهي حسنى يراد منها قصر كمال الحسن في أسماء الله، لا يعلمها كاملة وافية إلا الله.
وهي أصل من أصول التوحيد، في العقيدة الإسلامية لذلك فهي روح الإيمان وأصله وغايته، فكلما ازداد العبد معرفة بأسماء الله وصفاته، ازداد إيمانه وقوي يقينه، والعلم بالله، وأسمائه، وصفاته أشرف العلوم عند المسلمين، وأجلها على الإطلاق لأن شرف العلم بشرف المعلوم، والمعلوم في هذا العلم هو الله.
امتدح الله بها نفسه في القرآن الكريم فقال: ﴿اللَّهُ لَا إِلَهَ إِلَّا هُوَ لَهُ الْأَسْمَاءُ الْحُسْنَى ۝٨﴾ (سورة طه، الآية 8)، وحث عليها الرسول محمد فقال: «إِنَّ لِلَّهِ تِسْعَةً وَتِسْعِينَ اسْمًا، مِائَةً إِلَّا وَاحِدًا، مَنْ أَحْصَاهَا دَخَلَ الجَنَّةَ».

## في القرآن
ورد ذكر وجود أسماء الله وتسميتها بأسماء الله الحسنى في القرآن في أربع آيات هي:
- ﴿وَلِلَّهِ الْأَسْمَاءُ الْحُسْنَى فَادْعُوهُ بِهَا وَذَرُوا الَّذِينَ يُلْحِدُونَ فِي أَسْمَائِهِ سَيُجْزَوْنَ مَا كَانُوا يَعْمَلُونَ ۝١٨٠﴾[10] (سورة الأعراف، الآية 180)
- ﴿قُلِ ادْعُوا اللَّهَ أَوِ ادْعُوا الرَّحْمَنَ أَيًّا مَا تَدْعُوا فَلَهُ الْأَسْمَاءُ الْحُسْنَى وَلَا تَجْهَرْ بِصَلَاتِكَ وَلَا تُخَافِتْ بِهَا وَابْتَغِ بَيْنَ ذَلِكَ سَبِيلًا ۝١١٠﴾[11] (سورة الإسراء، الآية 110)

أسماء الله الحسنى مخطوطة في لوحة

- ﴿اللَّهُ لَا إِلَهَ إِلَّا هُوَ لَهُ الْأَسْمَاءُ الْحُسْنَى ۝٨﴾[8] (سورة طه، الآية 8)
- ﴿هُوَ اللَّهُ الْخَالِقُ الْبَارِئُ الْمُصَوِّرُ لَهُ الْأَسْمَاءُ الْحُسْنَى يُسَبِّحُ لَهُ مَا فِي السَّمَاوَاتِ وَالْأَرْضِ وَهُوَ الْعَزِيزُ الْحَكِيمُ ۝٢٤﴾[12] (سورة الحشر، الآية 24)

## حسب رواية الوليد بن مسلم
وأسماء الله الحسنى حسب رواية الوليد بن مسلم عند الترمذي كالتالي:
- الله: وهو الاسم الأعظم الذي تفرد به الحق سبحانه وخص به نفسه وجعله أول أسمائه، وأضافها كلها إليه فهو علم على ذاته سبحانه.
- الرَّحْمن: كثير الرحمة وهو اسم مقصور على الله عز وجل ولا يجوز أن يقال رحمن لغير الله، وذلك لأن رحمته وسعت كل شيء وهو أرحم الراحمين.
- الرَّحِيم: هو المنعم أبدا، المتفضل دوما، فرحمته لا تنتهي.
- المَلِك: هو الله، ملك الملوك، له الملك، وهو مالك يوم الدين، ومليك الخلق فهو المالك المطلق.
- الْقُدُّوس: هو الطاهر المنزه عن العيوب والنقائص وعن كل ما تحيط به العقول.
- السَّلَام: هو ناشر السلام بين الأنام وهو الذي سلمت ذاته من النقص والعيب والفناء.
- المُؤْمِن: هو الذي سلم أوليائه من عذابه، والذي يصدق عباده ما وعدهم.
- الْمُهَيْمِن: هو الرقيب الحافظ لكل شيء، القائم على خلقه بأعمالهم، وأرزاقهم وآجالهم، والمطلع على خفايا الأمور وخبايا الصدور.
- الْعَزِيز: هو المنفرد بالعزة، الظاهر الذي لا يقهر، القوي الممتنع فلا يغلبه شيء وهو غالب كل شيء.
- الْجَبَّار: هو الذي تنفذ مشيئته، ولا يخرج أحد عن تقديره، وهو القاهر لخلقه على ما أراد.
- الْمُتَكَبِّر: هو المتعالي عن صفات الخلق المنفرد بالعظمة والكبرياء.
- الْخَالِق: هو الفاطر المبدع لكل شيء، والمقدر له والموجد للأشياء من العدم، فهو خالق كل صانع وصنعته.
- الْبَارِئ: هو الذي خلق الخلق بقدرته لا عن مثال سابق، القادر على إبراز ما قدره إلى الوجود.
- الْمُصَوِّر: هو الذي صور جميع الموجودات، ورتبها فأعطى كل شيء منها صورة خاصة، وهيئة منفردة، يتميز بها على اختلافها وكثرتها.
- اَلْغَفَّار: هو وحده الذي يغفر الذنوب ويستر العيوب في الدنيا والآخرة.
- الْقَهَّار: هو الغالب الذي قهر خلقه بسلطانه وقدرته، وخضعت له الرقاب وذلت له الجبابرة، وصرف خلقه على ما أراد طوعا وكرها، وعنت الوجوه له.
- الْوَهَّاب: هو المنعم على العباد، الذي يهب بغير عوض ويعطي الحاجة بغير سؤال، كثير النعم، دائم العطاء.
- الرَّزَّاق: هو الذي خلق الأرزاق وأعطى كل الخلائق أرزاقها، ويمد كل كائن لما يحتاجه، ويحفظ عليه حياته ويصلحه.
- الْفَتَّاح: هو الذي يفتح مغلق الأمور، ويسهل العسير، وبيده مفاتيح السماوات والأرض.
- الْعَلِيم: هو الذي يعلم تفاصيل الأمور، ودقائق الأشياء وخفايا الضمائر، والنفوس، لا يعزب عنه مثقال ذرة، فعلمه يحيط بجميع الأشياء.
- الْقَابِضُ الْبَاسِطُ: هو الذي يقبض الرزق عمن يشاء من الخلق بعدله وحكمته، والذي يوسع الرزق لمن يشاء من عباده بجوده ورحمته فهو سبحانه القابض الباسط.
- الخافض* الرَّافِعُ: هو الذي يخفض الأذلال لكل من طغى وتجبر وخرج على شريعته وتمرد، وهو الذي يرفع عباده المؤمنين بالطاعات ويرفعهم على عدوهم فينصرهم وهو رافع السماوات السبع.
- المعز* المذل*: هو الذي يهب القوة والغلبة والشدة لمن شاء فيعزه، وينزعها عمن يشاء فيذله.
- السَّمِيعُ: ومعناه سمعه لجميع الأصوات الظاهرة والباطنة الخفية والجلية، وإحاطته التامة بها، ومعناه أيضًا: سمع الإجابة منه للسائلين والداعين والعابدين فيجيبهم ويثيبهم.
- الْبَصِير: هو الذي يرى الأشياء كلها ظاهرها وباطنها وهو المحيط بكل شيء علماً.
- الْحَكَم: هو الذي يفصل بين مخلوقاته بما شاء ويفصل بين الحق والباطل لا راد لقضائه ولا معقب لحكمه.
- العدل: هو الذي حرم الظلم على نفسه، وجعله على عباده محرما، فهو المنزه عن الظلم والجور في أحكامه وأفعاله الذي يعطي كل ذي حق حقه.
- اللَّطِيفُ: هو البر الرفيق بعباده، يرزق وييسر ويحسن إليهم، ويرفق بهم ويتفضل عليهم.
- الْخَبِيرُ: هو العليم بدقائق الأمور، لا تخفى عليه خافية، ولا يغيب عن علمه شيء فهو العالم بما كان ويكون.
- الْحَلِيمُ: هو الصبور الذي يمهل ولا يهمل، ويستر الذنوب، ويؤخر العقوبة، فيرزق العاصي كما يرزق المطيع.
- الْعَظِيمُ: هو العظيم في كل شيء، عظيم في ذاته وأسمائه وصفاته، عظيم في رحمته، عظيم في قدرته، عظيم في حكمته، عظيم في جبروته وكبريائه، عظيم في هبته وعطائه، عظيم في خبرته ولطفه، عظيم في بره وإحسانه، عظيم في عزته وعدله وحمده، فهو العظيم المطلق، فلا أحد يساويه، ولا عظيم يدانيه.
- الْغَفُورُ: هو الساتر لذنوب عباده المتجاوز عن خطاياهم وذنوبهم. الفرق بين هذا الاسم واسم الغفار أن اسم الغفور يكون للدلالة على مغفرة الذنب مهما عظم ويأس صاحبه من المغفرة أما الغفار فتدل على مغفرة الله المستمرة للذنوب المختلفة لأن الإنسان خطاء فالله غفار.
- الشَّكُورُ: هو الذي يزكو عنده القليل من أعمال العباد، فيتقبلها ويضاعف أجرها.
- الْعَلِيُّ: هو الرفيع القدر فلا يحيط به وصف الواصفين المتعالي عن الأنداد والأضداد، فكل معاني العلو ثابتة له ذاتا وقهرا وشأنا.
- الْكَبِيرُ: هو العظيم الجليل ذو الكبرياء في صفاته وأفعاله فلا يحتاج إلى شيء ولا يعجزه شيء (ليس كمثله شيء).
- الْحَفِيظُ: هو الذي لا يغرب عن حفظه شيء ولو كمثقال الذر فحفظه لا يتبدل ولا يزول ولا يعتريه التبديل.
- المُقِيت: هو المتكفل بإيصال أقوات الخلق إليهم وهو الحفيظ والمقتدر والقدير والمقدر والممدد.
- الْحَسِيبُ: هو الكافي الذي منه كفاية العباد وهو الذي عليه الاعتماد يكفي العباد بفضله.
- الجليل: هو العظيم المطلق المتصف بجميع صفات الكمال والمنعوت بكمالها المنزه عن كل نقص.
- الْكَرِيمُ: هو الكثير الخير الجواد المعطي الذي لا ينفد عطاؤه وهو الكريم المطلق الجامع لأنواع الخير والشرف والفضائل المحمود بفعاله.
- الرَّقِيبُ: هو الرقيب الذي يراقب أحوال العباد ويعلم أقوالهم ويحصي أعمالهم وهو الحافظ الذي لا يغيب عنه شيء.
- الْمُجِيبُ: هو الذي يجيب دعاء من دعاه، وسؤال من سأله، ويقابله بالعطاء والقبول، ولا يُسأل أحد سواه.
- الْوَاسِعُ: هو الذي وسع رزقه جميع خلقه، وسعت رحمته كل شيء المحيط بكل شيء.
- اَلْحَكِيمُ: هو المحق في تدبيره اللطيف في تقديره الخبير بحقائق الأمور العليم بحكمه المقدور فجميع خلقه وقضاه خير وحكمة وعدل.
- الْوَدُودُ: هو المحب لعباده، والمحبوب في قلوب أوليائه.
- الْمَجِيدُ: هو الله تمجَّد بفعاله، ومجَّده خلقه لعظمته، والمجيد هو واسع الكرم، ووصف نفسه بالمجيد وهو متضمن كثرة صفات كماله وسعتها، وعدم إحصاء الخلق لها، وسعة أفعاله وكثرة خيره ودوامه. وتعني أيضاً البالغ النهاية في المجد، الكثير الإحسان الجزيل العطاء العظيم البر. تمجد.
- الباعث*: هو باعث الخلق يوم القيامة، وباعث رسله إلى العباد، وباعث المعونة إلى العبد.
- الشَّهِيدُ: هو الحاضر الذي لا يغيب عنه شيء، فهو المطلع على كل شيء مشاهد له عليم بتفاصيله.
- الْحَقُّ: هو الذي يحق الحق بكلماته ويؤيد أولياءه فهو المستحق للعبادة.
- الْوَكِيلُ: هو الكفيل بالخلق القائم بأمورهم فمن توكل عليه تولاه وكفاه، ومن استغنى به أغناه وأرضاه.
- الْقَوِيّ: هو صاحب القدرة التامة البالغة الكمال غالب لا يُغلب فقوته فوق كل قوة، ولا يرد قضاءه راد، ينفذ أمره، ويمضي قضاؤه في خلقه، شديد عقابه لمن كفر بآياته وجحد حججه.
- الْمَتِينُ: هو الشديد الذي لا يحتاج في إمضاء حكمه إلى جند أو مدد ولا إلى معين، فهو المتناهي في القوة، التي لا تلحق أفعاله مشقة، ولا يمسه فيها لغوب.
- الْوَلِيُّ: هو المحب الناصر لمن أطاعه، ينصر أولياءه، ويقهر أعداءه، والمتولي الأمور الخلائق ويحفظهم.
- الْحَمِيدُ: هو المستحق للحمد والثناء له منتهى الحمد وأطيبه على ذاته وصفاته وعلى نعمه التي لا تحصى.
- الْـمُحصِي*: هو الذي أحصى كل شيء بعلمه، فلا يفوته منها دقيق ولا جليل.
- المبدئ*: هو الذي أنشأ الأشياء، واخترعها ابتداء من غير سابق مثال.
- المعيد*: هو الذي يعيد الخلق بعد الحياة إلى الممات في الدنيا، وبعد الممات إلى الحياة يوم القيامة.
- المُحيي: هو خالق الحياة ومعطيها لمن شاء، يحيي الخلق من العدم ثم يحييهم بعد الموت.
- المميت*: هو مقدر الموت على كل من أماته ولا مميت سواه، قهر عباده بالموت متى شاء وكيف شاء.
- الْحَيُّ: هو المتصف بالحياة الأبدية التي لا بداية لها ولا نهاية فهو الباقي أزلا وأبدا وهو الحي الذي لا يموت.
- الْقَيُّومُ: هو القائم بنفسه، الغني عن غيره، وهو القائم بتدبير أمر خلقه في إنشائهم ورزقهم.
- الواجد*: هو الذي لا يعوزه شيء ولا يعجزه شيء يجد كل ما يطلبه، ويدرك كل ما يريده.
- الماجد*: هو الذي له الكمال المتناهي والعز الباهي، له العز في الأوصاف والأفعال الذي يعامل العباد بالجود والرحمة.
- الْوَاحِدُ: هو الفرد المتفرد في ذاته وصفائه وأفعاله، واحد في ملكه لا ينازعه أحد، لا شريك له سبحانه.
- الصَّمَدُ: هو المطاع الذي لا يقضى دونه أمر، الذي يقصد إليه في الحوائج فهو مقصد عباده في مهمات دينهم ودنياهم.
- الْقَادِرُ: هو الذي يقدر على إيجاد المعدوم وإعدام الموجود على قدر ما تقتضي الحكمة، لا زائدا عليه ولا ناقصا عنه.
- الْمُقْتَدِرُ: هو الذي يقدر على إصلاح الخلائق على وجه لا يقدر عليه غيره.
- الْمُقَدِّمُ: هو الذي يقدم الأشياء ويضعها في مواضعها، فمن استحق التقديم قدمه.
- الْمُؤَخِّرُ: هو الذي يؤخر الأشياء فيضعها في مواضعها المؤخر لمن شاء من الفجار والكفار وكل من يستحق التأخير.
- الْأَوَّلُ: هو الذي لم يسبقه في الوجود شيء فهو أول قبل الوجود.
- الْآخِرُ: هو الباقي بعد فناء خلقه، البقاء الأبدي يفنى الكل وله البقاء وحده، فليس بعده شيء.
- الظَّاهِرُ: هو الذي ظهر فوق كل شيء وعلا عليه، الظاهر وجوده لكثرة دلائله.
- الْبَاطِنُ: هو العالم ببواطن الأمور وخفاياها، وهو أقرب إلينا من حبل الوريد.
- الوالي*: هو المالك للأشياء المتصرف فيها بمشيئته وحكمته، ينفذ فيها أمره، ويجري عليها حكمه.
- الْمُتَعَالِ: هو الذي جل عن إفك المفترين، وتنزه عن وساوس المتحيرين.
- الْبَرُّ: هو العطوف على عباده ببره ولطفه، ومن على السائلين بحسن عطائه، وهو الصدق فيما وعد.
- التَّوَّابُ: هو الذي يوفق عباده للتوبة حتى يتوب عليهم ويقبل توبتهم فيقابل الدعاء بالعطاء، والتوبة بغفران الذنوب.
- الْمُنْتَقِمُ: هو الذي يقصم ظهور الطغاة، ويشدد العقوبة على العصاة، وذلك بعد الإعذار والإنذار.
- العَفُو: هو الذي يترك المؤاخذة على الذنوب ولا يذكرك بالعيوب فهو يمحو السيئات ويتجاوز عن المعاصي.
- الرَّؤُوفُ: هو المتعطف على المذنبين بالتوبة، الذي جاد بلطفه ومَنَّ بتعطفه، يستر العيوب ثم يعفو عنها.
- مَالِكُ الْمُلْكِ: هو المتصرف في ملكه كيف يشاء لا راد لحكمه، ولا معقب لأمره.
- ذُو الْجَلَالِ والْإكْرَامِ: هو المنفرد بصفات الجلال والكمال والعظمة، المختص بالإكرام والكرامة وهو أهل لأن يجل.
- المقسط*: هو العادل في حكمه، الذي ينتصف للمظلوم من الظالم، ثم يكمل عدله فيرضي الظالم بعد إرضاء المظلوم.
- الْجَامِعُ: هو الذي جمع الكمالات كلها، ذاتا ووصفا وفعلا، الذي يجمع بين الخلائق المتماثلة والمتباينة، والذي يجمع الأولين والآخرين.
- الْغَنِيُّ: هو الذي لا يحتاج إلى شيء، وهو المستغني عن كل ما سواه، المفتقر إليه كل من عاداه.
- المغني*: هو معطي الغنى لعباده، يغني من يشاء غناه، وهو الكافي لمن شاء من عباده.
- الْمُعْطِي المانع*: هو الذي أعطى كل شيء، ويمنع العطاء عن من يشاء ابتلاء أو حماية.
- الضار* النافع*: هو المقدر للضر على من أراد كيف أراد، والمقدر النفع والخير لمن أراد كيف أراد كل ذلك على مقتضى حكمته سبحانه.
- النُّورُ: هو الهادي الرشيد الذي يرشد بهدايته من يشاء فيبين له الحق، ويلهمه اتباعه، الظاهر في ذاته، المظهر لغيره.
- الْهَادِي: هو المبين للخلق طريق الحق بكلامه يهدي القلوب إلى معرفته، والنفوس إلى طاعته.
- الْبَدِيعُ: هو الذي لا يماثله أحد في صفاته ولا في حكم من أحكامه، أو أمر من أموره، فهو المحدث الموجد على غير مثال.
- الباقي*: هو وحده له البقاء، الدائم الوجود الموصوف بالبقاء الأزلي، غير قابل للفناء فهو الباقي بلا انتهاء.
- الْوَارِثُ: هو الأبقى الدائم الذي يرث الخلائق بعد فناء الخلق، وهو يرث الأرض ومن عليها.
- الرشيد*: هو الذي أسعد من شاء بإرشاده، وأشقى من شاء بإبعاده، عظيم الحكمة بالغ الرشاد.
- الصبور*: هو الحليم الذي لا يعاجل العصاة بالنقمة، بل يعفو ويؤخر، ولا يسرع بالفعل قبل أوانه.

### الأسماء التي لم تثبت لا في القران ولا في السنة
أسماء الله الحسنى توقيفية، إذ لا يجوز لنا أن نسمي الله سبحانه، إلا ما سمى به نفسه، في القران الكريم أو في الأحاديث الصحيحة. الأسماء التي ليس عليها دليل عند رواية الوليد بن مسلم حددها الشيخ الرضواني الشيخ عبد المحسن العباد والشيخ ابن عثيمين(انظر الجدول أسفله). وهي كالتالي:
الخافضُ المعزُّ المذِل العَدْلُ الجَلِيلُ البَاعِثُ المُحْصِي المُبْدِئُ المُعِيدُ المُمِيتُ الوَاجِدُ المَاجِدُ الوَالِي المُقْسِط المُغْنِي المَانِعُ الضَّارُّ النَّافِعُ البَاقِي الرَّشِيدُ الصَّبُور.

### أقوال العلماء حول الأسماء غير الثابتة
في ما يلي أقوال العلماء حول الأسماء غير الثابتة والتي لا يجوز تسمية الله بها ولا الدعاء بها:
- « وقد جاء في تعداد الأسماء الحسنى آثار لم تصح، لذا لم يكن اعتمادنا في تعداد أسماء الله الحسنى على هذه الآثار. وإنما كان المعول على ما ثبت في القرآن الكريم والسُّنَّة الصحيحة من هذه الأسماء» –  عبد العزيز بن ناصر الجليل، ولله الأسماء الحسنى ص 60/ 861[16]
- « لَم يثبت في سرد الأسماء حديثٌ، وقد اجتهد بعضُ العلماء في استخراج تسعة وتسعين اسماً من الكتاب والسُّنَّة، منهم الحافظ ابن حجر فقد جمع هذا العددَ في كتاب فتح الباري (11/215)، وفي التلخيص الحبير (4/172)، ومنهم الشيخ محمد بن عثيمين في كتابه القواعد المثلَى (ص: 15 16)» –  عبد المحسن العباد البدر،  قطف الجني الداني، ص -85[17]
- «و كذلك اسم الباعث والمحصي لم أجد حجة أو دليلا على إثبات هذين الاسمين والذي ورد في القرآن والسنة في نصوص كثيرة صفات أفعال فقط، كما في قوله تعالى: ﴿يَوْمَ يَبْعَثُهُمُ اللَّهُ جَمِيعًا فَيُنَبِّئُهُمْ بِمَا عَمِلُوا أَحْصَاهُ اللَّهُ وَنَسُوهُ وَاللَّهُ عَلَى كُلِّ شَيْءٍ شَهِيدٌ ۝٦﴾[18] (سورة المجادلة، الآية 6)، ومن الملاحظ أن الذي اشتق الباعث من قوله يبعثهم، والمحصي من قوله أحصاه الله ترك المنبئ من قوله فينبئهم؛ لان الاية ل يرد فيها بعد اسم الله الشهيد سوى الافعال التي اشتق منها فعلين وترك الثالث في حين أن هذه الأسماء جميعها لم ترد نصا صريحا في الكتاب أو في صحيح السنة. أما تسمية الله بالضار النافع فهذان الاسمان لم يردا في القرآن أو السنة وخصوصا الضار لم يرد اسما ولا وصفا ولا فعلا، وليس لمن سمى الله بهما إلا الاجتهاد الشخصي في الاشتقاق من المعنى الذي ورد في قوله تعالى: ﴿قُلْ لَا أَمْلِكُ لِنَفْسِي نَفْعًا وَلَا ضَرًّا إِلَّا مَا شَاءَ اللَّهُ وَلَوْ كُنْتُ أَعْلَمُ الْغَيْبَ لَاسْتَكْثَرْتُ مِنَ الْخَيْرِ وَمَا مَسَّنِيَ السُّوءُ إِنْ أَنَا إِلَّا نَذِيرٌ وَبَشِيرٌ لِقَوْمٍ يُؤْمِنُونَ ۝١٨٨﴾[19] (سورة الأعراف، الآية 188)» – محمود الرضواني، كتاب أسماء الله الحسنى الثابتة في الكتاب والسنة، ص 12_653[13]

لا يمكن نسب الضر إلى الله تعالى، ولا تسميته بالضار، ورسوله يقول:

روي عن رسول الله  في  صحيح مسلم 771: 
| أسماء الله الحسنى | "والخير في يديك، والشر ليس إليك " | أسماء الله الحسنى |

- «( والشر ليس إليك، أي لا يضاف إليك ولا ينسب إليك ولا يصدر منك، فإن أسماءه كلها حسنى وصفاته كلها كمال وأفعاله كلها فضل وعدل وحكمة ورحمة ومصلحة، فبأي وجه ينسب الشر إليه سبحانه وتعالى، فكل ما يأتي منه فله عليه الحمد والشكر وله فيه النعمة والفضل.» –  ابن القيم،  مدارج السالكين  49/266.008[21]
- «أما وصف القدر بالخير؛ فالأمر فيه ظاهر. وأما وصف القدر بالشر، فالمراد به شر المقدور لا شر القدر الذي هو فعل الله، فإن فعل الله عز وجل ليس فيه شر، كل أفعاله خير وحكمة، ولكن الشر في مفعولاته ومقدوراته؛ فالشر هنا باعتبار المقدور والمفعول، أما باعتبار الفعل؛ فلا، ولهذا قال النبي: (والشر ليس إليك)» –  العثيمين،  شرح العقيدة الواسطية، الناشر دار الوطن - دار الثريا، الطبعة الأخيرة - 1413 هـ. 8 /45 – 56.[22]

### أقوال العلماء حول رواية الوليد
- الإمام الترمذي لما ذكر هذه الأسماء في سننه نبه على غرابتها[23] أي ضعفها وانعدام ثبوتها مع الصحيح كما قال الألباني. وهذا الأمر وإن خفي على العامة إلا أنه لا يخفى عن أهل العلم.
- يقول شيخ الإسلام ابن تيمية عن رواية الترمذي وابن ماجه: "وقد اتفق أهل المعرفة بالحديث على أن هاتين الروايتين ليستا من كلام النبي صلى الله عليه وسلم وإنما كل منها من كلام بعض السلف ". مجموع الفتاوى[24] ويقول أيضا: "تعيينها ليس من كلام النبي صلى الله عليه وسلم باتفاق أهل المعرفة بحديثه، وقال قبل ذلك ص 379: إن الوليد ذكرها عن بعض شيوخه الشاميين كما جاء مفسراً في بعض طرق حديثه. الفتاوى ص 383 جـ6 من "مجموع ابن قاسم"[25]
- وقال الشيخ محمد بن صالح العثيمين في كتابه القواعد المثلى:'[15]

«ولم يصح عن النبي صلى الله عليه وسلم تعيين هذه الأسماء، والحديث المروي عنه في تعيينها ضعيف».
- وقال ابن حجر في «فتح الباري» ص215 جـ11 ط السلفية:'[26]

" ليست العلة عند الشيخين (البخاري ومسلم)، تفرد الوليد فقط، بل الاختلاف فيه
والاضطراب، وتدليسه واحتمال الإدراج ".

## عند المسلمين
روي عن رسول الله  في  صحيح البخاري، صحيح مسلم، مسند أحمد، سنن الترمذي، سنن ابن ماجه: 
| أسماء الله الحسنى | "إن لله تسعة وتسعين اسما، مائة إلا واحدا، من أحصاها دخل الجنة" | أسماء الله الحسنى |

.

## أهمية معرفتها
1. معرفة الله تفرض عبادته والخشوع له: إن تمام العبادة متوقف على المعرفة بالله، والإنابة إليه والإقبال عليه، والإعراض عمن سواه،[33]، وكلما ازداد العبد معرفة بربه، كانت عبادته أكمل[34]، وهو أول فرض فرضه الله على خلقه: معرفته، فإذا عرفه الناس عبدوه[35]، وأدى ذلك إلى اليقين بحق العبودية لله وأثمر الإخلاص له في عبادته.[36]
2. معرفة الله سبب في محبته: تعتبر معرفة الله سبب محبته فتقوى المحبة على قدر قوة المعرفة وتضعف على قدر ضعف المعرفة بالله[37]، وإن قوة المعرفة الله تدعو إلى محبته، وخشيته، وخوفه، ورجائه، ومراقبته، وإخلاص العمل له، وهذا هو عين سعادة العبد، ولا سبيل إلى معرفة الله إلا بمعرفة أسمائه الحسنى، والتفقه في معانيها.[38]
3. معرفة الله سبيل للتوكل عليه: أن معرفة الله والعلم بأن الله خالق الأسباب ومسبباتها ولا خالق غيره ولا مقدر غيره سبب قوي للتوكل على الله[39]، كما أن العلم بتفرد الله بالضر والنفع، والعطاء، والمنع، والخلق، والرزق، والإحياء، والإماتة كما تقتضي المعرفة بأسماء الله الحسنى يثمر لله عبودية التوكل عليه باطنا وظاهرا[40]، ولأن الرزق بيد الله وحده كما تقتضي معرفة أسماء الله الحسنى، فعلى العاقل التوكل على الله والاعتماد بوعده فان الله كاف لعبده.[41]
4. معرفة الله وسيلة إلى معاملته بثمراتها: من لوازم معرفة الله التضرع، والخوف، والذكر القلبي يمتنع انفكاكه عن التضرع والخوف[42]، وفهم معاني أسماء الله هي وسيلة إلى معاملته بثمراتها من الخوف والرجاء، والمهابة، والمحبة والتوكل وغير ذلك من ثمرات معرفة الصفات[43]، كما يعتبر الخوف من الله من كمال المعرفة بالله لأنه لم يأمن مكر الله.[44]
5. معرفة الله أكبر عون على تدبر كتاب الله: إن في تدبر معاني أسماء الله وصفاته أكبر عون على تدبر كتاب الله[45]، وذلك لأن معرفة أسماء الله وصفاته وأفعاله يساعد على التدبر وفهم معاني القرآن وفيه مجالا رحبا ومتسعا بالغا.[46]
6. معرفة الله تورث الأدب مع الله: إن معرفة الله يورث حقيقة الأدب مع الله فلا يكون للعبد تقدير إلا ما قدر الله. ولا يكون له مع تقدير الله، إلا الطاعة والقبول والاستسلام، مع الرضى والثقة والاطمئنان.[47]، قال ابن القيم: «إن الأدب مع الله تبارك وتعالى هو القيام بدينه والتأدب بآدابه ظاهرا وباطنا. ولا يستقيم لأحد قط الأدب مع الله إلا بثلاثة أشياء: معرفته بأسمائه وصفاته، ومعرفته بدينه وشرعه وما يحب وما يكره، ونفس مستعدة قابلة لينة متهيئة لقبول الحق علما وعملا وحالا».[48]
7. معرفة الله لها لذة يعرفها من عرف الله: إن لذة معرفة الله ومحبته وعبادته وحده لا شريك له والرضا به هو العوض عن كل شيء ولا يتعوض بغيره[49]، فقد حكى عن على بن أبي طالب انه قال «لذة معرفة الله شغلتنى عن لذائذ طعام الدنيا»[41]

## ما يجب فيها

### صحة الإطلاق
صحة الإطلاق شرط من شروط أسماء الله الحسنى، وفيه يجب أن يقتضي الاسم المدح والثناء بنفسه بدون متعلق أو قيدعادي،
وميزان الأسماء الحسنى يدور على المدح بالملك والاستقلال وما يعود إلى هذا المعنى، وعلى المدح بالحمد والثناء وما يعود إلى ذلك، وكل اسم دل هذين الأمرين فهو صالح دخوله فيها،
- قال ابن القيم: «إن الله تعالى لم يصف نفسه بالكيد والمكر والخداع والاستهزاء مطلقا، ولا ذلك داخل في أسمائه الحسنى، ومن ظن من الجهال المصنفين في شرح الأسماء الحسنى أن من أسمائه تعالى الماكر والمخادع والمستهزئ والكائد فقد فاه بأمر عظيم تقشعر منه الجلود، وتكاد الأسماع أن تصم عند سماعه، وقد غر الجاهل أنه وتعالى أطلق على نفسه هذه الأفعال، فاشتق له منها أسماء، وأسماؤه تعالى كلها حسنى فأدخلها في الأسماء الحسنى وقرنها بالرحيم والودود والحكيم والكريم، وهذا جهل عظيم فإن هذه الأفعال ليست ممدوحة مطلقا، بل تمدح في موضع وتذم في موضع، فلا يجوز إطلاق أفعالها على الله مطلقا، فلا يقال إنه تعالى يمكر ويخادع ويستهزئ ويكيد، فكذلك لا يشتق له منها أسماء ويكتفى بها، بل إذا كان لم يأت في أسمائه الحسنى المريد والمتكلم ولا الفاعل ولا الصانع لأن مسمياتها تنقسم إلى ممدوح ومذموم، وإنما يوصف بالأنواع المحمودة منها كالحليم والحكيم والعزيز والفعال لما يريد، فكيف يكون منها الماكر والمخادع والمستهزئ. ثم يلزم هذا الغالط أن يجعل من أسمائه الحسنى الداعي، والآتي، والجائي، والذاهب، والقادم، والرائد، والناسي، والقاسم، والساخط، والغضبان، واللاعن، إلى أضعاف ذلك من الألفاظ التي أطلق تعالى على نفسه أفعالها في القرآن، وهذا لا يقوله مسلم ولا عاقل، والمقصود أن الله لم يصف نفسه بالكيد والمكر والخداع إلا على وجه الجزاء لمن فعل ذلك بغير حق، وقد علم أن المجازاة على ذلك حسنة من المخلوق فكيف من الخالق سبحانه وتعالى».[51]
- قال ابن تيمية:«أسماء الله الحسنى المعروفة هي التي يدعى الله بها وهي التي جاءت في الكتاب والسنة وهي التي تقتضي المدح والثناء بنفسها».[52]

### توقيفيتها
اتفق علماء المسلمون بأن أسماء الله الحسنى كلها توقيفية، أي يجب الوقوف في أسماء الله على ما ورد ذكره في نصوص الشرع لا يزيد أحد على ذلك ولا ينقص منه، بل يكتفى بما وردت به نصوص الشرع لفظا ومعنى، غير قابل للقياس، ولا التبديل بمرادف، ولا يؤدي إلى معناها غيرها وإن تقاربا في ظاهر الكلام.
- قال الشيخ الألباني في موسوعة عقيدة: «أسماء الله توقيفية، فلا يشتق لله عز وجل اسم من صفة تكون ثابتة له تبارك وتعالى، فالتوقف في هذا الموقف أهم شيء فيما أنه يتعلق في ذات الله تبارك وتعالى، فلا يجوز مناداته ولا تسميته إلا بما ثبت ذلك في السنة».[53] المجلد 6 ص 185
- وقال الشيخ الفقيه الأصولي محمد بن صالح العثيمين في كتابه القواعد المثلى:[54] «القاعدة الخامسة: أسماء الله تعالى توقيفية لا مجال للعقل فيها وعلى هذا فيجب الوقوف فيها على ما جاء به الكتاب والسنة، فلا يزاد فيها ولا ينقص، لأن العقل لا يمكنه إدراك ما يستحقه تعالى من الأسماء، فوجب الوقوف في ذلك على النص، لقوله تعالى: {وَلا تَقْفُ مَا لَيْسَ لَكَ بِهِ عِلْمٌ إِنَّ السَّمْعَ وَالْبَصَرَ وَالْفُؤَادَ كُلُّ أُولَئِكَ كَانَ عَنْهُ مَسْؤُولاً} وقوله: {قُلْ إِنَّمَا حَرَّمَ رَبِّيَ الْفَوَاحِشَ مَا ظَهَرَ مِنْهَا وَمَا بَطَنَ وَ الأِثْمَ وَالْبَغْيَ بِغَيْرِ الْحَقِّ وَأَنْ تُشْرِكُوا بِاللَّهِ مَا لَمْ يُنَزِّلْ بِهِ سُلْطَاناً وَأَنْ تَقُولُوا عَلَى اللَّهِ مَا لا تَعْلَمُونَ}، ولأن تسميته تعالى بما لم يُسَمِّ به نفسه أو إنكار ما سمى به نفسه جناية في حقه تعالى، فوجب سلوك الأدب في ذلك، والاقتصار على ما جاء به النص».
- قال أبو سليمان الخطابي: «ومن علم هذا الباب، أعني: الأسماء والصفات ومما يدخل في أحكامه ويتعلق به من شرائط، أنه لا يتجاوز فيها التوقيف، ولا يستعمل فيها القياس؛ فيلحق بالشيء نظيره في ظاهر وضع اللغة ومتعارف الكلام، فالجواد: لا يجوز أن يقاس عليه: السخي وإن كانا متقاربين في ظاهر الكلام. وذلك أن السخي، لم يرد به التوقيف. وقد جاء في الأسماء: (القوي) ولا يقاس عليه الجلد، وإن كانا يتقاربان في نعوت الآدميين، لأن باب التجلد يدخله التكلف والاجتهاد، ولا يقاس على (القادر) المطيق ولا المستطيع لأن الطاقة والاستطاعة إنما تطلقان على معنى قوة البنية وتركيب الخلقة، ولا يقاس على (الرحيم) الرقيق، وإن كانت الرحمة في نعوت الآدميين نوعا من رقة القلب، و(الحليم) و(الصبور) فلا يجوز أن يقاس عليها الوقور والرزين. وفي أسمائه (العليم) ومن صفته العلم؛ فلا يجوز قياسه عليه أن يسمى عارفا لما تقتضيه المعرفة من تقديم الأسباب التي بها يتوصل إلى علم الشيء. وكذلك لا يوصف بالعاقل. وهذا الباب يجب أن يراعى، ولا يغفل، فإن عائدته عظيمة، والجهل به ضار»[55]
- قال ابن القيم: «أسماؤه الدالة على صفاته هي أحسن الأسماء وأكملها فليس في الأسماء أحسن منها، ولا يقوم غيرها مقامها، ولا يؤدي معناها وتفسير الاسم منها بغيره، ليس تفسيرا بمرادف محض بل هو على سبيل التقريب والتفهيم، وإذا عرفت هذا فله من كل صفة كمال أحسن اسم وأكمله وأتمه معنى وأبعده وأنزهه عن شائبة عيب أو نقص، فله من صفة الإدراكات العليم الخبير دون العاقل الفقيه، والسميع البصير دون السامع والباصر والناظر، ومن صفات الإحسان البر الرحيم الودود دون الرفيق والشفوق ونحوهما، وكذلك العلي العظيم دون الرفيع الشريف، وكذلك الكريم دون السخي، والخالق البارئ المصور دون الفاعل الصانع المشكل، والغفور العفو دون الصفوح الساتر، وكذلك سائر أسمائه تعالى يجري على نفسه منها أكملها وأحسنها وما لا يقوم غيره مقامه»[56]

واختلف علماء المسلمون في طريقة التوقيف في أسماء الله الحسنى كالتالي:
1. من يرى أنها من القرآن فقط.
2. من يرى أنها من القرآن والآثار الصحيحة فقط.

### ما ثبت الدعاء به
فما ورد في القرآن أو في السنة النبوية الصحيحة، ودعي الله به فهو اسم من أسماء الله الحسنى.
- قال ابن تيمية: «ومن أسمائه التي ليست في التسعة والتسعين: اسمه السبوح. وكذلك أسماؤه المضافة مثل: أرحم الراحمين، وخير الغافرين، ورب العالمين، ومالك يوم الدين، وأحسن الخالقين، وجامع الناس ليوم لاريب فيه، ومقلب القلوب، وغير ذلك مما ثبت في الكتاب والسنة، وثبت الدعاء بها».[57]

### الأسماء والصفات صادرة عن كماله
الله كامل بذاته وصفاته، وأسماء الله الحسنى وصفاته صادرة عن كماله، والمخلوق يسمى بعد فعاله.
- قال ابن القيم:: «فالرب تبارك وتعالى فعاله عن كماله، والمخلوق كماله عن فعاله، فاشتقت له الأسماء بعد أن كمل بالفعل، فالرب لم يزل كاملا، فحصلت أفعاله عن كماله، لأنه كامل بذاته وصفاته، فأفعاله صادرة عن كماله، كمل ففعل، والمخلوق فعل فكمل من الكمال اللائق به».[58]

### المثل الأعلى
ليس في الدنيا مما في الآخرة إلا الأسماء، فهكذا الأسماء والصفات، لم يمنع انتفاء نظيرها ومثالها ومماثلها من فهم حقائقها، ومعانيها، بل قام بقلوب السلف معرفة حقائقها، وانتفاء التمثيل والتشبيه، والتعطيل عنها. وهذا هو المثل الأعلى الذي أثبته الله تعالى لنفسه فقال: ﴿وله المثل الأعلى في السماوات والأرض وهو العزيز الحكيم (27)﴾ (سورة الروم)، وقال سبحانه:﴿ ليس كمثله شيء وهو السميع البصير (11)﴾ (سورة الشورى).
- قال ابن تيمية: «والله لا تضرب له الأمثال التي فيها مماثلة لخلقه، فإن الله لا مثل له، بل له المثل الأعلى، فلا يجوز أن يشترك هو والمخلوق في قياس تمثيل، ولا في قياس شمول تستوي أفراده، ولكن يستعمل في حقه المثل الأعلى، وهو أن كل ما اتصف به المخلوق من كمال، فالخالق أولى به، وكل ما تنزه عنه المخلوق من نقص، فالخالق أولى بالتنزيه عنه، فإذا كان المخلوق منزها عن مماثلة المخلوق مع الموافقة في الاسم، فالخالق أولى أن ينزه عن مماثلة المخلوق وإن حصلت موافقة في الاسم».[59]

## دلالتها

### الدلالة العلمية
وهي الدلالة على العلمية، فكل أسماء الله الحسنى تدل على علم واحد، فهي أعلام باعتبار دلالتها على الذات، مترادفة لدلالتها على مسمى واحد، وهو الله عز وجل.

### الدلالة الوصفية
وهي الدلالة على كمال الوصفية، وهي تؤخذ من كل اسم من أسماء الله الحسنى بعينه، باعتبار ما دلت عليه من المعاني، متباينة لدلالة كل اسم من أسماء الله الحسنى على معناه الخاص، وتنقسم إلى قسمين دلالة وصفية خاصة ودلالة وصفية عامة.

#### الدلالة الوصفية الخاصة
وهي الدلالة على كمال الوصفية وخصوصيتها، فهي تؤخذ من أسماء الله الحسنى التي تدل على معاني لا يصح أن تطلق إلا على الله كالمتكبر والجبار.
- عن أبي هريرة عن هناد قال:«قال رسول الله قال الله عز وجل الكبرياء ردائي والعظمة إزاري فمن نازعني واحدا منهما قذفته في النار».[61]

#### الدلالة الوصفية العامة
وهي الدلالة على كمال الوصفية وعموميتها، فهي تؤخذ من أسماء الله الحسنى التي تدل على معاني يمكن أن تطلق على غير الله كالكريم والرحيم دون مشابهة أو تمثيل.
- قال الله في القرآن ﴿ ليس كمثله شيء وهو السميع البصير (11)﴾ (سورة الشورى).

### الدلالة اللفظية
يدل كل اسم من أسماء الله الحسنى على الذات والصفات دلالة مطابقة، ويدل على الذات وحدها أو على الصفة وحدها دلالة تضمن. ويدل على الصفة الأخرى اللازمة لتلك المعاني دلالة التزام.
وتنقسم الدلالة اللفظية إلى ثلاثة أقسام:
1. دلالة المطابقة: وذلك بدلالة الاسم على جميع أجزائه «الذات والصفات» دلالة اللفظ على كل معناه ويعطي اللفظ جميع ما دخل فيه من المعاني لأن اللفظ طابق المعنى من غير زيادة ولا نقصان.
2. دلالة التضمن: وذلك بدلالة الاسم على بعض أجزائه «الذات وحدها والصفات وحدها».
3. دلالة التزام: وذلك بدلالة الاسم على غيره من الأسماء أو الصفات التي تتعلق تعلقا وثيقا بهذا الاسم وإن كانت خارجة عنه.

- مثال ذلك: اسم (الرحمن) يدل على الذات وحدها وعلى الرحمة وحدها دلالة تضمن، وعلى الأمرين دلالة مطابقة، ويدل على الحياة الكاملة، والعلم المحيط، والقدرة التامة ونحوها دلالة التزام لأنه لا توجد الرحمة من دون حياة الراحم وقدرته الموصلة لرحمته، للمرحوم وعلمه به وبحاجته.

### الدلالة المعنوية العقلية
هي خاصة بالعقل والفكر الصحيح؛ لأن اللفظ بمجرده لا يدل عليها وإنما ينظر العبد ويتأمل في المعاني اللازمة لذلك اللفظ الذي لا يتم معناها بدونه وما يشترط له من الشروط،
فلأن الصفات ليست ذوات بائنة من الموصوف حتى يلزم من ثبوتها التعدد، وإنما هي من صفات من اتصف بها فهي قائمة به، وكل موجود فلا بد له من تعدد صفاته، ففيه صفة الوجود، وكونه واجب الوجود أو ممكن الوجود، وكونه عينا قائما بنفسه أو وصفا في غيره.

## التي عليها خلاف
دار خلاف بين علماء المسلمين حول إدراج بعض الأسماء الواردة في القرآن أو في أحاديث الرسول محمد ضمن أسماء الله الحسنى، وذلك بسبب طريقة ورودها، حيث أن منها ما ورد على وجه الإضافة أو التقييد أو على وجه الإخبار أو الأسماء الجامدة، فمنهم من أدرجها ضمن أسماء الله الحسنى ولم يدرجها آخرون.

### الأسماء الجامدة

#### ليست منها
أكثر أقوال علماء المسلمين يشير إلى أن الأسماء الجامدة ليست من أسماء الله الحسنى: فليس من أسماء الله الحسنى الدهر، والشيء ونحو ذلك، لأن هذه الأسماء لا تتضمن معنى يلحقها بالأسماء الحسنى فالأسماء الحسنى أعلام وأوصاف، ولأن الله تعالى لم يتسم بها ولم يسمه بها رسوله.
- جاء في صحيح مسلم عن أبي هريرة قال: قال النبي: (قال الله عز وجل يؤذيني ابن آدم يقول يا خيبة الدهر فلا يقولن أحدكم يا خيبة الدهر فإني أنا الدهر أقلب ليله ونهاره فإذا شئت قبضتهما)[64]
- جاء في صحيح البخاري عن أبو هريرة قال: قال رسول الله: (قال الله يسب بنو آدم الدهر وأنا الدهر بيدي الليل والنهار)[9]

فهذا الحديث قد يفهم منه أن «الدهر» اسم من أسماء الله الحسنى، وهو ليس كذلك.
فهو أولا: اسم جامد لا يتضمن معنى يلحقه بالأسماء الحسنى.
وثانيا: إن اسم الدهر اسم للوقت والزمان
عادي.
- قال أبو سليمان الخطابي: «كانت الجاهلية تضيف المصائب والنوائب إلى الدهر الذي هو من الليل والنهار وهم في ذلك فرقتان فرقة لا تؤمن بالله ولا تعرف إلا الدهر الليل والنهار اللذان هما محل للحوادث وظرف لمساقط الأقدار فتنسب المكاره إليه على أنها من فعله ولا ترى أن لها مدبرا غيره وهذه الفرقة هي الدهرية الذين حكى الله عنهم في قوله وما يهلكنا إلا الدهر الآية وفرقة تعرف الخالق وتنزهه من أن تنسب إليه المكاره فتضيفها إلى الدهر والزمان وعلى هذين الوجهين كانوا يسبون الدهر ويذمونه فيقول القائل منهم يا خيبة الدهر ويا بؤس الدهر فقال لهم مبطلا ذلك لا يسبن أحد منكم الدهر فإن الله هو الدهر يريد والله أعلم لا تسبوا الدهر على أنه الفاعل لهذا الصنيع فالله هو الفاعل له فإذا سببتم الذي أنزل بكم المكاره رجع السب إلى الله وانصرف إليه»[66]
- قال أبو محمد بن أبي جمرة «لا يخفى أن من سب الصنعة فقد سب صانعها فمن سب نفس الليل والنهار أقدم على أمر عظيم بغير معنى ومن سب ما يجري فيهما من الحوادث وذلك هو أغلب ما يقع من الناس وهو الذي يعطيه سياق الحديث حيث نفى عنهما التأثير فكأنه قال لا ذنب لهما في ذلك وأما الحوادث فمنها ما يجري بوساطة العاقل المكلف فهذا يضاف شرعا ولغة إلى الذي جرى على يديه ويضاف إلى الله لكونه بتقديره فأفعال العباد من أكسابهم ولهذا ترتبت عليها الأحكام وهي في الابتداء خلق الله ومنها ما يجري بغير وساطة فهو منسوب إلى قدرة القادر وليس لليل والنهار فعل ولا تأثير لا لغة ولا عقلا ولا شرعا وهو المعنى في هذا الحديث»[67]

#### من أسماء الله
لم يشترطه علي بن حزم الأندلسي وغيره من الظاهرية أن الأسماء الجامدة ليست من أسماء الله الحسنى، فقد أخذ الحديث على ظاهره، ولذا ذكر من بين الأسماء الحسنى اسم «الدهر».
ورد عليه كثير من علماء المسلمين الذين يعدون الأسماء الجامدة ليست من أسماء الله الحسنى، من ذلك قول ابن كثير: (غلط ابن حزم الأندلسي ومن نحا نحوه من الظاهرية في عدهم الدهر من الأسماء الحسنى أخذا من هذا الحديث)

### ما ورد من الأسماء على وجه الإضافة أو التقييد

#### لا يكون اسما بهذا الورود
ما ورد من الأسماء مقيدا في القرآن، فلا يكون اسما بهذا الورود مثل:
- اسم المحيط، فلم يرد إلا مقيدا قال الله:
  - ﴿أَوْ كَصَيِّبٍ مِنَ السَّمَاءِ فِيهِ ظُلُمَاتٌ وَرَعْدٌ وَبَرْقٌ يَجْعَلُونَ أَصَابِعَهُمْ فِي آذَانِهِمْ مِنَ الصَّوَاعِقِ حَذَرَ الْمَوْتِ وَاللَّهُ مُحِيطٌ بِالْكَافِرِينَ ۝١٩﴾[69] (سورة البقرة، الآية 19)
  - ﴿قَالَ يَا قَوْمِ أَرَهْطِي أَعَزُّ عَلَيْكُمْ مِنَ اللَّهِ وَاتَّخَذْتُمُوهُ وَرَاءَكُمْ ظِهْرِيًّا إِنَّ رَبِّي بِمَا تَعْمَلُونَ مُحِيطٌ ۝٩٢﴾[70] (سورة هود، الآية 92)
- واسم العالم، فلم يرد إلا مقيدا قال الله:
  - ﴿وَلَقَدْ آتَيْنَا إِبْرَاهِيمَ رُشْدَهُ مِنْ قَبْلُ وَكُنَّا بِهِ عَالِمِينَ ۝٥١﴾[71] (سورة الأنبياء، الآية 51)
  - ﴿وَلِسُلَيْمَانَ الرِّيحَ عَاصِفَةً تَجْرِي بِأَمْرِهِ إِلَى الْأَرْضِ الَّتِي بَارَكْنَا فِيهَا وَكُنَّا بِكُلِّ شَيْءٍ عَالِمِينَ ۝٨١﴾[72] (سورة الأنبياء، الآية 81)

وكذلك إذا ورد في الكتاب والسنة اسم فاعل يدل على نوع من الأفعال ليس بعام شامل، فلا يعد من الأسماء الحسنى، مثل: الزارع، الذارئ، المسعر.

#### يكون اسما بهذا الورود
لم يشترط هذا الشرط كثير من العلماء المسلمين المجتهدين في معرفة أسماء الله الحسنى منهم
- ابن حجر العسقلاني فقد عد من أسماء الله الحسنى أسماء وردت مقيدة مثل «الحافظ والحسيب».[74]
- ابن عثيمين فقد عد من أسماء الله الحسنى أسماء وردت مقيدة مثل «العالم والحافظ والمحيط» وتردد في إدخال اسم الحفي، ولم يشترط الإضافة ولا التقييد.[75]
- عبد المحسن العباد فقد عد من أسماء الله الحسنى أسماء وردت مقيدة مثل «الهادي والحافظ والكفيل والغالب والمحيط» ولم يشترط الإضافة ولا التقييد.[76]
- عبد الله صالح الغصن فقد عد من أسماء الله الحسنى أسماء وردت مقيدة مثل «العالم والهادي والمحيط والحافظ والحاسب» ولم يشترط الإضافة ولا التقييد.[77]

### ما ورد على وجه الإخبار لا على وجه تسمية الله

#### ليست منها
- يقول ابن قيم الجوزية: «الفعل أوسع من الاسم ولهذا أطلق الله على نفسه أفعالا لم يتسم منها بأسماء الفاعل كأراد وشاء وأحدث ولم يسم بالمريد والشائي والمحدث كما لم يسم نفسه بالصانع والفاعل والمتقن وغير ذلك من الأسماء التي أطلق أفعالها على نفسه فباب الأفعال أوسع من باب الأسماء وقد أخطأ أقبح خطأ من اشتق له من كل فعل اسما وبلغ بأسمائه زيادة على الألف فسماه الماكر والمخادع والفاتن والكائد ونحو ذلك وكذلك باب الإخبار عنه بالاسم أوسع من تسميته به فإنه يخبر عنه بأنه شيء وموجود ومذكور ومعلوم ومراد ولا يسمى بذلك».[78]
- يقول ابن تيمية: «ويفرق بين دعائه والإخبار عنه، فلا يدعى إلا بالأسماء الحسنى؛ وأما الإخبار عنه: فلا يكون باسم سيئ؛ لكن قد يكون باسم حسن، أو باسم ليس بسيئ، وإن لم يحكم بحسنه. مثل: اسم شيء، وذات، وموجود. وكذلك المريد، والمتكلم؛ فإن الإرادة والكلام تنقسم إلى: محمود ومذموم، فليس ذلك من الأسماء الحسنى بخلاف الحكيم، والرحيم والصادق، ونحو ذلك، فإن ذلك لا يكون إلا محمودا»[79]

#### منها
لم يشترط هذا الشرط بعض العلماء المسلمين المجتهدين في معرفة أسماء الله الحسنى منهم
البيهقي وابن منده والقرطبي حيث أدرجوا ضمن أسماء الله الحسنى أسماء مثل الصانع والذارئ والبادئ.
كذلك ابن الوزير فقد عد من أسماء الله الحسنى أسماء مثل الفاعل والمستمع والحاسب والمنزل والزارع والكاتب والمرسل.
بل تجاوز أيضا هذا الشرط أبو بكر بن العربي فقد عد من أسماء الله الحسنى أسماء مثل المريد والمحب والمبغض والرضا والسخط والبالي والمبلي والمبتلي والفاتن.

### ما ورد على سبيل الجزاء والمقابلة والعدل والعقاب
ورد في القرآن أفعال أطلقها الله على نفسه على سبيل الجزاء والمقابلة والعدل والعقاب ولم يتسم منها باسم، وقد اتفق علماء المسلمين بأنها ليست من أسماء الله الحسنى، كقول الله:
- (ويمكرون ويمكر الله والله خير الماكرين (30)) (سورة الأنفال)
- (المنافقون والمنافقات بعضهم من بعض يأمرون بالمنكر وينهون عن المعروف ويقبضون أيديهم نسوا الله فنسيهم إن المنافقين هم الفاسقون (67)) (سورة التوبة)
- (وإذا لقوا الذين آمنوا قالوا آمنا وإذا خلوا إلى شياطينهم قالوا إنا معكم إنما نحن مستهزئون (14) الله يستهزئ بهم ويمدهم في طغيانهم يعمهون (15)) (سورة البقرة)
- (إنهم يكيدون كيدا (15) وأكيد كيدا (16)) (سورة الطارق)
- (إن المنافقين يخادعون الله وهو خادعهم وإذا قاموا إلى الصلاة قاموا كسالى يراءون الناس ولا يذكرون الله إلا قليلا (142)) (سورة النساء)

قال ابن القيم: «ومن هنا يعلم غلط بعض المتأخرين وزلقة الفاحش في اشتقاقه له من كل فعل أخبر به عن نفسه اسما مطلقا فأدخله في أسمائه الحسنى، فاشتق له اسم الماكر، والخادع، والفاتن، والمضل، والكاتب، ونحوها من قوله: (ويمكر الله) (سورة الأنفال: 30)، ومن قوله: (وهو خادعهم) (سورة النساء: 142)، ومن قوله: (لنفتنهم فيه) (سورة طه: 131)، ومن قوله: (يضل من يشاء) (الرعد: 27) (سورة النحل: 93) (سورة فاطر: 8)، وقوله تعالى: (كتب الله لأغلبن) (سورة المجادلة: 21)، وهذا خطأ من وجوه:
- أحدها: أنه لم يطلق على نفسه هذه الأسماء، فإطلاقها عليه لا يجوز.
- الثاني: أنه أخبر عن نفسه بأفعال مختصة مقيدة، فلا يجوز أن ينسب إليه مسمى الاسم على الإطلاق.
- الثالث: أن إطلاق مسمى هذه الأسماء منقسم إلى ما يمدح فيه المسمى به، وإلى ما يذم به، فيحسن في موضع، ويقبح في موضع، فيمتنع إطلاقه عليه من غير تفصيل.
- الرابع: أن هذه ليست من الأسماء الحسنى التي يسمى بها، فلا يجوز أن يسمى بها فإن أسماء الرب تعالى كلها حسنى، كما قال تعالى: (ولله الأسماء الحسنى) (الأعراف: 180)، وهي التي يحب أن يثنى عليه ويحمد بها دون غيرها.
- الخامس: أن القائل بهذا لو سمي بهذه الأسماء، وقيل له هذه مدحتك وثناء عليك، فأنت الماكر الفاتن المخادع المضل اللاعن الفاعل الصانع ونحوها لما كان يرضى بإطلاق هذه الأسماء عليه ولم يعدها مدحة، ولله المثل الأعلى وتعالى عما يقول الجاهلون به علوا كبيرا.
- السادس: أن هذا القائل يلزمه أن يجعل من أسمائه اللاعن والجائي والآتي والذاهب والتارك والمقاتل والصادق والمنزل والنازل والمذموم والمدمر وأضعاف أضعاف ذلك، فيشتق له اسما من كل فعل أخبر به عن نفسه، وإلا تناقض تناقضا بينا، ولا أحد من العقلاء طرد ذلك، فعلم بطلان قوله والحمد لله رب العالمين. »[80]

وقال حافظ حكمي: (قد ورد في القرآن أفعال أطلقها الله عز وجل على نفسه على سبيل الجزاء العدل والمقابلة وهي فيما سيقت فيه مدح وكمال لكن لا يجوز أن يشتق له تعالى منهما أسماء ولا تطلق عليه في غير ما سيقت فيه من الآيات كقوله تعالى (إن المنافقين يخادعون الله وهو خادعهم وإذا قاموا إلى الصلاة قاموا كسالى يراءون الناس ولا يذكرون الله إلا قليلا (142))(سورة النساء) وقوله (ومكروا ومكر الله والله خير الماكرين (54)) (سورة آل عمران) وقوله تعالى (نسوا الله فنسيهم إن المنافقين هم الفاسقون (67)) (سورة التوبة) وقوله تعالى *(وإذا لقوا الذين آمنوا قالوا آمنا وإذا خلوا إلى شياطينهم قالوا إنا معكم إنما نحن مستهزئون (14) الله يستهزئ بهم ويمدهم في طغيانهم يعمهون (15)) (سورة البقرة) ونحو ذلك فلا يجوز أن يطلق على الله مخادع ماكر ناس مستهزئ ونحو ذلك مما يتعالى الله عنه ولا يقال الله يستهزئ ويخادع ويمكر وينسى على سبيل الإطلاق تعالى الله عن ذلك علوا كبيرا)

## إحصاءها
تعددت عند علماء المسلمين أراء وتفسيرات وطرق إحصاء أسماء الله الحسنى على النحو التالي:
1. إحصاء عددها: قال أبو سليمان الخطابي: الإحصاء في مثل هذا يحتمل وجوها: أحدها أن يعدها حتى يستوفيها يريد أنه لا يقتصر على بعضها لكن يدعو الله بها كلها ويثني عليه بجميعها فيستوجب الموعود عليها من الثواب. وقال النووي قال البخاري وغيره من المحققين: معناه حفظها، وهذا هو الأظهر لثبوته نصا في الخبر. وقال في «الأذكار» هو قول الأكثرين. وقال ابن الجوزي: لما ثبت في بعض طرق الحديث: «من حفظها» بدل «أحصاها» اخترنا أن المراد العد أي من عدها ليستوفيها حفظا. قلت: وفيه نظر، لأنه لا يلزم من مجيئه بلفظ حفظها تعين السرد عن ظهر قلب، بل يحتمل الحفظ المعنوي.[82]
2. الإطاقة: المراد بالإحصاء الإطاقة كقوله تعالى: {علم أن لن تحصوه} ومنه حديث: «استقيموا ولن تحصوا» أي لن تبلغوا كنه الاستقامة، والمعنى من أطاق القيام بحق هذه الأسماء والعمل بمقتضاها وهو أن يعتبر معانيها فيلزم نفسه بواجبها فإذا قال: «الرزاق» وثق بالرزق وكذا سائر الأسماء.[82]
3. الإحاطة بمعانيها: المراد بالإحصاء الإحاطة بمعانيها من قول العرب فلان ذو حصاة أي ذو عقل ومعرفة انتهى ملخصا. وقال القرطبي: المرجو من كرم الله أن من حصل له إحصاء هذه الأسماء على إحدى هذه المراتب مع صحة النية أن يدخله الله الجنة، وهذه المراتب الثلاثة للسابقين والصديقين وأصحاب اليمين.[82]
4. معرفتها: معنى أحصاها عرفها، لأن العارف بها لا يكون إلا مؤمنا والمؤمن يدخل الجنة، وقال أبو العباس بن معد: يحتمل الإحصاء معنيين أحدهما أن المراد تتبعها من الكتاب والسنة حتى يحصل عليها، والثاني أن المراد أن يحفظها بعد أن يجدها محصاة. وقال النووي: «قال البخاري وغيره من المحققين. معناه حفظها، وهذا هو الأظهر لثبوته نصا في الخبر، وهو قول الأكثرين».[83]
5. الاعتقاد بها: معناه عدها معتقدا، لأن الدهري لا يعترف بالخالق. والفلسفي لا يعترف بالقادر[82]
6. أن يريد بها وجه الله وإعظامه: ابن عطية: معنى أحصاها عدها وحفظها، ويتضمن ذلك الإيمان بها والتعظيم لها والرغبة فيها والاعتبار بمعانيها.
7. العمل بها: فإذا قال: «الحكيم» مثلا سلم جميع أوامره لأن جميعها على مقتضى الحكمة وإذا قال: «القدوس» استحضر كونه منزها عن جميع النقائص، وهذا اختيار أبي الوفا بن عقيل. وقال ابن بطال: طريق العمل بها أن الذي يسوغ الاقتداء به فيها كالرحيم والكريم فإن الله يحب أن يرى حلاها على عبده، فليمرن العبد نفسه على أن يصح له الاتصاف بها، وما كان يختص بالله كالجبار والعظيم فيجب على العبد الإقرار بها والخضوع لها وعدم التحلي بصفة منها، وما كان فيه معنى الوعد نقف منه عند الطمع والرغبة، وما كان فيه معنى الوعيد نقف منه عند الخشية والرهبة، فهذا معنى أحصاها وحفظها، ويؤيده أن من حفظها عدا وأحصاها سردا ولم يعمل بها يكون كمن حفظ القرآن ولم يعمل بما فيه، وقد ثبت الخبر في الخوارج أنهم يقرءون القرآن ولا يجاوز حناجرهم، وقال الأصيلي: ليس المراد بالإحصاء عدها فقط لأنه قد يعدها الفاجر، وإنما المراد العمل بها. وقال أبو نعيم الأصبهاني: الإحصاء المذكور في الحديث ليس هو التعداد، وإنما هو العمل والتعقل بمعاني الأسماء والإيمان بها.[82]
8. حفظ القرآن: لكونه مستوفيا لها لقول الله (ما فرطنا في الكتاب من شيء)، فمن تلاه ودعا بما فيه من الأسماء حصل المقصود، فيكون معنى الحديث أن يقرأ القرآن حتى يختمه فيستوفي هذه الأسماء كلها في أضعاف التلاوة، فكأنه قال: من حفظ القرآن وقرأه فقد استحق دخول الجنة.5[84]
9. كلا مما سبق: روى ابن حجر في فتح البارئ (وهذا أرفع مراتب الإحصاء، وتمام ذلك أن يتوجه إلى الله من العمل الظاهر والباطن بما يقتضي كل اسم، من الأسماء فيعبد الله بما يستحقه من الصفات المقدسة التي وجبت لذاته، قال فمن حصلت له جميع مراتب الإحصاء حصل على الغاية، ومن منح منحي من مناحيها فثوابه بقدر ما نال والله أعلم.)[82]

### عددها

#### ليس لها عدد محدد

##### ليس لما تعرف الله به إلى عباده عدد محدد
يتفق أكثر علماء المسلمين بأن أسماء الله الحسنى ليس لها عدد معين ولا يمكن حصرها والإحاطة بها كاملة لأن منها ما أستأثر الله به في علم الغيب عنده ومنها ما يفتح الله به على رسوله يوم القيامة وغيرها مما يستحيل على بشر أن يحصيه.
- جاء في مسند أحمد عن عبد الله بن مسعود قال: قال رسول الله (ما أصاب أحدا قط هم ولا حزن فقال اللهم إني عبدك وابن عبدك وابن أمتك ناصيتي بيدك ماض في حكمك عدل في قضاؤك أسألك بكل اسم هو لك سميت به نفسك أو علمته أحدا من خلقك أو أنزلته في كتابك أو استأثرت به في علم الغيب عندك أن تجعل القرآن ربيع قلبي ونور صدري وجلاء حزني وذهاب همي إلا أذهب الله همه وحزنه وأبدله مكانه فرجا) قال فقيل يا رسول الله ألا نتعلمها فقال (بلى ينبغي لمن سمعها أن يتعلمها)[31]

فما استأثر الله به في علم الغيب عنده، لا يمكن لأحد حصره ولا الإحاطة به.
- جاء في صحيح مسلم عن أبي هريرة عن عائشة قالت " فقدت رسول الله ليلة من الفراش فالتمسته فوقعت يدي على بطن قدميه وهو في المسجد وهما منصوبتان وهو يقول (اللهم أعوذ برضاك من سخطك وبمعافاتك من عقوبتك وأعوذ بك منك لا أحصي ثناء عليك أنت كما أثنيت على نفسك)[85]
- جاء في صحيح البخاري عن أبي هريرة أن رسول الله قال (ثم يفتح الله علي من محامده وحسن الثناء عليه شيئا لم يفتحه على أحد قبلي)[86]
- قال ابن قيم الجوزية: « "إن لله تسعة وتسعين اسما من أحصاها دخل الجنة" لا ينفي أن يكون له غيرها والكلام جملة واحدة: أي له أسماء موصوفة بهذه الصفة، كما يقال: لفلان مائة عبد أعدهم للتجارة وله مائة فرس أعدهم للجهاد وهذا قول الجمهور، وخالفهم ابن حزم فزعم أن أسماءه تنحصر في هذا العدد"».[87]
- قال النووي: «أن هذا الحديث ليس فيه حصر لأسمائه - وتعالى - فليس معناه أنه ليس له أسماء غير هذه التسعة والتسعين؛ وإنما مقصود الحديث أن هذه التسعة والتسعين من أحصاها دخل الجنة، فالمراد الإخبار عن دخول الجنة بإحصائها لا الإخبار بحصر الأسماء».[88]
- قال أبو سليمان الخطابي: «فجملة «من أحصاها» مكملة للجملة الأولى وليست استثنائية منفصلة، ونظير هذا قول العرب: إن لزيد ألف درهم أعدها للصدقة»[55]
- قال ابن تيمية في كتابة درء تعارض العقل والنقل: «والصواب الذي عليه الجمهور أن قول النبي: (إن لله تسعة وتسعين اسما من أحصاها دخل الجنة) معناه: أن من أحصى التسعة والتسعين من أسمائه دخل الجنة، ليس مراده أنه ليس له إلا تسعة وتسعون اسما. »[89]
- قال ابن قيم الجوزية: «إن الأسماء الحسنى لا تدخل تحت حصر؛ ولا تحد بعدد، فإن لله تعالى أسماء وصفات استأثر بها في علم الغيب عنده لا يعلمها ملك مقرب ولا نبي مرسل، كما في الحديث الصحيح: (أسألك بكل اسم هو لك، سميت به نفسك، أو أنزلته في كتابك، أو استأثرت به في علم الغيب عندك). »[90]

##### تعرف الله إلى عباده بعدد محدد
ما جاء في الحديث: «إن لله تعالى تسعة وتسعين اسما»
فقال الرضواني:«فمعنى الحديث أن هذا العدد الذي تعرف الله به إلى عباده في كتابه وفي سنة رسوله من جملــة أسماء الله ومن شأنه أن من أحصاه دخل الجنة».

#### محصورة في عدد معين
ما جاء في الحديث: «إن لله تعالى تسعة وتسعين اسما»
فقال ابن حزم: إنه لو جاز أن يكون له اسم زائد على العدد المذكور لزم أن يكون له مائة اسم، فيبطل قوله: «مائة إلا واحدا». وقال: وصح أن أسماءه لا تزيد على تسعة وتسعين شيئا، لقوله: «مائة! إلا واحدا» فنفى الزيادة وأبطلها.

### مناهج وطرق جمعها
1. منهج المعتمدين: يعتمد أصحاب هذا المنهج على الأسماء الواردة في روايات حديث أبي هريرة، وبالأخص طريق الوليد بن مسلم، عند الترمذي وطريق عبد الملك بن محمد الصنعاني وطريق عبد العزيز بن الحصين بن الترجمان.
2. منهج المقتصرين: يقتصر أصحاب هذا المنهج على ما ورد من الأسماء بصورة الاسم فقط من القرآن أو من السنة أو من كليهما، ويتركون ما يؤخذ بالاشتقاق أو بالإضافة.
3. منهج المتوسعين: وهم الذين اشتقوا من كل صفة وفعل اسما ولم يفرقوا بين باب الأسماء وباب الصفات بل أن منهم من يدخلون ما يتعلق بباب الإخبار أحيانا ويشتقون منها أسماء، ومن منهج المتوسعين ذكر المشتق والمضاف والمطلق من الأسماء.
4. منهج المتوسطين: جعلوا لأنفسهم شروطا لاشتقاق الأسماء من الصفات، ويقسمون الصفات إلى ما يصح الاشتقاق منه ومالا يصح حسب شروط يضعها المجتهد في إحصاء أسماء الله الحسنى.

### اجتهادات في إحصاءها
اجتهد كثير من علماء المسلمين في إحصاء أسماء الله الحسنى منهم
| تفاصيل أسماء المجتهدين | تفاصيل أسماء المجتهدين                                                                     |
| الرمز                  | التفاصيل                                                                                   |
| ---------------------- | ------------------------------------------------------------------------------------------ |
| الوليد                 | رواية الوليد بن مسلم، أدرجها ضمن حديث "إن لله تسعة وتسعين اسمًا" عند الترمذي.               |
| الصنعاني               | رواية عبد الملك الصنعاني، أدرجها ضمن حديث "إن لله تسعة وتسعين اسمًا" عند ابن ماجه.          |
| ابن الحصين             | رواية عبد العزيز بن الحصين، أدرجها ضمن حديث "إن لله تسعة وتسعين اسمًا" عند الحاكم.          |
| ابن منده               | محمد بن إسحاق بن منده، أورده في كتابه التَّوحيد،الجزء الثاني                                 |
| ابن حزم                | أبي محمد علي بن أحمد بن حزم، أورده في كتابه المحلى                                         |
| ابن العربي             | أبي بكر محمّد بن عبد الله القرطبي المشهور بابن العربي المالكي، أورده في كتابه أحكام القرآن. |
| ابن الوزير             | محمد بن إبراهيم بن المرتضى اليماني المعروف بابن الوزير، في كتابه إيثار الحقِّ على الخلق.     |
| ابن حجر                | أحمد بن علي بن حجر العسقلاني، في كتابه فتح الباري.                                         |
| البيهقي                | أبو بكر أحمد ابن الحسين البيهقي، أدرجها ضمن كتابه الأسماء والصِّفات.                         |
| ابن عثيمين             | محمد بن صالح بن عثيمين، في كتابه القواعد المثلَى.                                           |
| الرضواني               | محمود عبدالرازق الرضواني، أدرجها ضمن كتابه أسماء الله الحسنى الثابتة في الكتاب والسنة.     |
| الغصن                  | عبد الله بن صالح بن عبد العزيز الغصن، أدرجها ضمن كتابة أسماء الله الحسنى.                  |
| بن ناصر                | عبد العزيز بن ناصر الجليل,أدرجها ضمن كتابه (ولله الأسماء الحسنى).                          |
| بن وهف                 | سعيد بن علي بن وهف القحطاني، في كتابه شرح الأسماء الحسنى في ضوء الكتاب والسُّنَّة.             |
| العباد                 | عبد المحسن العباد، أدرجها في كتابه قطف الجنى الداني.                                       |

| م   | أسماء الله الحسنى   | الوليد بن مسلم | عبد الملك بن محمد الصنعاني | عبد العزيز بن الحصين | ابن منده | ابن حزم | ابن العربي | ابن الوزير | ابن حجر | البيهقي | ابن عثيمين | محمود الرضواني | عبد الله بن صالح الغصن | عبد العزيز بن ناصر الجُلَيِّل | سعيد بن وهف | عبد المحسن العباد |
| --- | ------------------- | -------------- | -------------------------- | -------------------- | -------- | ------- | ---------- | ---------- | ------- | ------- | ---------- | -------------- | ---------------------- | ------------------------- | ----------- | ----------------- |
| 1   | الله                |                |                            |                      |          |         |            |            |         |         |            |                |                        |                           |             |                   |
| 2   | الرحمن              |                |                            |                      |          |         |            |            |         |         |            |                |                        |                           |             |                   |
| 3   | الرحيم              |                |                            |                      |          |         |            |            |         |         |            |                |                        |                           |             |                   |
| 4   | الملك               |                |                            |                      |          |         |            |            |         |         |            |                |                        |                           |             |                   |
| 5   | القدّوس              |                |                            |                      |          |         |            |            |         |         |            |                |                        |                           |             |                   |
| 6   | السلام              |                |                            |                      |          |         |            |            |         |         |            |                |                        |                           |             |                   |
| 7   | المؤمن              |                |                            |                      |          |         |            |            |         |         |            |                |                        |                           |             |                   |
| 8   | المهيمن             |                |                            |                      |          |         |            |            |         |         |            |                |                        |                           |             |                   |
| 9   | العزيز              |                |                            |                      |          |         |            |            |         |         |            |                |                        |                           |             |                   |
| 10  | الجبار              |                |                            |                      |          |         |            |            |         |         |            |                |                        |                           |             |                   |
| 11  | المتكبّر             |                |                            |                      |          |         |            |            |         |         |            |                |                        |                           |             |                   |
| 12  | الخالق              |                |                            |                      |          |         |            |            |         |         |            |                |                        |                           |             |                   |
| 13  | البارئ              |                |                            |                      |          |         |            |            |         |         |            |                |                        |                           |             |                   |
| 14  | المصور              |                |                            |                      |          |         |            |            |         |         |            |                |                        |                           |             |                   |
| 15  | الغفار              |                |                            |                      |          |         |            |            |         |         |            |                |                        |                           |             |                   |
| 16  | القهّار              |                |                            |                      |          |         |            |            |         |         |            |                |                        |                           |             |                   |
| 17  | الوهّاب              |                |                            |                      |          |         |            |            |         |         |            |                |                        |                           |             |                   |
| 18  | الرزاق              |                |                            |                      |          |         |            |            |         |         |            |                |                        |                           |             |                   |
| 19  | الفتاح              |                |                            |                      |          |         |            |            |         |         |            |                |                        |                           |             |                   |
| 20  | العليم              |                |                            |                      |          |         |            |            |         |         |            |                |                        |                           |             |                   |
| 21  | القابض              |                |                            |                      |          |         |            |            |         |         |            |                |                        |                           |             |                   |
| 22  | الباسط              |                |                            |                      |          |         |            |            |         |         |            |                |                        |                           |             |                   |
| 23  | الخافض              |                |                            |                      |          |         |            |            |         |         |            |                |                        |                           |             |                   |
| 24  | الرافع              |                |                            |                      |          |         |            |            |         |         |            |                |                        |                           |             |                   |
| 25  | المعز               |                |                            |                      |          |         |            |            |         |         |            |                |                        |                           |             |                   |
| 26  | المذل               |                |                            |                      |          |         |            |            |         |         |            |                |                        |                           |             |                   |
| 27  | السميع              |                |                            |                      |          |         |            |            |         |         |            |                |                        |                           |             |                   |
| 28  | البصير              |                |                            |                      |          |         |            |            |         |         |            |                |                        |                           |             |                   |
| 29  | الحكم               |                |                            |                      |          |         |            |            |         |         |            |                |                        |                           |             |                   |
| 30  | العدل               |                |                            |                      |          |         |            |            |         |         |            |                |                        |                           |             |                   |
| 31  | اللطيف              |                |                            |                      |          |         |            |            |         |         |            |                |                        |                           |             |                   |
| 32  | الخبير              |                |                            |                      |          |         |            |            |         |         |            |                |                        |                           |             |                   |
| 33  | الحليم              |                |                            |                      |          |         |            |            |         |         |            |                |                        |                           |             |                   |
| 34  | العظيم              |                |                            |                      |          |         |            |            |         |         |            |                |                        |                           |             |                   |
| 35  | الغفور              |                |                            |                      |          |         |            |            |         |         |            |                |                        |                           |             |                   |
| 36  | الشكور              |                |                            |                      |          |         |            |            |         |         |            |                |                        |                           |             |                   |
| 37  | العلي               |                |                            |                      |          |         |            |            |         |         |            |                |                        |                           |             |                   |
| 38  | الكبير              |                |                            |                      |          |         |            |            |         |         |            |                |                        |                           |             |                   |
| 39  | الحفيظ              |                |                            |                      |          |         |            |            |         |         |            |                |                        |                           |             |                   |
| 40  | المُقيت              |                |                            |                      |          |         |            |            |         |         |            |                |                        |                           |             |                   |
| 41  | الحسيب              |                |                            |                      |          |         |            |            |         |         |            |                |                        |                           |             |                   |
| 42  | الجليل              |                |                            |                      |          |         |            |            |         |         |            |                |                        |                           |             |                   |
| 43  | الكريم              |                |                            |                      |          |         |            |            |         |         |            |                |                        |                           |             |                   |
| 44  | الرقيب              |                |                            |                      |          |         |            |            |         |         |            |                |                        |                           |             |                   |
| 45  | المجيب              |                |                            |                      |          |         |            |            |         |         |            |                |                        |                           |             |                   |
| 46  | الواسع              |                |                            |                      |          |         |            |            |         |         |            |                |                        |                           |             |                   |
| 47  | الحكيم              |                |                            |                      |          |         |            |            |         |         |            |                |                        |                           |             |                   |
| 48  | الودود              |                |                            |                      |          |         |            |            |         |         |            |                |                        |                           |             |                   |
| 49  | المجيد              |                |                            |                      |          |         |            |            |         |         |            |                |                        |                           |             |                   |
| 50  | الباعث              |                |                            |                      |          |         |            |            |         |         |            |                |                        |                           |             |                   |
| 51  | الشهيد              |                |                            |                      |          |         |            |            |         |         |            |                |                        |                           |             |                   |
| 52  | الحق                |                |                            |                      |          |         |            |            |         |         |            |                |                        |                           |             |                   |
| 53  | الوكيل              |                |                            |                      |          |         |            |            |         |         |            |                |                        |                           |             |                   |
| 54  | القوي               |                |                            |                      |          |         |            |            |         |         |            |                |                        |                           |             |                   |
| 55  | المتين              |                |                            |                      |          |         |            |            |         |         |            |                |                        |                           |             |                   |
| 56  | الولي               |                |                            |                      |          |         |            |            |         |         |            |                |                        |                           |             |                   |
| 57  | الحميد              |                |                            |                      |          |         |            |            |         |         |            |                |                        |                           |             |                   |
| 58  | المحصي              |                |                            |                      |          |         |            |            |         |         |            |                |                        |                           |             |                   |
| 59  | المبدئ              |                |                            |                      |          |         |            |            |         |         |            |                |                        |                           |             |                   |
| 60  | المعيد              |                |                            |                      |          |         |            |            |         |         |            |                |                        |                           |             |                   |
| 61  | المحيي              |                |                            |                      |          |         |            |            |         |         |            |                |                        |                           |             |                   |
| 62  | المميت              |                |                            |                      |          |         |            |            |         |         |            |                |                        |                           |             |                   |
| 63  | الحي                |                |                            |                      |          |         |            |            |         |         |            |                |                        |                           |             |                   |
| 64  | القيوم              |                |                            |                      |          |         |            |            |         |         |            |                |                        |                           |             |                   |
| 65  | الواجد              |                |                            |                      |          |         |            |            |         |         |            |                |                        |                           |             |                   |
| 66  | الماجد              |                |                            |                      |          |         |            |            |         |         |            |                |                        |                           |             |                   |
| 67  | الواحد              |                |                            |                      |          |         |            |            |         |         |            |                |                        |                           |             |                   |
| 68  | الصمد               |                |                            |                      |          |         |            |            |         |         |            |                |                        |                           |             |                   |
| 69  | القادر              |                |                            |                      |          |         |            |            |         |         |            |                |                        |                           |             |                   |
| 70  | المقتدر             |                |                            |                      |          |         |            |            |         |         |            |                |                        |                           |             |                   |
| 71  | المقدم              |                |                            |                      |          |         |            |            |         |         |            |                |                        |                           |             |                   |
| 72  | المؤخر              |                |                            |                      |          |         |            |            |         |         |            |                |                        |                           |             |                   |
| 73  | الأول               |                |                            |                      |          |         |            |            |         |         |            |                |                        |                           |             |                   |
| 74  | الآخر               |                |                            |                      |          |         |            |            |         |         |            |                |                        |                           |             |                   |
| 75  | الظاهر              |                |                            |                      |          |         |            |            |         |         |            |                |                        |                           |             |                   |
| 76  | الباطن              |                |                            |                      |          |         |            |            |         |         |            |                |                        |                           |             |                   |
| 77  | الوالي              |                |                            |                      |          |         |            |            |         |         |            |                |                        |                           |             |                   |
| 78  | المتعالِ             |                |                            |                      |          |         |            |            |         |         |            |                |                        |                           |             |                   |
| 79  | البر                |                |                            |                      |          |         |            |            |         |         |            |                |                        |                           |             |                   |
| 80  | التواب              |                |                            |                      |          |         |            |            |         |         |            |                |                        |                           |             |                   |
| 81  | المنتقم             |                |                            |                      |          |         |            |            |         |         |            |                |                        |                           |             |                   |
| 82  | العفو               |                |                            |                      |          |         |            |            |         |         |            |                |                        |                           |             |                   |
| 83  | الرؤوف              |                |                            |                      |          |         |            |            |         |         |            |                |                        |                           |             |                   |
| 84  | مالك الملك          |                |                            |                      |          |         |            |            |         |         |            |                |                        |                           |             |                   |
| 85  | ذو الجلال والإكرام  |                |                            |                      |          |         |            |            |         |         |            |                |                        |                           |             |                   |
| 86  | المقسط              |                |                            |                      |          |         |            |            |         |         |            |                |                        |                           |             |                   |
| 87  | الجامع              |                |                            |                      |          |         |            |            |         |         |            |                |                        |                           |             |                   |
| 88  | الغني               |                |                            |                      |          |         |            |            |         |         |            |                |                        |                           |             |                   |
| 89  | المغني              |                |                            |                      |          |         |            |            |         |         |            |                |                        |                           |             |                   |
| 90  | المانع              |                |                            |                      |          |         |            |            |         |         |            |                |                        |                           |             |                   |
| 91  | الضار               |                |                            |                      |          |         |            |            |         |         |            |                |                        |                           |             |                   |
| 92  | النافع              |                |                            |                      |          |         |            |            |         |         |            |                |                        |                           |             |                   |
| 93  | النور               |                |                            |                      |          |         |            |            |         |         |            |                |                        |                           |             |                   |
| 94  | الهادي              |                |                            |                      |          |         |            |            |         |         |            |                |                        |                           |             |                   |
| 95  | البديع              |                |                            |                      |          |         |            |            |         |         |            |                |                        |                           |             |                   |
| 96  | الباقي              |                |                            |                      |          |         |            |            |         |         |            |                |                        |                           |             |                   |
| 97  | الوارث              |                |                            |                      |          |         |            |            |         |         |            |                |                        |                           |             |                   |
| 98  | الرشيد              |                |                            |                      |          |         |            |            |         |         |            |                |                        |                           |             |                   |
| 99  | الصبور              |                |                            |                      |          |         |            |            |         |         |            |                |                        |                           |             |                   |
| 100 | الجميل              |                |                            |                      |          |         |            |            |         |         |            |                |                        |                           |             |                   |
| 101 | القاهر              |                |                            |                      |          |         |            |            |         |         |            |                |                        |                           |             |                   |
| 102 | القريب              |                |                            |                      |          |         |            |            |         |         |            |                |                        |                           |             |                   |
| 103 | الراشد              |                |                            |                      |          |         |            |            |         |         |            |                |                        |                           |             |                   |
| 104 | الرب                |                |                            |                      |          |         |            |            |         |         |            |                |                        |                           |             |                   |
| 105 | المبين              |                |                            |                      |          |         |            |            |         |         |            |                |                        |                           |             |                   |
| 106 | البرهان             |                |                            |                      |          |         |            |            |         |         |            |                |                        |                           |             |                   |
| 107 | الشديد              |                |                            |                      |          |         |            |            |         |         |            |                |                        |                           |             |                   |
| 108 | الواقي              |                |                            |                      |          |         |            |            |         |         |            |                |                        |                           |             |                   |
| 109 | البار               |                |                            |                      |          |         |            |            |         |         |            |                |                        |                           |             |                   |
| 110 | ذو القوة            |                |                            |                      |          |         |            |            |         |         |            |                |                        |                           |             |                   |
| 111 | القائم              |                |                            |                      |          |         |            |            |         |         |            |                |                        |                           |             |                   |
| 112 | الدائم              |                |                            |                      |          |         |            |            |         |         |            |                |                        |                           |             |                   |
| 113 | الحافظ              |                |                            |                      |          |         |            |            |         |         |            |                |                        |                           |             |                   |
| 114 | الفاطر              |                |                            |                      |          |         |            |            |         |         |            |                |                        |                           |             |                   |
| 115 | السامع              |                |                            |                      |          |         |            |            |         |         |            |                |                        |                           |             |                   |
| 116 | المعطي              |                |                            |                      |          |         |            |            |         |         |            |                |                        |                           |             |                   |
| 117 | الكافي              |                |                            |                      |          |         |            |            |         |         |            |                |                        |                           |             |                   |
| 118 | الأبد               |                |                            |                      |          |         |            |            |         |         |            |                |                        |                           |             |                   |
| 119 | العالم              |                |                            |                      |          |         |            |            |         |         |            |                |                        |                           |             |                   |
| 120 | الصادق              |                |                            |                      |          |         |            |            |         |         |            |                |                        |                           |             |                   |
| 121 | القديم              |                |                            |                      |          |         |            |            |         |         |            |                |                        |                           |             |                   |
| 122 | الوتر               |                |                            |                      |          |         |            |            |         |         |            |                |                        |                           |             |                   |
| 123 | الأحد               |                |                            |                      |          |         |            |            |         |         |            |                |                        |                           |             |                   |
| 124 | المالك              |                |                            |                      |          |         |            |            |         |         |            |                |                        |                           |             |                   |
| 125 | المليك              |                |                            |                      |          |         |            |            |         |         |            |                |                        |                           |             |                   |
| 126 | الجواد              |                |                            |                      |          |         |            |            |         |         |            |                |                        |                           |             |                   |
| 127 | الخلاق              |                |                            |                      |          |         |            |            |         |         |            |                |                        |                           |             |                   |
| 128 | الديان              |                |                            |                      |          |         |            |            |         |         |            |                |                        |                           |             |                   |
| 129 | الرازق              |                |                            |                      |          |         |            |            |         |         |            |                |                        |                           |             |                   |
| 129 | الرفيق              |                |                            |                      |          |         |            |            |         |         |            |                |                        |                           |             |                   |
| 130 | السيد               |                |                            |                      |          |         |            |            |         |         |            |                |                        |                           |             |                   |
| 131 | السبوح              |                |                            |                      |          |         |            |            |         |         |            |                |                        |                           |             |                   |
| 132 | السريع              |                |                            |                      |          |         |            |            |         |         |            |                |                        |                           |             |                   |
| 133 | الستار              |                |                            |                      |          |         |            |            |         |         |            |                |                        |                           |             |                   |
| 134 | الشافي              |                |                            |                      |          |         |            |            |         |         |            |                |                        |                           |             |                   |
| 135 | الشاكر              |                |                            |                      |          |         |            |            |         |         |            |                |                        |                           |             |                   |
| 136 | الطيب               |                |                            |                      |          |         |            |            |         |         |            |                |                        |                           |             |                   |
| 137 | الأعلى              |                |                            |                      |          |         |            |            |         |         |            |                |                        |                           |             |                   |
| 138 | العلام              |                |                            |                      |          |         |            |            |         |         |            |                |                        |                           |             |                   |
| 139 | الغافر              |                |                            |                      |          |         |            |            |         |         |            |                |                        |                           |             |                   |
| 140 | الفاتح              |                |                            |                      |          |         |            |            |         |         |            |                |                        |                           |             |                   |
| 141 | القدير              |                |                            |                      |          |         |            |            |         |         |            |                |                        |                           |             |                   |
| 142 | الكفيل              |                |                            |                      |          |         |            |            |         |         |            |                |                        |                           |             |                   |
| 143 | المعين              |                |                            |                      |          |         |            |            |         |         |            |                |                        |                           |             |                   |
| 144 | المنان              |                |                            |                      |          |         |            |            |         |         |            |                |                        |                           |             |                   |
| 145 | الموسع              |                |                            |                      |          |         |            |            |         |         |            |                |                        |                           |             |                   |
| 146 | المنعم              |                |                            |                      |          |         |            |            |         |         |            |                |                        |                           |             |                   |
| 147 | المفرج              |                |                            |                      |          |         |            |            |         |         |            |                |                        |                           |             |                   |
| 148 | المعافي             |                |                            |                      |          |         |            |            |         |         |            |                |                        |                           |             |                   |
| 149 | المُطعم              |                |                            |                      |          |         |            |            |         |         |            |                |                        |                           |             |                   |
| 150 | الناصر              |                |                            |                      |          |         |            |            |         |         |            |                |                        |                           |             |                   |
| 151 | النذير              |                |                            |                      |          |         |            |            |         |         |            |                |                        |                           |             |                   |
| 152 | الوافي              |                |                            |                      |          |         |            |            |         |         |            |                |                        |                           |             |                   |
| 153 | عالم الغيب والشهادة |                |                            |                      |          |         |            |            |         |         |            |                |                        |                           |             |                   |
| 154 | ذو الفضل العظيم     |                |                            |                      |          |         |            |            |         |         |            |                |                        |                           |             |                   |
| 155 | ذو العرش المجيد     |                |                            |                      |          |         |            |            |         |         |            |                |                        |                           |             |                   |
| 156 | ذو الطول والإحسان   |                |                            |                      |          |         |            |            |         |         |            |                |                        |                           |             |                   |
| 157 | ذو الرحمة الواسعة   |                |                            |                      |          |         |            |            |         |         |            |                |                        |                           |             |                   |
| 158 | ذو الجبروت والملكوت |                |                            |                      |          |         |            |            |         |         |            |                |                        |                           |             |                   |
| 159 | فاطر السموات والأرض |                |                            |                      |          |         |            |            |         |         |            |                |                        |                           |             |                   |
| 160 | فالق الحب والنوى    |                |                            |                      |          |         |            |            |         |         |            |                |                        |                           |             |                   |
| 161 | منزل الكتاب         |                |                            |                      |          |         |            |            |         |         |            |                |                        |                           |             |                   |
| 162 | سريع الحساب         |                |                            |                      |          |         |            |            |         |         |            |                |                        |                           |             |                   |
| 163 | علام الغيوب         |                |                            |                      |          |         |            |            |         |         |            |                |                        |                           |             |                   |
| 164 | غافر الذنب          |                |                            |                      |          |         |            |            |         |         |            |                |                        |                           |             |                   |
| 165 | قابل التوب          |                |                            |                      |          |         |            |            |         |         |            |                |                        |                           |             |                   |
| 166 | فارج الهم           |                |                            |                      |          |         |            |            |         |         |            |                |                        |                           |             |                   |
| 167 | كاشف الكرب          |                |                            |                      |          |         |            |            |         |         |            |                |                        |                           |             |                   |
| 168 | مقلب القلوب         |                |                            |                      |          |         |            |            |         |         |            |                |                        |                           |             |                   |
| 169 | خير الفاصلين        |                |                            |                      |          |         |            |            |         |         |            |                |                        |                           |             |                   |
| 170 | ذو المعارج          |                |                            |                      |          |         |            |            |         |         |            |                |                        |                           |             |                   |
| 171 | خير الناصرين        |                |                            |                      |          |         |            |            |         |         |            |                |                        |                           |             |                   |
| 172 | خير الفاتحين        |                |                            |                      |          |         |            |            |         |         |            |                |                        |                           |             |                   |
| 173 | خير الراحمين        |                |                            |                      |          |         |            |            |         |         |            |                |                        |                           |             |                   |
| 174 | خير الغافرين        |                |                            |                      |          |         |            |            |         |         |            |                |                        |                           |             |                   |
| 175 | أرحم الراحمين       |                |                            |                      |          |         |            |            |         |         |            |                |                        |                           |             |                   |
| 176 | المحيط              |                |                            |                      |          |         |            |            |         |         |            |                |                        |                           |             |                   |
| 177 | الحنان              |                |                            |                      |          |         |            |            |         |         |            |                |                        |                           |             |                   |
| 178 | الأكرم              |                |                            |                      |          |         |            |            |         |         |            |                |                        |                           |             |                   |
| 179 | الإله               |                |                            |                      |          |         |            |            |         |         |            |                |                        |                           |             |                   |
| 180 | المسعَّر              |                |                            |                      |          |         |            |            |         |         |            |                |                        |                           |             |                   |
| 181 | الدهر               |                |                            |                      |          |         |            |            |         |         |            |                |                        |                           |             |                   |
| 182 | رفيع الدرجات        |                |                            |                      |          |         |            |            |         |         |            |                |                        |                           |             |                   |
| 183 | شديد المحال         |                |                            |                      |          |         |            |            |         |         |            |                |                        |                           |             |                   |
| 184 | عدو الكافرين        |                |                            |                      |          |         |            |            |         |         |            |                |                        |                           |             |                   |
| 185 | الحفي               |                |                            |                      |          |         |            |            |         |         |            |                |                        |                           |             |                   |
| 186 | نور السماوات والأرض |                |                            |                      |          |         |            |            |         |         |            |                |                        |                           |             |                   |
| 187 | الغيور              |                |                            |                      |          |         |            |            |         |         |            |                |                        |                           |             |                   |
| 188 | المنذر              |                |                            |                      |          |         |            |            |         |         |            |                |                        |                           |             |                   |
| 189 | المدبر              |                |                            |                      |          |         |            |            |         |         |            |                |                        |                           |             |                   |
| 190 | مخزي الكافرين       |                |                            |                      |          |         |            |            |         |         |            |                |                        |                           |             |                   |
| 191 | النصير              |                |                            |                      |          |         |            |            |         |         |            |                |                        |                           |             |                   |
| 192 | خير المنزلين        |                |                            |                      |          |         |            |            |         |         |            |                |                        |                           |             |                   |
| 193 | خير الماكرين        |                |                            |                      |          |         |            |            |         |         |            |                |                        |                           |             |                   |
| 194 | متم نوره            |                |                            |                      |          |         |            |            |         |         |            |                |                        |                           |             |                   |
| 195 | المستعان            |                |                            |                      |          |         |            |            |         |         |            |                |                        |                           |             |                   |
| 196 | المعبود             |                |                            |                      |          |         |            |            |         |         |            |                |                        |                           |             |                   |
| 197 | أهل التقوى          |                |                            |                      |          |         |            |            |         |         |            |                |                        |                           |             |                   |
| 198 | أهل المغفرة         |                |                            |                      |          |         |            |            |         |         |            |                |                        |                           |             |                   |
| 199 | واسع المغفرة        |                |                            |                      |          |         |            |            |         |         |            |                |                        |                           |             |                   |
| 200 | أحكم الحاكمين       |                |                            |                      |          |         |            |            |         |         |            |                |                        |                           |             |                   |
| 201 | خير الحاكمين        |                |                            |                      |          |         |            |            |         |         |            |                |                        |                           |             |                   |
| 202 | خير الرازقين        |                |                            |                      |          |         |            |            |         |         |            |                |                        |                           |             |                   |
| 203 | أحسن الخالقين       |                |                            |                      |          |         |            |            |         |         |            |                |                        |                           |             |                   |
| 204 | خير الحافظين        |                |                            |                      |          |         |            |            |         |         |            |                |                        |                           |             |                   |
| 205 | الفعال لما يريد     |                |                            |                      |          |         |            |            |         |         |            |                |                        |                           |             |                   |
| 206 | خير الوارثين        |                |                            |                      |          |         |            |            |         |         |            |                |                        |                           |             |                   |
| 207 | فالق الإصباح        |                |                            |                      |          |         |            |            |         |         |            |                |                        |                           |             |                   |
| 208 | نعم المولى          |                |                            |                      |          |         |            |            |         |         |            |                |                        |                           |             |                   |
| 209 | كاشف الضر           |                |                            |                      |          |         |            |            |         |         |            |                |                        |                           |             |                   |
| 210 | مخرج الحي من الميت  |                |                            |                      |          |         |            |            |         |         |            |                |                        |                           |             |                   |
| 211 | مخرج الميت من الحي  |                |                            |                      |          |         |            |            |         |         |            |                |                        |                           |             |                   |
| 212 | جاعل الليل سكناً     |                |                            |                      |          |         |            |            |         |         |            |                |                        |                           |             |                   |
| 213 | أسرع الحاسبين       |                |                            |                      |          |         |            |            |         |         |            |                |                        |                           |             |                   |
| 214 | ولي المؤمنين        |                |                            |                      |          |         |            |            |         |         |            |                |                        |                           |             |                   |
| 215 | الغالب على أمره     |                |                            |                      |          |         |            |            |         |         |            |                |                        |                           |             |                   |
| 216 | البالغ أمره         |                |                            |                      |          |         |            |            |         |         |            |                |                        |                           |             |                   |
| 217 | ذو الانتقام         |                |                            |                      |          |         |            |            |         |         |            |                |                        |                           |             |                   |
| 218 | المغيث              |                |                            |                      |          |         |            |            |         |         |            |                |                        |                           |             |                   |
| 219 | المولى              |                |                            |                      |          |         |            |            |         |         |            |                |                        |                           |             |                   |
| 220 | الحييّ               |                |                            |                      |          |         |            |            |         |         |            |                |                        |                           |             |                   |
| 221 | المحسن              |                |                            |                      |          |         |            |            |         |         |            |                |                        |                           |             |                   |
| 222 | الفرد               |                |                            |                      |          |         |            |            |         |         |            |                |                        |                           |             |                   |
| 223 | الطبيب              |                |                            |                      |          |         |            |            |         |         |            |                |                        |                           |             |                   |

### الأسماء المتضمنة صفة واحدة
في الأسماء المتضمنة صفة واحدة، كل صيغة من صيغ الاسم تعد اسما مستقلا، مثال ذلك: «القادر»، «القدير»، «المقتدر» متضمنة لصفة القدرة، وتعد ثلاثة أسماء.
وأسماء مثل: «العلي»، «الأعلى»، «المتعال»، تعد ثلاثة أسماء مع تضمنها لصفة واحدة هي صفة العلو.
- من الأسماء المتضمنة صفة واحدة ما يلي:

1. العلي - الأعلى - المتعال.
2. العليم - الخبير.
3. العزيز - القدير - القادر - المقتدر - القوي - المتين.
4. العفو - الغفور - الغفار.
5. الشاكر - الشكور.
6. السيد - الصمد.
7. القدوس - السلام.
8. البر - الوهاب.
9. الرحمن - الرحيم - الرؤوف.
10. الكريم - الأكرم.
11. الرزاق - الرازق.
12. الحي - القيوم.
13. الملك - المليك - مالك الملك.
14. الواحد - الأحد.
15. الخالق - البارئ - المصور - الخلاق.
16. الحيي - الستير.

### الأسماء المقترنة
الأسماء المقترنة التي لا يصح فيها إطلاق اسم منها دون الآخر مثل: اسمي «القابض، الباسط»، واسمي «المقدم، المؤخر»؛ فكل مجموعة من هذه الأسماء وإن كانت تحوي اسمين مختلفين؛ لأن كل اسم منها يحمل معنى غير الآخر، لكنها تكون كالاسم الواحد في المعنى؛ فلا يصح إفراد اسم عن الآخر في الذكر؛ لأن الاسمين إذا ذكرا معا دل ذلك على عموم قدرته وتدبيره، وأنه لا رب غيره، وإذا ذكر أحدهما لم يكن فيه هذا المدح، والله له الأسماء الحسنى.
- من الأسماء المقترنة ما يلي:

1. المعطي - المانع.
2. النافع - الضار.
3. الرافع - الخافض.
4. العفو - المنتقم.
5. المحيي - المميت.
6. الباسط - القابض.
7. المعز - المذل.
8. المبدئ - المعيد.
9. المقدم - المؤخر.
10. الأول - الآخر.
11. الظاهر - الباطن.
12. الراتق - الفاتق.
13. الهادي - المضل.
14. المحل - المحرم.

## اسم الله الأعظم
- ورد في سنن النسائي وسنن أبي داود ومسند أحمد وفي صحيح ابن حبان عن أنس بن مالك قال: كنت مع رسول الله جالسا يعني ورجل قائم يصلي فلما ركع وسجد وتشهد دعا فقال في دعائه (اللهم إني أسألك بأن لك الحمد لا إله إلا أنت المنان بديع السماوات والأرض يا ذا الجلال والإكرام يا حي يا قيوم إني أسألك) فقال النبي لأصحابه تدرون بما دعا قالوا الله ورسوله أعلم قال (والذي نفسي بيده لقد دعا الله باسمه العظيم الذي إذا دعي به أجاب وإذا سئل به أعطى)[109][110][111]
- ورد في سنن ابن ماجه وسنن أبي داود ومسند أحمد وسنن الترمذي وفي صحيح ابن حبان عن عبد الله بن بريدة عن أبيه قال: (سمع النبي رجلا يقول اللهم إني أسألك بأنك أنت الله الأحد الصمد الذي لم يلد ولم يولد ولم يكن له كفوا أحد فقال رسول الله لقد سأل الله باسمه الأعظم الذي إذا سئل به أعطى وإذا دعي به أجاب)[112][113][114][115]
- ورد في جامع الترمذي وسنن أبي داود ومسند أحمد وسنن الدارمي وسنن ابن ماجه من حديث أسماء بنت يزيد قالت: أن النبي قال: "اسم الله الأعظم في هاتين الآيتين: (وإلهكم إله واحد لا إله إلا هو الرحمن الرحيم) وفاتحة آل عمران (آلم الله لا إله إلا هو الحي القيوم)[116][117][118][119][120]
- ورد في مسند الإمام أحمد وصحيح الحاكم من حديث أبي هريرة وأنس بن مالك وربيعة بن عامر قال سمعت رسول الله يقول: «ألظوا بيا ذا الجلال والإكرام» يعنى تعلقوا بها وألزموها وداوموا عليها.[121]
- ورد في جامع الترمذي عن أبي هريرة قال: «أن النبي كان إذا أهمه الأمر رفع رأسه إلى السماء فقال سبحان الله العظيم وإذا اجتهد في الدعاء قال يا حي يا قيوم».[122]
- ورد في جامع الترمذي من حديث أنس بن مالك قال: «كان النبي إذا كربه أمر قال يا حي يا قيوم برحمتك أستغيث».[123]
- ورد في سنن ابن ماجه وصحيح الحاكم عن أبي أمامة قال: «قال النبي: «اسم الله الأعظم في ثلاث سور من القرآن البقرة وآل عمران وطه»» قال القاسم: فالتمستها فإذا هي آية {الحي القيوم}.[124]
- ورد في مستدرك الحاكم أيضا من حديث سعد بن أبي وقاص قال: قال رسول الله: دعوة ذي النون إذ دعا وهو في بطن الحوت لا إله إلا أنت سبحانك إني كنت من الظالمين إنه لم يدع بها مسلم في شيء قط إلا استجاب الله له بها[125]
- ورد في الصحيحين البخاري ومسلم عن ابن عباس قال: (أن نبي الله كان يقول عند الكرب لا إله إلا الله العظيم الحليم لا إله إلا الله رب العرش العظيم لا إله إلا الله رب السماوات ورب الأرض ورب العرش الكريم)[126][127]
- ورد في مسند أحمد من حديث عبد الله بن مسعود قال: «قال رسول الله: «ما أصاب أحد قط هم ولا حزن فقال: اللهم إني عبدك ابن عبدك ابن أمتك ناصيتي بيدك ماض في حكمك عدل في قضاؤك أسألك اللهم بكل اسم هو لك سميت به نفسك أو علمته أحدا من خلقك أو أنزلته في كتابك أو استأثرت به في علم الغيب عندك أن تجعل القرآن العظيم ربيع قلبي ونور صدري وجلاء حزني وذهاب همي إلا أذهب الله عز وجل همه وحزنه وأبدله مكانه فرحا فقيل: يا محمد إلا نتعلمها قال: بل ينبغي لمن سمعها أن يتعلمها»».[128]

## أسماء الله الحسنى كما جاءت في القرآن
1. الله: سورة الإسراء: ﴿قُلِ ادْعُوا اللَّهَ أَوِ ادْعُوا الرَّحْمَنَ أَيًّا مَا تَدْعُوا فَلَهُ الْأَسْمَاءُ الْحُسْنَى وَلَا تَجْهَرْ بِصَلَاتِكَ وَلَا تُخَافِتْ بِهَا وَابْتَغِ بَيْنَ ذَلِكَ سَبِيلًا ۝١١٠﴾ [الإسراء:110]
2. الرحمن
3. الله الرحمن الرحيم: سورة الفاتحة: ﴿بِسْمِ اللَّهِ الرَّحْمَنِ الرَّحِيمِ ۝١﴾ [الفاتحة:1]
4. الرحمن الرحيم: سورة الفاتحة: ﴿الرَّحْمَنِ الرَّحِيمِ ۝٣﴾ [الفاتحة:3]
5. الرحيم الغفور: سورة سبأ: ﴿يَعْلَمُ مَا يَلِجُ فِي الْأَرْضِ وَمَا يَخْرُجُ مِنْهَا وَمَا يَنْزِلُ مِنَ السَّمَاءِ وَمَا يَعْرُجُ فِيهَا وَهُوَ الرَّحِيمُ الْغَفُورُ ۝٢﴾ [سبأ:2]
6. التواب الرحيم: سورة البقرة: ﴿فَتَلَقَّى آدَمُ مِنْ رَبِّهِ كَلِمَاتٍ فَتَابَ عَلَيْهِ إِنَّهُ هُوَ التَّوَّابُ الرَّحِيمُ ۝٣٧﴾ [البقرة:37]
7. الغفور الرحيم: سورة القصص: ﴿قَالَ رَبِّ إِنِّي ظَلَمْتُ نَفْسِي فَاغْفِرْ لِي فَغَفَرَ لَهُ إِنَّهُ هُوَ الْغَفُورُ الرَّحِيمُ ۝١٦﴾ [القصص:16]
8. العزيز الرحيم: سورة الشعراء: ﴿وَتَوَكَّلْ عَلَى الْعَزِيزِ الرَّحِيمِ ۝٢١٧﴾ [الشعراء:217]
9. البر الرحيم: سورة الطور: ﴿إِنَّا كُنَّا مِنْ قَبْلُ نَدْعُوهُ إِنَّهُ هُوَ الْبَرُّ الرَّحِيمُ ۝٢٨﴾ [الطور:28]
10. ربك الغفور ذو الرحمة: سورة الكهف: ﴿وَرَبُّكَ الْغَفُورُ ذُو الرَّحْمَةِ لَوْ يُؤَاخِذُهُمْ بِمَا كَسَبُوا لَعَجَّلَ لَهُمُ الْعَذَابَ بَلْ لَهُمْ مَوْعِدٌ لَنْ يَجِدُوا مِنْ دُونِهِ مَوْئِلًا ۝٥٨﴾ [الكهف:58]
11. العزيز الحكيم: سورة الروم: ﴿وَهُوَ الَّذِي يَبْدَأُ الْخَلْقَ ثُمَّ يُعِيدُهُ وَهُوَ أَهْوَنُ عَلَيْهِ وَلَهُ الْمَثَلُ الْأَعْلَى فِي السَّمَاوَاتِ وَالْأَرْضِ وَهُوَ الْعَزِيزُ الْحَكِيمُ ۝٢٧﴾ [الروم:27]
12. يبدئ ويعيد: سورة البروج: ﴿إِنَّهُ هُوَ يُبْدِئُ وَيُعِيدُ ۝١٣﴾ [البروج:13]
13. الغفور الودود: سورة البروج: ﴿وَهُوَ الْغَفُورُ الْوَدُودُ ۝١٤﴾ [البروج:14]
14. ذو العرش المجيد: سورة البروج: ﴿ذُو الْعَرْشِ الْمَجِيدُ ۝١٥﴾ [البروج:15]
15. ذي العرش: سورة التكوير: ﴿ذِي قُوَّةٍ عِنْدَ ذِي الْعَرْشِ مَكِينٍ ۝٢٠﴾ [التكوير:20]
16. فعال لما يريد: سورة البروج: ﴿فَعَّالٌ لِمَا يُرِيدُ ۝١٦﴾ [البروج:16]
17. ربك فعال لما يريد: سورة هود: ﴿خَالِدِينَ فِيهَا مَا دَامَتِ السَّمَاوَاتُ وَالْأَرْضُ إِلَّا مَا شَاءَ رَبُّكَ إِنَّ رَبَّكَ فَعَّالٌ لِمَا يُرِيدُ ۝١٠٧﴾ [هود:107]
18. رب كل شيء: سورة الأنعام: ﴿قُلْ أَغَيْرَ اللَّهِ أَبْغِي رَبًّا وَهُوَ رَبُّ كُلِّ شَيْءٍ وَلَا تَكْسِبُ كُلُّ نَفْسٍ إِلَّا عَلَيْهَا وَلَا تَزِرُ وَازِرَةٌ وِزْرَ أُخْرَى ثُمَّ إِلَى رَبِّكُمْ مَرْجِعُكُمْ فَيُنَبِّئُكُمْ بِمَا كُنْتُمْ فِيهِ تَخْتَلِفُونَ ۝١٦٤﴾ [الأنعام:164]
19. العزيز العليم: سورة الأنعام: ﴿فَالِقُ الْإِصْبَاحِ وَجَعَلَ اللَّيْلَ سَكَنًا وَالشَّمْسَ وَالْقَمَرَ حُسْبَانًا ذَلِكَ تَقْدِيرُ الْعَزِيزِ الْعَلِيمِ ۝٩٦﴾ [الأنعام:96]
20. الله العزيز العليم: سورة غافر: ﴿تَنْزِيلُ الْكِتَابِ مِنَ اللَّهِ الْعَزِيزِ الْعَلِيمِ ۝٢﴾ [غافر:2]
21. القوي العزيز: سورة الشورى: ﴿اللَّهُ لَطِيفٌ بِعِبَادِهِ يَرْزُقُ مَنْ يَشَاءُ وَهُوَ الْقَوِيُّ الْعَزِيزُ ۝١٩﴾ [الشورى:19]
22. العزيز الحميد: سورة إبراهيم: ﴿الر كِتَابٌ أَنْزَلْنَاهُ إِلَيْكَ لِتُخْرِجَ النَّاسَ مِنَ الظُّلُمَاتِ إِلَى النُّورِ بِإِذْنِ رَبِّهِمْ إِلَى صِرَاطِ الْعَزِيزِ الْحَمِيدِ ۝١﴾ [إبراهيم:1]
23. الله العزيز الحميد: سورة البروج: ﴿وَمَا نَقَمُوا مِنْهُمْ إِلَّا أَنْ يُؤْمِنُوا بِاللَّهِ الْعَزِيزِ الْحَمِيدِ ۝٨﴾ [البروج:8]
24. عالم الغيب والشهادة العزيز الرحيم: سورة السجدة: ﴿ذَلِكَ عَالِمُ الْغَيْبِ وَالشَّهَادَةِ الْعَزِيزُ الرَّحِيمُ ۝٦﴾ [السجدة:6]
25. ربك العزيز الوهّاب: سورة ص: ﴿أَمْ عِنْدَهُمْ خَزَائِنُ رَحْمَةِ رَبِّكَ الْعَزِيزِ الْوَهَّابِ ۝٩﴾ [ص:9]
26. رب السماوات والأرض وما بينهما العزيز الغفار: سورة ص: ﴿رَبُّ السَّمَاوَاتِ وَالْأَرْضِ وَمَا بَيْنَهُمَا الْعَزِيزُ الْغَفَّارُ ۝٦٦﴾ [ص:66]
27. العزيز الغفار: سورة غافر: ﴿تَدْعُونَنِي لِأَكْفُرَ بِاللَّهِ وَأُشْرِكَ بِهِ مَا لَيْسَ لِي بِهِ عِلْمٌ وَأَنَا أَدْعُوكُمْ إِلَى الْعَزِيزِ الْغَفَّارِ ۝٤٢﴾ [غافر:42]
28. الله الذي لا اله الا هو الملك القدوس السلام المؤمن المهيمن العزيز الجبار المتكبر: سورة الحشر: ﴿هُوَ اللَّهُ الَّذِي لَا إِلَهَ إِلَّا هُوَ الْمَلِكُ الْقُدُّوسُ السَّلَامُ الْمُؤْمِنُ الْمُهَيْمِنُ الْعَزِيزُ الْجَبَّارُ الْمُتَكَبِّرُ سُبْحَانَ اللَّهِ عَمَّا يُشْرِكُونَ ۝٢٣﴾ [الحشر:23]
29. الله الخالق البارئ المصور له الأسماء الحسنى: سورة الحشر: ﴿هُوَ اللَّهُ الْخَالِقُ الْبَارِئُ الْمُصَوِّرُ لَهُ الْأَسْمَاءُ الْحُسْنَى يُسَبِّحُ لَهُ مَا فِي السَّمَاوَاتِ وَالْأَرْضِ وَهُوَ الْعَزِيزُ الْحَكِيمُ ۝٢٤﴾ [الحشر:24]
30. الملك القدوس العزيز الحكيم: سورة الجمعة: ﴿يُسَبِّحُ لِلَّهِ مَا فِي السَّمَاوَاتِ وَمَا فِي الْأَرْضِ الْمَلِكِ الْقُدُّوسِ الْعَزِيزِ الْحَكِيمِ ۝١﴾ [الجمعة:1]
31. عالم الغيب والشهادة العزيز الحكيم: سورة التغابن: ﴿عَالِمُ الْغَيْبِ وَالشَّهَادَةِ الْعَزِيزُ الْحَكِيمُ ۝١٨﴾ [التغابن:18]
32. الله العزيز الحكيم: سورة النمل: ﴿يَا مُوسَى إِنَّهُ أَنَا اللَّهُ الْعَزِيزُ الْحَكِيمُ ۝٩﴾ [النمل:9]
33. العزيز الغفور: سورة الملك: ﴿الَّذِي خَلَقَ الْمَوْتَ وَالْحَيَاةَ لِيَبْلُوَكُمْ أَيُّكُمْ أَحْسَنُ عَمَلًا وَهُوَ الْعَزِيزُ الْغَفُورُ ۝٢﴾ [الملك:2]
34. ربك الغني ذو الرحمة: سورة الأنعام: ﴿وَرَبُّكَ الْغَنِيُّ ذُو الرَّحْمَةِ إِنْ يَشَأْ يُذْهِبْكُمْ وَيَسْتَخْلِفْ مِنْ بَعْدِكُمْ مَا يَشَاءُ كَمَا أَنْشَأَكُمْ مِنْ ذُرِّيَّةِ قَوْمٍ آخَرِينَ ۝١٣٣﴾ [الأنعام:133]
35. العليم الحكيم: سورة يوسف: ﴿وَرَفَعَ أَبَوَيْهِ عَلَى الْعَرْشِ وَخَرُّوا لَهُ سُجَّدًا وَقَالَ يَا أَبَتِ هَذَا تَأْوِيلُ رُؤْيَايَ مِنْ قَبْلُ قَدْ جَعَلَهَا رَبِّي حَقًّا وَقَدْ أَحْسَنَ بِي إِذْ أَخْرَجَنِي مِنَ السِّجْنِ وَجَاءَ بِكُمْ مِنَ الْبَدْوِ مِنْ بَعْدِ أَنْ نَزَغَ الشَّيْطَانُ بَيْنِي وَبَيْنَ إِخْوَتِي إِنَّ رَبِّي لَطِيفٌ لِمَا يَشَاءُ إِنَّهُ هُوَ الْعَلِيمُ الْحَكِيمُ ۝١٠٠﴾ [يوسف:100]
36. مولاكم: سورة الحج: ﴿وَجَاهِدُوا فِي اللَّهِ حَقَّ جِهَادِهِ هُوَ اجْتَبَاكُمْ وَمَا جَعَلَ عَلَيْكُمْ فِي الدِّينِ مِنْ حَرَجٍ مِلَّةَ أَبِيكُمْ إِبْرَاهِيمَ هُوَ سَمَّاكُمُ الْمُسْلِمِينَ مِنْ قَبْلُ وَفِي هَذَا لِيَكُونَ الرَّسُولُ شَهِيدًا عَلَيْكُمْ وَتَكُونُوا شُهَدَاءَ عَلَى النَّاسِ فَأَقِيمُوا الصَّلَاةَ وَآتُوا الزَّكَاةَ وَاعْتَصِمُوا بِاللَّهِ هُوَ مَوْلَاكُمْ فَنِعْمَ الْمَوْلَى وَنِعْمَ النَّصِيرُ ۝٧٨﴾ [الحج:78]
37. الله مولاكم: سورة التحريم: ﴿قَدْ فَرَضَ اللَّهُ لَكُمْ تَحِلَّةَ أَيْمَانِكُمْ وَاللَّهُ مَوْلَاكُمْ وَهُوَ الْعَلِيمُ الْحَكِيمُ ۝٢﴾ [التحريم:2]
38. القاهر فوق عباده: سورة الأنعام: ﴿وَهُوَ الْقَاهِرُ فَوْقَ عِبَادِهِ وَهُوَ الْحَكِيمُ الْخَبِيرُ ۝١٨﴾ [الأنعام:18]
39. الحكيم الخبير: سورة سبأ: ﴿الْحَمْدُ لِلَّهِ الَّذِي لَهُ مَا فِي السَّمَاوَاتِ وَمَا فِي الْأَرْضِ وَلَهُ الْحَمْدُ فِي الْآخِرَةِ وَهُوَ الْحَكِيمُ الْخَبِيرُ ۝١﴾ [سبأ:1]
40. عالم الغيب والشهادة: سورة التوبة: ﴿وَقُلِ اعْمَلُوا فَسَيَرَى اللَّهُ عَمَلَكُمْ وَرَسُولُهُ وَالْمُؤْمِنُونَ وَسَتُرَدُّونَ إِلَى عَالِمِ الْغَيْبِ وَالشَّهَادَةِ فَيُنَبِّئُكُمْ بِمَا كُنْتُمْ تَعْمَلُونَ ۝١٠٥﴾ [التوبة:105]
41. الحكيم العليم:سورة الذاريات: ﴿قَالُوا كَذَلِكِ قَالَ رَبُّكِ إِنَّهُ هُوَ الْحَكِيمُ الْعَلِيمُ ۝٣٠﴾ [الذاريات:30]
42. السميع العليم:سورة الأنفال: ﴿وَإِنْ جَنَحُوا لِلسَّلْمِ فَاجْنَحْ لَهَا وَتَوَكَّلْ عَلَى اللَّهِ إِنَّهُ هُوَ السَّمِيعُ الْعَلِيمُ ۝٦١﴾ [الأنفال:61]
43. سميع الدعاء: سورة آل عمران: ﴿هُنَالِكَ دَعَا زَكَرِيَّا رَبَّهُ قَالَ رَبِّ هَبْ لِي مِنْ لَدُنْكَ ذُرِّيَّةً طَيِّبَةً إِنَّكَ سَمِيعُ الدُّعَاءِ ۝٣٨﴾ [آل عمران:38]
44. ربي سميع الدعاء: سورة إبراهيم: ﴿الْحَمْدُ لِلَّهِ الَّذِي وَهَبَ لِي عَلَى الْكِبَرِ إِسْمَاعِيلَ وَإِسْحَاقَ إِنَّ رَبِّي لَسَمِيعُ الدُّعَاءِ ۝٣٩﴾ [إبراهيم:39]
45. الخلاق العليم:سورة يس: ﴿أَوَلَيْسَ الَّذِي خَلَقَ السَّمَاوَاتِ وَالْأَرْضَ بِقَادِرٍ عَلَى أَنْ يَخْلُقَ مِثْلَهُمْ بَلَى وَهُوَ الْخَلَّاقُ الْعَلِيمُ ۝٨١﴾ [يس:81]
46. العليم القدير:سورة الروم: ﴿اللَّهُ الَّذِي خَلَقَكُمْ مِنْ ضَعْفٍ ثُمَّ جَعَلَ مِنْ بَعْدِ ضَعْفٍ قُوَّةً ثُمَّ جَعَلَ مِنْ بَعْدِ قُوَّةٍ ضَعْفًا وَشَيْبَةً يَخْلُقُ مَا يَشَاءُ وَهُوَ الْعَلِيمُ الْقَدِيرُ ۝٥٤﴾ [الروم:54]
47. الفتاح العليم:سورة سبأ: ﴿قُلْ يَجْمَعُ بَيْنَنَا رَبُّنَا ثُمَّ يَفْتَحُ بَيْنَنَا بِالْحَقِّ وَهُوَ الْفَتَّاحُ الْعَلِيمُ ۝٢٦﴾ [سبأ:26]
48. العليم الخبير:سورة التحريم: ﴿وَإِذْ أَسَرَّ النَّبِيُّ إِلَى بَعْضِ أَزْوَاجِهِ حَدِيثًا فَلَمَّا نَبَّأَتْ بِهِ وَأَظْهَرَهُ اللَّهُ عَلَيْهِ عَرَّفَ بَعْضَهُ وَأَعْرَضَ عَنْ بَعْضٍ فَلَمَّا نَبَّأَهَا بِهِ قَالَتْ مَنْ أَنْبَأَكَ هَذَا قَالَ نَبَّأَنِيَ الْعَلِيمُ الْخَبِيرُ ۝٣﴾ [التحريم:3]
49. الحميد:سورة الحج: ﴿وَهُدُوا إِلَى الطَّيِّبِ مِنَ الْقَوْلِ وَهُدُوا إِلَى صِرَاطِ الْحَمِيدِ ۝٢٤﴾ [الحج:24]
50. الغني الحميد:سورة فاطر: ﴿يَا أَيُّهَا النَّاسُ أَنْتُمُ الْفُقَرَاءُ إِلَى اللَّهِ وَاللَّهُ هُوَ الْغَنِيُّ الْحَمِيدُ ۝١٥﴾ [فاطر:15]
51. الولي الحميد:سورة الشورى: ﴿وَهُوَ الَّذِي يُنَزِّلُ الْغَيْثَ مِنْ بَعْدِ مَا قَنَطُوا وَيَنْشُرُ رَحْمَتَهُ وَهُوَ الْوَلِيُّ الْحَمِيدُ ۝٢٨﴾ [الشورى:28]
52. عالم الغيب والشهادة الكبير المتعال: سورة الرعد: ﴿عَالِمُ الْغَيْبِ وَالشَّهَادَةِ الْكَبِيرُ الْمُتَعَالِ ۝٩﴾ [الرعد:9]
53. الله فاطر السماوات والأرض عالم الغيب والشهادة: سورة الزمر: ﴿قُلِ اللَّهُمَّ فَاطِرَ السَّمَاوَاتِ وَالْأَرْضِ عَالِمَ الْغَيْبِ وَالشَّهَادَةِ أَنْتَ تَحْكُمُ بَيْنَ عِبَادِكَ فِي مَا كَانُوا فِيهِ يَخْتَلِفُونَ ۝٤٦﴾ [الزمر:46]
54. الله الذي لا اله الا هو عالم الغيب والشهادة: سورة الحشر: ﴿هُوَ اللَّهُ الَّذِي لَا إِلَهَ إِلَّا هُوَ عَالِمُ الْغَيْبِ وَالشَّهَادَةِ هُوَ الرَّحْمَنُ الرَّحِيمُ ۝٢٢﴾ [الحشر:22]
55. الوهّأب: سورة آل عمران: ﴿إِذْ قَالَتِ امْرَأَةُ عِمْرَانَ رَبِّ إِنِّي نَذَرْتُ لَكَ مَا فِي بَطْنِي مُحَرَّرًا فَتَقَبَّلْ مِنِّي إِنَّكَ أَنْتَ السَّمِيعُ الْعَلِيمُ ۝٣٥﴾ [آل عمران:35]
56. رب السماوات والأرض: سورة الرعد: ﴿قُلْ مَنْ رَبُّ السَّمَاوَاتِ وَالْأَرْضِ قُلِ اللَّهُ قُلْ أَفَاتَّخَذْتُمْ مِنْ دُونِهِ أَوْلِيَاءَ لَا يَمْلِكُونَ لِأَنْفُسِهِمْ نَفْعًا وَلَا ضَرًّا قُلْ هَلْ يَسْتَوِي الْأَعْمَى وَالْبَصِيرُ أَمْ هَلْ تَسْتَوِي الظُّلُمَاتُ وَالنُّورُ أَمْ جَعَلُوا لِلَّهِ شُرَكَاءَ خَلَقُوا كَخَلْقِهِ فَتَشَابَهَ الْخَلْقُ عَلَيْهِمْ قُلِ اللَّهُ خَالِقُ كُلِّ شَيْءٍ وَهُوَ الْوَاحِدُ الْقَهَّارُ ۝١٦﴾ [الرعد:16]
57. الله خالق كل شيء: سورة الزمر: ﴿اللَّهُ خَالِقُ كُلِّ شَيْءٍ وَهُوَ عَلَى كُلِّ شَيْءٍ وَكِيلٌ ۝٦٢﴾ [الزمر:62]
58. رب السماوات والأرض وما بينهما الرحمن: سورة النبأ: ﴿رَبِّ السَّمَاوَاتِ وَالْأَرْضِ وَمَا بَيْنَهُمَا الرَّحْمَنِ لَا يَمْلِكُونَ مِنْهُ خِطَابًا ۝٣٧﴾ [النبأ:37]
59. الواحد القهار: سورة الرعد: ﴿قُلْ مَنْ رَبُّ السَّمَاوَاتِ وَالْأَرْضِ قُلِ اللَّهُ قُلْ أَفَاتَّخَذْتُمْ مِنْ دُونِهِ أَوْلِيَاءَ لَا يَمْلِكُونَ لِأَنْفُسِهِمْ نَفْعًا وَلَا ضَرًّا قُلْ هَلْ يَسْتَوِي الْأَعْمَى وَالْبَصِيرُ أَمْ هَلْ تَسْتَوِي الظُّلُمَاتُ وَالنُّورُ أَمْ جَعَلُوا لِلَّهِ شُرَكَاءَ خَلَقُوا كَخَلْقِهِ فَتَشَابَهَ الْخَلْقُ عَلَيْهِمْ قُلِ اللَّهُ خَالِقُ كُلِّ شَيْءٍ وَهُوَ الْوَاحِدُ الْقَهَّارُ ۝١٦﴾ [الرعد:16]
60. الله الواحد القهار: سورة الزمر: ﴿لَوْ أَرَادَ اللَّهُ أَنْ يَتَّخِذَ وَلَدًا لَاصْطَفَى مِمَّا يَخْلُقُ مَا يَشَاءُ سُبْحَانَهُ هُوَ اللَّهُ الْوَاحِدُ الْقَهَّارُ ۝٤﴾ [الزمر:4]
61. ما من إله إلا الله الواحد القهار: سورة ص: ﴿قُلْ إِنَّمَا أَنَا مُنْذِرٌ وَمَا مِنْ إِلَهٍ إِلَّا اللَّهُ الْوَاحِدُ الْقَهَّارُ ۝٦٥﴾ [ص:65]
62. ربنا رب السماوات والأرض: سورة الكهف: ﴿وَرَبَطْنَا عَلَى قُلُوبِهِمْ إِذْ قَامُوا فَقَالُوا رَبُّنَا رَبُّ السَّمَاوَاتِ وَالْأَرْضِ لَنْ نَدْعُوَ مِنْ دُونِهِ إِلَهًا لَقَدْ قُلْنَا إِذًا شَطَطًا ۝١٤﴾ [الكهف:14]
63. رب السماوات والأرض وما بينهما: سورة مريم: ﴿رَبُّ السَّمَاوَاتِ وَالْأَرْضِ وَمَا بَيْنَهُمَا فَاعْبُدْهُ وَاصْطَبِرْ لِعِبَادَتِهِ هَلْ تَعْلَمُ لَهُ سَمِيًّا ۝٦٥﴾ [مريم:65]
64. رب السماوات والأرض وما بينهما ورب المشارق: سورة الصافات: ﴿رَبُّ السَّمَاوَاتِ وَالْأَرْضِ وَمَا بَيْنَهُمَا وَرَبُّ الْمَشَارِقِ ۝٥﴾ [الصافات:5]
65. رب السماوات والأرض رب العرش: سورة الزخرف: ﴿سُبْحَانَ رَبِّ السَّمَاوَاتِ وَالْأَرْضِ رَبِّ الْعَرْشِ عَمَّا يَصِفُونَ ۝٨٢﴾ [الزخرف:82]
66. الله لا اله الا هو الحي القيوم:سورة البقرة: ﴿اللَّهُ لَا إِلَهَ إِلَّا هُوَ الْحَيُّ الْقَيُّومُ لَا تَأْخُذُهُ سِنَةٌ وَلَا نَوْمٌ لَهُ مَا فِي السَّمَاوَاتِ وَمَا فِي الْأَرْضِ مَنْ ذَا الَّذِي يَشْفَعُ عِنْدَهُ إِلَّا بِإِذْنِهِ يَعْلَمُ مَا بَيْنَ أَيْدِيهِمْ وَمَا خَلْفَهُمْ وَلَا يُحِيطُونَ بِشَيْءٍ مِنْ عِلْمِهِ إِلَّا بِمَا شَاءَ وَسِعَ كُرْسِيُّهُ السَّمَاوَاتِ وَالْأَرْضَ وَلَا يَئُودُهُ حِفْظُهُمَا وَهُوَ الْعَلِيُّ الْعَظِيمُ ۝٢٥٥﴾ [البقرة:255]
67. العلي العظيم: سورة الشورى: ﴿لَهُ مَا فِي السَّمَاوَاتِ وَمَا فِي الْأَرْضِ وَهُوَ الْعَلِيُّ الْعَظِيمُ ۝٤﴾ [الشورى:4]
68. لا إله إلا هو العزيز الحكيم: سورة آل عمران: ﴿هُوَ الَّذِي يُصَوِّرُكُمْ فِي الْأَرْحَامِ كَيْفَ يَشَاءُ لَا إِلَهَ إِلَّا هُوَ الْعَزِيزُ الْحَكِيمُ ۝٦﴾ [آل عمران:6]
69. لا إله إلا هو: سورة فاطر: ﴿يَا أَيُّهَا النَّاسُ اذْكُرُوا نِعْمَةَ اللَّهِ عَلَيْكُمْ هَلْ مِنْ خَالِقٍ غَيْرُ اللَّهِ يَرْزُقُكُمْ مِنَ السَّمَاءِ وَالْأَرْضِ لَا إِلَهَ إِلَّا هُوَ فَأَنَّى تُؤْفَكُونَ ۝٣﴾ [فاطر:3]
70. ربي لا إله إلا هو: سورة الرعد: ﴿كَذَلِكَ أَرْسَلْنَاكَ فِي أُمَّةٍ قَدْ خَلَتْ مِنْ قَبْلِهَا أُمَمٌ لِتَتْلُوَ عَلَيْهِمُ الَّذِي أَوْحَيْنَا إِلَيْكَ وَهُمْ يَكْفُرُونَ بِالرَّحْمَنِ قُلْ هُوَ رَبِّي لَا إِلَهَ إِلَّا هُوَ عَلَيْهِ تَوَكَّلْتُ وَإِلَيْهِ مَتَابِ ۝٣٠﴾ [الرعد:30]
71. الله لا إله إلا هو: سورة النساء: ﴿اللَّهُ لَا إِلَهَ إِلَّا هُوَ لَيَجْمَعَنَّكُمْ إِلَى يَوْمِ الْقِيَامَةِ لَا رَيْبَ فِيهِ وَمَنْ أَصْدَقُ مِنَ اللَّهِ حَدِيثًا ۝٨٧﴾ [النساء:87]
72. إلهكم الله الذي لا إله إلا هو: سورة طه: ﴿إِنَّمَا إِلَهُكُمُ اللَّهُ الَّذِي لَا إِلَهَ إِلَّا هُوَ وَسِعَ كُلَّ شَيْءٍ عِلْمًا ۝٩٨﴾ [طه:98]
73. الله ربكم لا إله إلا هو خالق كل شيء: سورة الأنعام: ﴿ذَلِكُمُ اللَّهُ رَبُّكُمْ لَا إِلَهَ إِلَّا هُوَ خَالِقُ كُلِّ شَيْءٍ فَاعْبُدُوهُ وَهُوَ عَلَى كُلِّ شَيْءٍ وَكِيلٌ ۝١٠٢﴾ [الأنعام:102]
74. الله ربكم له الملك لا إله إلا هو: سورة الزمر: ﴿خَلَقَكُمْ مِنْ نَفْسٍ وَاحِدَةٍ ثُمَّ جَعَلَ مِنْهَا زَوْجَهَا وَأَنْزَلَ لَكُمْ مِنَ الْأَنْعَامِ ثَمَانِيَةَ أَزْوَاجٍ يَخْلُقُكُمْ فِي بُطُونِ أُمَّهَاتِكُمْ خَلْقًا مِنْ بَعْدِ خَلْقٍ فِي ظُلُمَاتٍ ثَلَاثٍ ذَلِكُمُ اللَّهُ رَبُّكُمْ لَهُ الْمُلْكُ لَا إِلَهَ إِلَّا هُوَ فَأَنَّى تُصْرَفُونَ ۝٦﴾ [الزمر:6]
75. على كل شيء وكيل: سورة الأنعام: ﴿ذَلِكُمُ اللَّهُ رَبُّكُمْ لَا إِلَهَ إِلَّا هُوَ خَالِقُ كُلِّ شَيْءٍ فَاعْبُدُوهُ وَهُوَ عَلَى كُلِّ شَيْءٍ وَكِيلٌ ۝١٠٢﴾ [الأنعام:102]
76. له ملك السماوات والأرض لا إله إلا هو يحيي ويميت: سورة الأعراف: ﴿قُلْ يَا أَيُّهَا النَّاسُ إِنِّي رَسُولُ اللَّهِ إِلَيْكُمْ جَمِيعًا الَّذِي لَهُ مُلْكُ السَّمَاوَاتِ وَالْأَرْضِ لَا إِلَهَ إِلَّا هُوَ يُحْيِي وَيُمِيتُ فَآمِنُوا بِاللَّهِ وَرَسُولِهِ النَّبِيِّ الْأُمِّيِّ الَّذِي يُؤْمِنُ بِاللَّهِ وَكَلِمَاتِهِ وَاتَّبِعُوهُ لَعَلَّكُمْ تَهْتَدُونَ ۝١٥٨﴾ [الأعراف:158]
77. رب السماوات السبع ورب العرش العظيم: سورة المؤمنون: ﴿قُلْ مَنْ رَبُّ السَّمَاوَاتِ السَّبْعِ وَرَبُّ الْعَرْشِ الْعَظِيمِ ۝٨٦﴾ [المؤمنون:86]
78. الله لا اله الا هو له الأسماء الحسنى: سورة طه: ﴿اللَّهُ لَا إِلَهَ إِلَّا هُوَ لَهُ الْأَسْمَاءُ الْحُسْنَى ۝٨﴾ [طه:8]
79. الله الملك الحق لا إله إلا هو رب العرش الكريم: سورة المؤمنون: ﴿فَتَعَالَى اللَّهُ الْمَلِكُ الْحَقُّ لَا إِلَهَ إِلَّا هُوَ رَبُّ الْعَرْشِ الْكَرِيمِ ۝١١٦﴾ [المؤمنون:116]
80. الله لا اله الا هو رب العرش العظيم: سورة النمل: ﴿اللَّهُ لَا إِلَهَ إِلَّا هُوَ رَبُّ الْعَرْشِ الْعَظِيمِ ۝٢٦﴾ [النمل:26]
81. غافر الذنب وقابل التوب شديد العقاب ذي الطول لا إله إلا هو: سورة غافر: ﴿غَافِرِ الذَّنْبِ وَقَابِلِ التَّوْبِ شَدِيدِ الْعِقَابِ ذِي الطَّوْلِ لَا إِلَهَ إِلَّا هُوَ إِلَيْهِ الْمَصِيرُ ۝٣﴾ [غافر:3]
82. الله ربكم خالق كل شيء لا اله الا هو: سورة غافر: ﴿ذَلِكُمُ اللَّهُ رَبُّكُمْ خَالِقُ كُلِّ شَيْءٍ لَا إِلَهَ إِلَّا هُوَ فَأَنَّى تُؤْفَكُونَ ۝٦٢﴾ [غافر:62]
83. الحي لا إله إلا هو: سورة غافر: ﴿هُوَ الْحَيُّ لَا إِلَهَ إِلَّا هُوَ فَادْعُوهُ مُخْلِصِينَ لَهُ الدِّينَ الْحَمْدُ لِلَّهِ رَبِّ الْعَالَمِينَ ۝٦٥﴾ [غافر:65]
84. رب العالمين: سورة المطففين: ﴿يَوْمَ يَقُومُ النَّاسُ لِرَبِّ الْعَالَمِينَ ۝٦﴾ [المطففين:6]
85. الله رب العالمين: سورة القصص: ﴿فَلَمَّا أَتَاهَا نُودِيَ مِنْ شَاطِئِ الْوَادِ الْأَيْمَنِ فِي الْبُقْعَةِ الْمُبَارَكَةِ مِنَ الشَّجَرَةِ أَنْ يَا مُوسَى إِنِّي أَنَا اللَّهُ رَبُّ الْعَالَمِينَ ۝٣٠﴾ [القصص:30]
86. لا اله الا هو يحيي ويميت ربكم ورب ابائكم الأولين: سورة الدخان: ﴿لَا إِلَهَ إِلَّا هُوَ يُحْيِي وَيُمِيتُ رَبُّكُمْ وَرَبُّ آبَائِكُمُ الْأَوَّلِينَ ۝٨﴾ [الدخان:8]
87. رب المشرق والمغرب لا اله الا هو: سورة المزمل: ﴿رَبُّ الْمَشْرِقِ وَالْمَغْرِبِ لَا إِلَهَ إِلَّا هُوَ فَاتَّخِذْهُ وَكِيلًا ۝٩﴾ [المزمل:9]
88. رب المشرق والمغرب وما بينهما: سورة الشعراء: ﴿قَالَ رَبُّ الْمَشْرِقِ وَالْمَغْرِبِ وَمَا بَيْنَهُمَا إِنْ كُنْتُمْ تَعْقِلُونَ ۝٢٨﴾ [الشعراء:28]
89. الله ذو فضل على العالمين: سورة البقرة: ﴿فَهَزَمُوهُمْ بِإِذْنِ اللَّهِ وَقَتَلَ دَاوُدُ جَالُوتَ وَآتَاهُ اللَّهُ الْمُلْكَ وَالْحِكْمَةَ وَعَلَّمَهُ مِمَّا يَشَاءُ وَلَوْلَا دَفْعُ اللَّهِ النَّاسَ بَعْضَهُمْ بِبَعْضٍ لَفَسَدَتِ الْأَرْضُ وَلَكِنَّ اللَّهَ ذُو فَضْلٍ عَلَى الْعَالَمِينَ ۝٢٥١﴾ [البقرة:251]
90. الله ذو فضل على الناس: سورة غافر: ﴿اللَّهُ الَّذِي جَعَلَ لَكُمُ اللَّيْلَ لِتَسْكُنُوا فِيهِ وَالنَّهَارَ مُبْصِرًا إِنَّ اللَّهَ لَذُو فَضْلٍ عَلَى النَّاسِ وَلَكِنَّ أَكْثَرَ النَّاسِ لَا يَشْكُرُونَ ۝٦١﴾ [غافر:61]
91. الله ذو فضل على المؤمنين: سورة آل عمران: ﴿وَلَقَدْ صَدَقَكُمُ اللَّهُ وَعْدَهُ إِذْ تَحُسُّونَهُمْ بِإِذْنِهِ حَتَّى إِذَا فَشِلْتُمْ وَتَنَازَعْتُمْ فِي الْأَمْرِ وَعَصَيْتُمْ مِنْ بَعْدِ مَا أَرَاكُمْ مَا تُحِبُّونَ مِنْكُمْ مَنْ يُرِيدُ الدُّنْيَا وَمِنْكُمْ مَنْ يُرِيدُ الْآخِرَةَ ثُمَّ صَرَفَكُمْ عَنْهُمْ لِيَبْتَلِيَكُمْ وَلَقَدْ عَفَا عَنْكُمْ وَاللَّهُ ذُو فَضْلٍ عَلَى الْمُؤْمِنِينَ ۝١٥٢﴾ [آل عمران:152]
92. الله ذو فضل عظيم: سورة آل عمران: ﴿فَانْقَلَبُوا بِنِعْمَةٍ مِنَ اللَّهِ وَفَضْلٍ لَمْ يَمْسَسْهُمْ سُوءٌ وَاتَّبَعُوا رِضْوَانَ اللَّهِ وَاللَّهُ ذُو فَضْلٍ عَظِيمٍ ۝١٧٤﴾ [آل عمران:174]
93. ربك ذو فضل على الناس: سورة النمل: ﴿وَإِنَّ رَبَّكَ لَذُو فَضْلٍ عَلَى النَّاسِ وَلَكِنَّ أَكْثَرَهُمْ لَا يَشْكُرُونَ ۝٧٣﴾ [النمل:73]
94. الله مالك الملك: سورة آل عمران: ﴿قُلِ اللَّهُمَّ مَالِكَ الْمُلْكِ تُؤْتِي الْمُلْكَ مَنْ تَشَاءُ وَتَنْزِعُ الْمُلْكَ مِمَّنْ تَشَاءُ وَتُعِزُّ مَنْ تَشَاءُ وَتُذِلُّ مَنْ تَشَاءُ بِيَدِكَ الْخَيْرُ إِنَّكَ عَلَى كُلِّ شَيْءٍ قَدِيرٌ ۝٢٦﴾ [آل عمران:26]
95. ملك يوم الدين: سورة الفاتحة: ﴿مَالِكِ يَوْمِ الدِّينِ ۝٤﴾ [الفاتحة:4]
96. فاطر السماوات والأرض: سورة الشورى: ﴿فَاطِرُ السَّمَاوَاتِ وَالْأَرْضِ جَعَلَ لَكُمْ مِنْ أَنْفُسِكُمْ أَزْوَاجًا وَمِنَ الْأَنْعَامِ أَزْوَاجًا يَذْرَؤُكُمْ فِيهِ لَيْسَ كَمِثْلِهِ شَيْءٌ وَهُوَ السَّمِيعُ الْبَصِيرُ ۝١١﴾ [الشورى:11]
97. الله فاطر السماوات والأرض: سورة إبراهيم: ﴿قَالَتْ رُسُلُهُمْ أَفِي اللَّهِ شَكٌّ فَاطِرِ السَّمَاوَاتِ وَالْأَرْضِ يَدْعُوكُمْ لِيَغْفِرَ لَكُمْ مِنْ ذُنُوبِكُمْ وَيُؤَخِّرَكُمْ إِلَى أَجَلٍ مُسَمًّى قَالُوا إِنْ أَنْتُمْ إِلَّا بَشَرٌ مِثْلُنَا تُرِيدُونَ أَنْ تَصُدُّونَا عَمَّا كَانَ يَعْبُدُ آبَاؤُنَا فَأْتُونَا بِسُلْطَانٍ مُبِينٍ ۝١٠﴾ [إبراهيم:10]
98. الله الملك الحق: سورة طه: ﴿فَتَعَالَى اللَّهُ الْمَلِكُ الْحَقُّ وَلَا تَعْجَلْ بِالْقُرْآنِ مِنْ قَبْلِ أَنْ يُقْضَى إِلَيْكَ وَحْيُهُ وَقُلْ رَبِّ زِدْنِي عِلْمًا ۝١١٤﴾ [طه:114]
99. الله ربكم له الملك: سورة فاطر: ﴿يُولِجُ اللَّيْلَ فِي النَّهَارِ وَيُولِجُ النَّهَارَ فِي اللَّيْلِ وَسَخَّرَ الشَّمْسَ وَالْقَمَرَ كُلٌّ يَجْرِي لِأَجَلٍ مُسَمًّى ذَلِكُمُ اللَّهُ رَبُّكُمْ لَهُ الْمُلْكُ وَالَّذِينَ تَدْعُونَ مِنْ دُونِهِ مَا يَمْلِكُونَ مِنْ قِطْمِيرٍ ۝١٣﴾ [فاطر:13]
100. أحسن الخالقين: سورة الصافات: ﴿أَتَدْعُونَ بَعْلًا وَتَذَرُونَ أَحْسَنَ الْخَالِقِينَ ۝١٢٥﴾ [الصافات:125]
101. الله أحسن الخالقين: سورة المؤمنون: ﴿ثُمَّ خَلَقْنَا النُّطْفَةَ عَلَقَةً فَخَلَقْنَا الْعَلَقَةَ مُضْغَةً فَخَلَقْنَا الْمُضْغَةَ عِظَامًا فَكَسَوْنَا الْعِظَامَ لَحْمًا ثُمَّ أَنْشَأْنَاهُ خَلْقًا آخَرَ فَتَبَارَكَ اللَّهُ أَحْسَنُ الْخَالِقِينَ ۝١٤﴾ [المؤمنون:14]
102. الغني: سورة يونس: ﴿قَالُوا اتَّخَذَ اللَّهُ وَلَدًا سُبْحَانَهُ هُوَ الْغَنِيُّ لَهُ مَا فِي السَّمَاوَاتِ وَمَا فِي الْأَرْضِ إِنْ عِنْدَكُمْ مِنْ سُلْطَانٍ بِهَذَا أَتَقُولُونَ عَلَى اللَّهِ مَا لَا تَعْلَمُونَ ۝٦٨﴾ [يونس:68]
103. الله الغني: سورة محمد: ﴿هَا أَنْتُمْ هَؤُلَاءِ تُدْعَوْنَ لِتُنْفِقُوا فِي سَبِيلِ اللَّهِ فَمِنْكُمْ مَنْ يَبْخَلُ وَمَنْ يَبْخَلْ فَإِنَّمَا يَبْخَلُ عَنْ نَفْسِهِ وَاللَّهُ الْغَنِيُّ وَأَنْتُمُ الْفُقَرَاءُ وَإِنْ تَتَوَلَّوْا يَسْتَبْدِلْ قَوْمًا غَيْرَكُمْ ثُمَّ لَا يَكُونُوا أَمْثَالَكُمْ ۝٣٨﴾ [محمد:38]
104. اللطيف الخبير: سورة الأنعام: ﴿لَا تُدْرِكُهُ الْأَبْصَارُ وَهُوَ يُدْرِكُ الْأَبْصَارَ وَهُوَ اللَّطِيفُ الْخَبِيرُ ۝١٠٣﴾ [الأنعام:103]
105. الولي: سورة الشورى: ﴿أَفَلَمْ يَرَوْا إِلَى مَا بَيْنَ أَيْدِيهِمْ وَمَا خَلْفَهُمْ مِنَ السَّمَاءِ وَالْأَرْضِ إِنْ نَشَأْ نَخْسِفْ بِهِمُ الْأَرْضَ أَوْ نُسْقِطْ عَلَيْهِمْ كِسَفًا مِنَ السَّمَاءِ إِنَّ فِي ذَلِكَ لَآيَةً لِكُلِّ عَبْدٍ مُنِيبٍ ۝٩﴾ [سبأ:9]
106. العلي الكبير: سورة سبأ: ﴿وَلَا تَنْفَعُ الشَّفَاعَةُ عِنْدَهُ إِلَّا لِمَنْ أَذِنَ لَهُ حَتَّى إِذَا فُزِّعَ عَنْ قُلُوبِهِمْ قَالُوا مَاذَا قَالَ رَبُّكُمْ قَالُوا الْحَقَّ وَهُوَ الْعَلِيُّ الْكَبِيرُ ۝٢٣﴾ [سبأ:23]
107. الله فاطر السماوات والأرض جاعل الملائكة رسلا: سورة فاطر: ﴿الْحَمْدُ لِلَّهِ فَاطِرِ السَّمَاوَاتِ وَالْأَرْضِ جَاعِلِ الْمَلَائِكَةِ رُسُلًا أُولِي أَجْنِحَةٍ مَثْنَى وَثُلَاثَ وَرُبَاعَ يَزِيدُ فِي الْخَلْقِ مَا يَشَاءُ إِنَّ اللَّهَ عَلَى كُلِّ شَيْءٍ قَدِيرٌ ۝١﴾ [فاطر:1]
108. رب المشارق والمغارب: سورة المعارج: ﴿فَلَا أُقْسِمُ بِرَبِّ الْمَشَارِقِ وَالْمَغَارِبِ إِنَّا لَقَادِرُونَ ۝٤٠﴾ [المعارج:40]
109. الله رب العرش: سورة الأنبياء: ﴿لَوْ كَانَ فِيهِمَا آلِهَةٌ إِلَّا اللَّهُ لَفَسَدَتَا فَسُبْحَانَ اللَّهِ رَبِّ الْعَرْشِ عَمَّا يَصِفُونَ ۝٢٢﴾ [الأنبياء:22]
110. الحي الذي لا يموت: سورة الفرقان: ﴿وَتَوَكَّلْ عَلَى الْحَيِّ الَّذِي لَا يَمُوتُ وَسَبِّحْ بِحَمْدِهِ وَكَفَى بِهِ بِذُنُوبِ عِبَادِهِ خَبِيرًا ۝٥٨﴾ [الفرقان:58]
111. الحي القيوم: سورة طه: ﴿وَعَنَتِ الْوُجُوهُ لِلْحَيِّ الْقَيُّومِ وَقَدْ خَابَ مَنْ حَمَلَ ظُلْمًا ۝١١١﴾ [طه:111]
112. َ اللّهُ ذُو الْفَضْلِ الْعَظِيمِ: سورة الحديد: ﴿لِئَلَّا يَعْلَمَ أَهْلُ الْكِتَابِ أَلَّا يَقْدِرُونَ عَلَى شَيْءٍ مِنْ فَضْلِ اللَّهِ وَأَنَّ الْفَضْلَ بِيَدِ اللَّهِ يُؤْتِيهِ مَنْ يَشَاءُ وَاللَّهُ ذُو الْفَضْلِ الْعَظِيمِ ۝٢٩﴾ [الحديد:29]
113. ربك العظيم: سورة الواقعة: ﴿فَسَبِّحْ بِاسْمِ رَبِّكَ الْعَظِيمِ ۝٧٤﴾ [الواقعة:74]
114. الله العظيم: سورة الحاقة: ﴿إِنَّهُ كَانَ لَا يُؤْمِنُ بِاللَّهِ الْعَظِيمِ ۝٣٣﴾ [الحاقة:33]
115. على كل شيء قدير: سورة آل عمران: ﴿قُلِ اللَّهُمَّ مَالِكَ الْمُلْكِ تُؤْتِي الْمُلْكَ مَنْ تَشَاءُ وَتَنْزِعُ الْمُلْكَ مِمَّنْ تَشَاءُ وَتُعِزُّ مَنْ تَشَاءُ وَتُذِلُّ مَنْ تَشَاءُ بِيَدِكَ الْخَيْرُ إِنَّكَ عَلَى كُلِّ شَيْءٍ قَدِيرٌ ۝٢٦﴾ [آل عمران:26]
116. على كل شيء شهيد: سورة المائدة: ﴿مَا قُلْتُ لَهُمْ إِلَّا مَا أَمَرْتَنِي بِهِ أَنِ اعْبُدُوا اللَّهَ رَبِّي وَرَبَّكُمْ وَكُنْتُ عَلَيْهِمْ شَهِيدًا مَا دُمْتُ فِيهِمْ فَلَمَّا تَوَفَّيْتَنِي كُنْتَ أَنْتَ الرَّقِيبَ عَلَيْهِمْ وَأَنْتَ عَلَى كُلِّ شَيْءٍ شَهِيدٌ ۝١١٧﴾ [المائدة:117]
117. الله على كل شيء مقيت: سورة النساء: ﴿مَنْ يَشْفَعْ شَفَاعَةً حَسَنَةً يَكُنْ لَهُ نَصِيبٌ مِنْهَا وَمَنْ يَشْفَعْ شَفَاعَةً سَيِّئَةً يَكُنْ لَهُ كِفْلٌ مِنْهَا وَكَانَ اللَّهُ عَلَى كُلِّ شَيْءٍ مُقِيتًا ۝٨٥﴾ [النساء:85]
118. الله على كل شيء حسيب: سورة النساء: ﴿وَإِذَا حُيِّيتُمْ بِتَحِيَّةٍ فَحَيُّوا بِأَحْسَنَ مِنْهَا أَوْ رُدُّوهَا إِنَّ اللَّهَ كَانَ عَلَى كُلِّ شَيْءٍ حَسِيبًا ۝٨٦﴾ [النساء:86]
119. ربي على كل شيء حفيظ: سورة هود: ﴿فَإِنْ تَوَلَّوْا فَقَدْ أَبْلَغْتُكُمْ مَا أُرْسِلْتُ بِهِ إِلَيْكُمْ وَيَسْتَخْلِفُ رَبِّي قَوْمًا غَيْرَكُمْ وَلَا تَضُرُّونَهُ شَيْئًا إِنَّ رَبِّي عَلَى كُلِّ شَيْءٍ حَفِيظٌ ۝٥٧﴾ [هود:57]
120. الله على كل شيء مقتدر: سورة الكهف: ﴿وَاضْرِبْ لَهُمْ مَثَلَ الْحَيَاةِ الدُّنْيَا كَمَاءٍ أَنْزَلْنَاهُ مِنَ السَّمَاءِ فَاخْتَلَطَ بِهِ نَبَاتُ الْأَرْضِ فَأَصْبَحَ هَشِيمًا تَذْرُوهُ الرِّيَاحُ وَكَانَ اللَّهُ عَلَى كُلِّ شَيْءٍ مُقْتَدِرًا ۝٤٥﴾ [الكهف:45]
121. الله على كل شيء رقيب: سورة الأحزاب: ﴿لَا يَحِلُّ لَكَ النِّسَاءُ مِنْ بَعْدُ وَلَا أَنْ تَبَدَّلَ بِهِنَّ مِنْ أَزْوَاجٍ وَلَوْ أَعْجَبَكَ حُسْنُهُنَّ إِلَّا مَا مَلَكَتْ يَمِينُكَ وَكَانَ اللَّهُ عَلَى كُلِّ شَيْءٍ رَقِيبًا ۝٥٢﴾ [الأحزاب:52]
122. بكل شيء محيطا: سورة فصلت: ﴿أَلَا إِنَّهُمْ فِي مِرْيَةٍ مِنْ لِقَاءِ رَبِّهِمْ أَلَا إِنَّهُ بِكُلِّ شَيْءٍ مُحِيطٌ ۝٥٤﴾ [فصلت:54]
123. بكل شيء بصير: سورة الملك: ﴿أَوَلَمْ يَرَوْا إِلَى الطَّيْرِ فَوْقَهُمْ صَافَّاتٍ وَيَقْبِضْنَ مَا يُمْسِكُهُنَّ إِلَّا الرَّحْمَنُ إِنَّهُ بِكُلِّ شَيْءٍ بَصِيرٌ ۝١٩﴾ [الملك:19]
124. بكل شيء عليم: سورة الشورى: ﴿لَهُ مَقَالِيدُ السَّمَاوَاتِ وَالْأَرْضِ يَبْسُطُ الرِّزْقَ لِمَنْ يَشَاءُ وَيَقْدِرُ إِنَّهُ بِكُلِّ شَيْءٍ عَلِيمٌ ۝١٢﴾ [الشورى:12]
125. الله بكل شيء عليم: سورة النساء: ﴿وَلَا تَتَمَنَّوْا مَا فَضَّلَ اللَّهُ بِهِ بَعْضَكُمْ عَلَى بَعْضٍ لِلرِّجَالِ نَصِيبٌ مِمَّا اكْتَسَبُوا وَلِلنِّسَاءِ نَصِيبٌ مِمَّا اكْتَسَبْنَ وَاسْأَلُوا اللَّهَ مِنْ فَضْلِهِ إِنَّ اللَّهَ كَانَ بِكُلِّ شَيْءٍ عَلِيمًا ۝٣٢﴾ [النساء:32]
126. له ملك السماوات والأرض يحيي ويميت: سورة الحديد: ﴿لَهُ مُلْكُ السَّمَاوَاتِ وَالْأَرْضِ يُحْيِي وَيُمِيتُ وَهُوَ عَلَى كُلِّ شَيْءٍ قَدِيرٌ ۝٢﴾ [الحديد:2]
127. له ملك السماوات والأرض: سورة الحديد: ﴿لَهُ مُلْكُ السَّمَاوَاتِ وَالْأَرْضِ وَإِلَى اللَّهِ تُرْجَعُ الْأُمُورُ ۝٥﴾ [الحديد:5]
128. الذي له ملك السماوات والأرض وما بينهما: سورة الزخرف: ﴿وَتَبَارَكَ الَّذِي لَهُ مُلْكُ السَّمَاوَاتِ وَالْأَرْضِ وَمَا بَيْنَهُمَا وَعِنْدَهُ عِلْمُ السَّاعَةِ وَإِلَيْهِ تُرْجَعُونَ ۝٨٥﴾ [الزخرف:85]
129. أسرع الحاسبين: سورة الأنعام: ﴿ثُمَّ رُدُّوا إِلَى اللَّهِ مَوْلَاهُمُ الْحَقِّ أَلَا لَهُ الْحُكْمُ وَهُوَ أَسْرَعُ الْحَاسِبِينَ ۝٦٢﴾ [الأنعام:62]
130. أحكم الحاكمين: سورة هود: ﴿وَنَادَى نُوحٌ رَبَّهُ فَقَالَ رَبِّ إِنَّ ابْنِي مِنْ أَهْلِي وَإِنَّ وَعْدَكَ الْحَقُّ وَأَنْتَ أَحْكَمُ الْحَاكِمِينَ ۝٤٥﴾ [هود:45]
131. الله الملك الحق: سورة طه: ﴿فَتَعَالَى اللَّهُ الْمَلِكُ الْحَقُّ وَلَا تَعْجَلْ بِالْقُرْآنِ مِنْ قَبْلِ أَنْ يُقْضَى إِلَيْكَ وَحْيُهُ وَقُلْ رَبِّ زِدْنِي عِلْمًا ۝١١٤﴾ [طه:114]
132. علام الغيوب: سورة المائدة: ﴿يَوْمَ يَجْمَعُ اللَّهُ الرُّسُلَ فَيَقُولُ مَاذَا أُجِبْتُمْ قَالُوا لَا عِلْمَ لَنَا إِنَّكَ أَنْتَ عَلَّامُ الْغُيُوبِ ۝١٠٩﴾ [المائدة:109]
133. الله علام الغيوب: سورة التوبة: ﴿أَلَمْ يَعْلَمُوا أَنَّ اللَّهَ يَعْلَمُ سِرَّهُمْ وَنَجْوَاهُمْ وَأَنَّ اللَّهَ عَلَّامُ الْغُيُوبِ ۝٧٨﴾ [التوبة:78]
134. الله مولاهم الحق: سورة يونس: ﴿هُنَالِكَ تَبْلُو كُلُّ نَفْسٍ مَا أَسْلَفَتْ وَرُدُّوا إِلَى اللَّهِ مَوْلَاهُمُ الْحَقِّ وَضَلَّ عَنْهُمْ مَا كَانُوا يَفْتَرُونَ ۝٣٠﴾ [يونس:30]
135. أرحم الراحمين: سورة يوسف: ﴿قَالَ لَا تَثْرِيبَ عَلَيْكُمُ الْيَوْمَ يَغْفِرُ اللَّهُ لَكُمْ وَهُوَ أَرْحَمُ الرَّاحِمِينَ ۝٩٢﴾ [يوسف:92]
136. خير الراحمين: سورة المؤمنون: ﴿وَقُلْ رَبِّ اغْفِرْ وَارْحَمْ وَأَنْتَ خَيْرُ الرَّاحِمِينَ ۝١١٨﴾ [المؤمنون:118]
137. خير المنزلين: سورة المؤمنون: ﴿وَقُلْ رَبِّ أَنْزِلْنِي مُنْزَلًا مُبَارَكًا وَأَنْتَ خَيْرُ الْمُنْزِلِينَ ۝٢٩﴾ [المؤمنون:29]
138. خير الوارثين: سورة الأنبياء: ﴿وَزَكَرِيَّا إِذْ نَادَى رَبَّهُ رَبِّ لَا تَذَرْنِي فَرْدًا وَأَنْتَ خَيْرُ الْوَارِثِينَ ۝٨٩﴾ [الأنبياء:89]
139. خير الفاصلين: سورة الأنعام: ﴿قُلْ إِنِّي عَلَى بَيِّنَةٍ مِنْ رَبِّي وَكَذَّبْتُمْ بِهِ مَا عِنْدِي مَا تَسْتَعْجِلُونَ بِهِ إِنِ الْحُكْمُ إِلَّا لِلَّهِ يَقُصُّ الْحَقَّ وَهُوَ خَيْرُ الْفَاصِلِينَ ۝٥٧﴾ [الأنعام:57]
140. خير الحاكمين: سورة الأعراف: ﴿وَإِنْ كَانَ طَائِفَةٌ مِنْكُمْ آمَنُوا بِالَّذِي أُرْسِلْتُ بِهِ وَطَائِفَةٌ لَمْ يُؤْمِنُوا فَاصْبِرُوا حَتَّى يَحْكُمَ اللَّهُ بَيْنَنَا وَهُوَ خَيْرُ الْحَاكِمِينَ ۝٨٧﴾ [الأعراف:87]
141. خير الغافرين: سورة الأعراف: ﴿وَاخْتَارَ مُوسَى قَوْمَهُ سَبْعِينَ رَجُلًا لِمِيقَاتِنَا فَلَمَّا أَخَذَتْهُمُ الرَّجْفَةُ قَالَ رَبِّ لَوْ شِئْتَ أَهْلَكْتَهُمْ مِنْ قَبْلُ وَإِيَّايَ أَتُهْلِكُنَا بِمَا فَعَلَ السُّفَهَاءُ مِنَّا إِنْ هِيَ إِلَّا فِتْنَتُكَ تُضِلُّ بِهَا مَنْ تَشَاءُ وَتَهْدِي مَنْ تَشَاءُ أَنْتَ وَلِيُّنَا فَاغْفِرْ لَنَا وَارْحَمْنَا وَأَنْتَ خَيْرُ الْغَافِرِينَ ۝١٥٥﴾ [الأعراف:155]
142. خير الفاتحين: سورة الأعراف: ﴿قَدِ افْتَرَيْنَا عَلَى اللَّهِ كَذِبًا إِنْ عُدْنَا فِي مِلَّتِكُمْ بَعْدَ إِذْ نَجَّانَا اللَّهُ مِنْهَا وَمَا يَكُونُ لَنَا أَنْ نَعُودَ فِيهَا إِلَّا أَنْ يَشَاءَ اللَّهُ رَبُّنَا وَسِعَ رَبُّنَا كُلَّ شَيْءٍ عِلْمًا عَلَى اللَّهِ تَوَكَّلْنَا رَبَّنَا افْتَحْ بَيْنَنَا وَبَيْنَ قَوْمِنَا بِالْحَقِّ وَأَنْتَ خَيْرُ الْفَاتِحِينَ ۝٨٩﴾ [الأعراف:89]
143. خير الماكرين: سورة الأنفال: ﴿وَإِذْ يَمْكُرُ بِكَ الَّذِينَ كَفَرُوا لِيُثْبِتُوكَ أَوْ يَقْتُلُوكَ أَوْ يُخْرِجُوكَ وَيَمْكُرُونَ وَيَمْكُرُ اللَّهُ وَاللَّهُ خَيْرُ الْمَاكِرِينَ ۝٣٠﴾ [الأنفال:30]
144. خير الناصرين: سورة آل عمران: ﴿بَلِ اللَّهُ مَوْلَاكُمْ وَهُوَ خَيْرُ النَّاصِرِينَ ۝١٥٠﴾ [آل عمران:150]
145. خير الرازقين: سورة المائدة: ﴿قَالَ عِيسَى ابْنُ مَرْيَمَ اللَّهُمَّ رَبَّنَا أَنْزِلْ عَلَيْنَا مَائِدَةً مِنَ السَّمَاءِ تَكُونُ لَنَا عِيدًا لِأَوَّلِنَا وَآخِرِنَا وَآيَةً مِنْكَ وَارْزُقْنَا وَأَنْتَ خَيْرُ الرَّازِقِينَ ۝١١٤﴾ [المائدة:114]
146. الله خير الرازقين: سورة الجمعة: ﴿وَإِذَا رَأَوْا تِجَارَةً أَوْ لَهْوًا انْفَضُّوا إِلَيْهَا وَتَرَكُوكَ قَائِمًا قُلْ مَا عِنْدَ اللَّهِ خَيْرٌ مِنَ اللَّهْوِ وَمِنَ التِّجَارَةِ وَاللَّهُ خَيْرُ الرَّازِقِينَ ۝١١﴾ [الجمعة:11]
147. الله خير حافظا: سورة يوسف: ﴿قَالَ هَلْ آمَنُكُمْ عَلَيْهِ إِلَّا كَمَا أَمِنْتُكُمْ عَلَى أَخِيهِ مِنْ قَبْلُ فَاللَّهُ خَيْرٌ حَافِظًا وَهُوَ أَرْحَمُ الرَّاحِمِينَ ۝٦٤﴾ [يوسف:64]
148. الله ربكم الحق: سورة يونس: ﴿فَذَلِكُمُ اللَّهُ رَبُّكُمُ الْحَقُّ فَمَاذَا بَعْدَ الْحَقِّ إِلَّا الضَّلَالُ فَأَنَّى تُصْرَفُونَ ۝٣٢﴾ [يونس:32]
149. خير ثواب وخير عقبا: سورة الكهف: ﴿هُنَالِكَ الْوَلَايَةُ لِلَّهِ الْحَقِّ هُوَ خَيْرٌ ثَوَابًا وَخَيْرٌ عُقْبًا ۝٤٤﴾ [الكهف:44]
150. الحق: سورة لقمان: ﴿ذَلِكَ بِأَنَّ اللَّهَ هُوَ الْحَقُّ وَأَنَّ مَا يَدْعُونَ مِنْ دُونِهِ الْبَاطِلُ وَأَنَّ اللَّهَ هُوَ الْعَلِيُّ الْكَبِيرُ ۝٣٠﴾ [لقمان:30]
151. الحق المبين: سورة النور: ﴿يَوْمَئِذٍ يُوَفِّيهِمُ اللَّهُ دِينَهُمُ الْحَقَّ وَيَعْلَمُونَ أَنَّ اللَّهَ هُوَ الْحَقُّ الْمُبِينُ ۝٢٥﴾ [النور:25]
152. الله الحق: سورة الكهف: ﴿هُنَالِكَ الْوَلَايَةُ لِلَّهِ الْحَقِّ هُوَ خَيْرٌ ثَوَابًا وَخَيْرٌ عُقْبًا ۝٤٤﴾ [الكهف:44]
153. السميع البصير: سورة الإسراء: ﴿سُبْحَانَ الَّذِي أَسْرَى بِعَبْدِهِ لَيْلًا مِنَ الْمَسْجِدِ الْحَرَامِ إِلَى الْمَسْجِدِ الْأَقْصَى الَّذِي بَارَكْنَا حَوْلَهُ لِنُرِيَهُ مِنْ آيَاتِنَا إِنَّهُ هُوَ السَّمِيعُ الْبَصِيرُ ۝١﴾ [الإسراء:1]
154. عليم بذات الصدور: سورة الحديد: ﴿يُولِجُ اللَّيْلَ فِي النَّهَارِ وَيُولِجُ النَّهَارَ فِي اللَّيْلِ وَهُوَ عَلِيمٌ بِذَاتِ الصُّدُورِ ۝٦﴾ [الحديد:6]
155. الله عليم بذات الصدور: سورة آل عمران: ﴿هَا أَنْتُمْ أُولَاءِ تُحِبُّونَهُمْ وَلَا يُحِبُّونَكُمْ وَتُؤْمِنُونَ بِالْكِتَابِ كُلِّهِ وَإِذَا لَقُوكُمْ قَالُوا آمَنَّا وَإِذَا خَلَوْا عَضُّوا عَلَيْكُمُ الْأَنَامِلَ مِنَ الْغَيْظِ قُلْ مُوتُوا بِغَيْظِكُمْ إِنَّ اللَّهَ عَلِيمٌ بِذَاتِ الصُّدُورِ ۝١١٩﴾ [آل عمران:119]
156. الله عالم غيب السماوات والأرض: سورة فاطر: ﴿إِنَّ اللَّهَ عَالِمُ غَيْبِ السَّمَاوَاتِ وَالْأَرْضِ إِنَّهُ عَلِيمٌ بِذَاتِ الصُّدُورِ ۝٣٨﴾ [فاطر:38]
157. رب العرش العظيم: سورة التوبة: ﴿فَإِنْ تَوَلَّوْا فَقُلْ حَسْبِيَ اللَّهُ لَا إِلَهَ إِلَّا هُوَ عَلَيْهِ تَوَكَّلْتُ وَهُوَ رَبُّ الْعَرْشِ الْعَظِيمِ ۝١٢٩﴾ [التوبة:129]
158. الله إله واحد: سورة النساء: ﴿يَا أَهْلَ الْكِتَابِ لَا تَغْلُوا فِي دِينِكُمْ وَلَا تَقُولُوا عَلَى اللَّهِ إِلَّا الْحَقَّ إِنَّمَا الْمَسِيحُ عِيسَى ابْنُ مَرْيَمَ رَسُولُ اللَّهِ وَكَلِمَتُهُ أَلْقَاهَا إِلَى مَرْيَمَ وَرُوحٌ مِنْهُ فَآمِنُوا بِاللَّهِ وَرُسُلِهِ وَلَا تَقُولُوا ثَلَاثَةٌ انْتَهُوا خَيْرًا لَكُمْ إِنَّمَا اللَّهُ إِلَهٌ وَاحِدٌ سُبْحَانَهُ أَنْ يَكُونَ لَهُ وَلَدٌ لَهُ مَا فِي السَّمَاوَاتِ وَمَا فِي الْأَرْضِ وَكَفَى بِاللَّهِ وَكِيلًا ۝١٧١﴾ [النساء:171]
159. إله واحد: سورة إبراهيم: ﴿هَذَا بَلَاغٌ لِلنَّاسِ وَلِيُنْذَرُوا بِهِ وَلِيَعْلَمُوا أَنَّمَا هُوَ إِلَهٌ وَاحِدٌ وَلِيَذَّكَّرَ أُولُو الْأَلْبَابِ ۝٥٢﴾ [إبراهيم:52]
160. إلهكم إله واحد: سورة الكهف: ﴿قُلْ إِنَّمَا أَنَا بَشَرٌ مِثْلُكُمْ يُوحَى إِلَيَّ أَنَّمَا إِلَهُكُمْ إِلَهٌ وَاحِدٌ فَمَنْ كَانَ يَرْجُو لِقَاءَ رَبِّهِ فَلْيَعْمَلْ عَمَلًا صَالِحًا وَلَا يُشْرِكْ بِعِبَادَةِ رَبِّهِ أَحَدًا ۝١١٠﴾ [الكهف:110]
161. إلهكم إله واحد لا إله الا هو الرحمن الرحيم: سورة البقرة: ﴿وَإِلَهُكُمْ إِلَهٌ وَاحِدٌ لَا إِلَهَ إِلَّا هُوَ الرَّحْمَنُ الرَّحِيمُ ۝١٦٣﴾ [البقرة:163]
162. ما من إله إلا إله واحد: سورة المائدة: ﴿لَقَدْ كَفَرَ الَّذِينَ قَالُوا إِنَّ اللَّهَ ثَالِثُ ثَلَاثَةٍ وَمَا مِنْ إِلَهٍ إِلَّا إِلَهٌ وَاحِدٌ وَإِنْ لَمْ يَنْتَهُوا عَمَّا يَقُولُونَ لَيَمَسَّنَّ الَّذِينَ كَفَرُوا مِنْهُمْ عَذَابٌ أَلِيمٌ ۝٧٣﴾ [المائدة:73]
163. إلها واحد لا إله الا هو: سورة التوبة: ﴿اتَّخَذُوا أَحْبَارَهُمْ وَرُهْبَانَهُمْ أَرْبَابًا مِنْ دُونِ اللَّهِ وَالْمَسِيحَ ابْنَ مَرْيَمَ وَمَا أُمِرُوا إِلَّا لِيَعْبُدُوا إِلَهًا وَاحِدًا لَا إِلَهَ إِلَّا هُوَ سُبْحَانَهُ عَمَّا يُشْرِكُونَ ۝٣١﴾ [التوبة:31]
164. ربك رب العزة: سورة الصافات: ﴿سُبْحَانَ رَبِّكَ رَبِّ الْعِزَّةِ عَمَّا يَصِفُونَ ۝١٨٠﴾ [الصافات:180]
165. ربك الكريم: سورة الانفطار: ﴿يَا أَيُّهَا الْإِنْسَانُ مَا غَرَّكَ بِرَبِّكَ الْكَرِيمِ ۝٦﴾ [الانفطار:6]
166. الله رب السماوات ورب الأرض رب العالمين: سورة الجاثية: ﴿فَلِلَّهِ الْحَمْدُ رَبِّ السَّمَاوَاتِ وَرَبِّ الْأَرْضِ رَبِّ الْعَالَمِينَ ۝٣٦﴾ [الجاثية:36]
167. ربك ذي الجلال والإكرام: سورة الرحمن: ﴿تَبَارَكَ اسْمُ رَبِّكَ ذِي الْجَلَالِ وَالْإِكْرَامِ ۝٧٨﴾ [الرحمن:78]
168. الله غفور حليم: سورة آل عمران: ﴿إِنَّ الَّذِينَ تَوَلَّوْا مِنْكُمْ يَوْمَ الْتَقَى الْجَمْعَانِ إِنَّمَا اسْتَزَلَّهُمُ الشَّيْطَانُ بِبَعْضِ مَا كَسَبُوا وَلَقَدْ عَفَا اللَّهُ عَنْهُمْ إِنَّ اللَّهَ غَفُورٌ حَلِيمٌ ۝١٥٥﴾ [آل عمران:155]
169. الله غني حليم: سورة البقرة: ﴿قَوْلٌ مَعْرُوفٌ وَمَغْفِرَةٌ خَيْرٌ مِنْ صَدَقَةٍ يَتْبَعُهَا أَذًى وَاللَّهُ غَنِيٌّ حَلِيمٌ ۝٢٦٣﴾ [البقرة:263]
170. الله عليم حليم: سورة النساء: ﴿وَلَكُمْ نِصْفُ مَا تَرَكَ أَزْوَاجُكُمْ إِنْ لَمْ يَكُنْ لَهُنَّ وَلَدٌ فَإِنْ كَانَ لَهُنَّ وَلَدٌ فَلَكُمُ الرُّبُعُ مِمَّا تَرَكْنَ مِنْ بَعْدِ وَصِيَّةٍ يُوصِينَ بِهَا أَوْ دَيْنٍ وَلَهُنَّ الرُّبُعُ مِمَّا تَرَكْتُمْ إِنْ لَمْ يَكُنْ لَكُمْ وَلَدٌ فَإِنْ كَانَ لَكُمْ وَلَدٌ فَلَهُنَّ الثُّمُنُ مِمَّا تَرَكْتُمْ مِنْ بَعْدِ وَصِيَّةٍ تُوصُونَ بِهَا أَوْ دَيْنٍ وَإِنْ كَانَ رَجُلٌ يُورَثُ كَلَالَةً أَوِ امْرَأَةٌ وَلَهُ أَخٌ أَوْ أُخْتٌ فَلِكُلِّ وَاحِدٍ مِنْهُمَا السُّدُسُ فَإِنْ كَانُوا أَكْثَرَ مِنْ ذَلِكَ فَهُمْ شُرَكَاءُ فِي الثُّلُثِ مِنْ بَعْدِ وَصِيَّةٍ يُوصَى بِهَا أَوْ دَيْنٍ غَيْرَ مُضَارٍّ وَصِيَّةً مِنَ اللَّهِ وَاللَّهُ عَلِيمٌ حَلِيمٌ ۝١٢﴾ [النساء:12]
171. حليما غفورا: سورة الإسراء: ﴿تُسَبِّحُ لَهُ السَّمَاوَاتُ السَّبْعُ وَالْأَرْضُ وَمَنْ فِيهِنَّ وَإِنْ مِنْ شَيْءٍ إِلَّا يُسَبِّحُ بِحَمْدِهِ وَلَكِنْ لَا تَفْقَهُونَ تَسْبِيحَهُمْ إِنَّهُ كَانَ حَلِيمًا غَفُورًا ۝٤٤﴾ [الإسراء:44]
172. الله شكور حليم: سورة التغابن: ﴿إِنْ تُقْرِضُوا اللَّهَ قَرْضًا حَسَنًا يُضَاعِفْهُ لَكُمْ وَيَغْفِرْ لَكُمْ وَاللَّهُ شَكُورٌ حَلِيمٌ ۝١٧﴾ [التغابن:17]
173. غفور شكور: سورة فاطر: ﴿لِيُوَفِّيَهُمْ أُجُورَهُمْ وَيَزِيدَهُمْ مِنْ فَضْلِهِ إِنَّهُ غَفُورٌ شَكُورٌ ۝٣٠﴾ [فاطر:30]
174. ربنا غفور شكور: سورة فاطر: ﴿وَقَالُوا الْحَمْدُ لِلَّهِ الَّذِي أَذْهَبَ عَنَّا الْحَزَنَ إِنَّ رَبَّنَا لَغَفُورٌ شَكُورٌ ۝٣٤﴾ [فاطر:34]
175. الله غفور شكور: سورة الشورى: ﴿ذَلِكَ الَّذِي يُبَشِّرُ اللَّهُ عِبَادَهُ الَّذِينَ آمَنُوا وَعَمِلُوا الصَّالِحَاتِ قُلْ لَا أَسْأَلُكُمْ عَلَيْهِ أَجْرًا إِلَّا الْمَوَدَّةَ فِي الْقُرْبَى وَمَنْ يَقْتَرِفْ حَسَنَةً نَزِدْ لَهُ فِيهَا حُسْنًا إِنَّ اللَّهَ غَفُورٌ شَكُورٌ ۝٢٣﴾ [الشورى:23]
176. الله أحد: سورة الإخلاص: ﴿قُلْ هُوَ اللَّهُ أَحَدٌ ۝١﴾ [الإخلاص:1]
177. الله الصمد: سورة الإخلاص: ﴿اللَّهُ الصَّمَدُ ۝٢﴾ [الإخلاص:2]
178. رب الفلق: سورة الفلق: ﴿قُلْ أَعُوذُ بِرَبِّ الْفَلَقِ ۝١﴾ [الفلق:1]
179. رب الناس: سورة الناس: ﴿قُلْ أَعُوذُ بِرَبِّ النَّاسِ ۝١﴾ [الناس:1]
180. ملك الناس: سورة الناس: ﴿مَلِكِ النَّاسِ ۝٢﴾ [الناس:2]
181. إله الناس: سورة الناس: ﴿إِلَهِ النَّاسِ ۝٣﴾ [الناس:3]
182. الْأَوَّلُ وَالْآخِرُ وَالظَّاهِرُ وَالْبَاطِنُ: سورة الحديد: ﴿هُوَ الْأَوَّلُ وَالْآخِرُ وَالظَّاهِرُ وَالْبَاطِنُ وَهُوَ بِكُلِّ شَيْءٍ عَلِيمٌ ۝٣﴾ [الحديد:3]
183. الله عفوا غفورا: سورة النساء: ﴿فَأُولَئِكَ عَسَى اللَّهُ أَنْ يَعْفُوَ عَنْهُمْ وَكَانَ اللَّهُ عَفُوًّا غَفُورًا ۝٩٩﴾ [النساء:99]
184. الله عفوا قديرا: سورة النساء: ﴿إِنْ تُبْدُوا خَيْرًا أَوْ تُخْفُوهُ أَوْ تَعْفُوا عَنْ سُوءٍ فَإِنَّ اللَّهَ كَانَ عَفُوًّا قَدِيرًا ۝١٤٩﴾ [النساء:149]
185. الرزاق ذو القوة المتين: سورة الذاريات: ﴿إِنَّ اللَّهَ هُوَ الرَّزَّاقُ ذُو الْقُوَّةِ الْمَتِينُ ۝٥٨﴾ [الذاريات:58]
186. الله واسع عليم: سورة البقرة: ﴿وَلِلَّهِ الْمَشْرِقُ وَالْمَغْرِبُ فَأَيْنَمَا تُوَلُّوا فَثَمَّ وَجْهُ اللَّهِ إِنَّ اللَّهَ وَاسِعٌ عَلِيمٌ ۝١١٥﴾ [البقرة:115]
187. الله واسع حكيم: سورة النساء: ﴿وَإِنْ يَتَفَرَّقَا يُغْنِ اللَّهُ كُلًّا مِنْ سَعَتِهِ وَكَانَ اللَّهُ وَاسِعًا حَكِيمًا ۝١٣٠﴾ [النساء:130]
188. ربك واسع المغفرة: سورة النجم: ﴿الَّذِينَ يَجْتَنِبُونَ كَبَائِرَ الْإِثْمِ وَالْفَوَاحِشَ إِلَّا اللَّمَمَ إِنَّ رَبَّكَ وَاسِعُ الْمَغْفِرَةِ هُوَ أَعْلَمُ بِكُمْ إِذْ أَنْشَأَكُمْ مِنَ الْأَرْضِ وَإِذْ أَنْتُمْ أَجِنَّةٌ فِي بُطُونِ أُمَّهَاتِكُمْ فَلَا تُزَكُّوا أَنْفُسَكُمْ هُوَ أَعْلَمُ بِمَنِ اتَّقَى ۝٣٢﴾ [النجم:32]
189. الله عزيز ذو انتقام: سورة آل عمران: ﴿مِنْ قَبْلُ هُدًى لِلنَّاسِ وَأَنْزَلَ الْفُرْقَانَ إِنَّ الَّذِينَ كَفَرُوا بِآيَاتِ اللَّهِ لَهُمْ عَذَابٌ شَدِيدٌ وَاللَّهُ عَزِيزٌ ذُو انْتِقَامٍ ۝٤﴾ [آل عمران:4]
190. بديع السماوات والأرض: سورة البقرة: ﴿بَدِيعُ السَّمَاوَاتِ وَالْأَرْضِ وَإِذَا قَضَى أَمْرًا فَإِنَّمَا يَقُولُ لَهُ كُنْ فَيَكُونُ ۝١١٧﴾ [البقرة:117]
191. أهل التقوى وأهل المغفرة: سورة المدثر: ﴿وَمَا يَذْكُرُونَ إِلَّا أَنْ يَشَاءَ اللَّهُ هُوَ أَهْلُ التَّقْوَى وَأَهْلُ الْمَغْفِرَةِ ۝٥٦﴾ [المدثر:56]
192. الله ذي المعارج: سورة المعارج: ﴿مِنَ اللَّهِ ذِي الْمَعَارِجِ ۝٣﴾ [المعارج:3]
193. الله شديد العقاب: سورة المائدة: ﴿اعْلَمُوا أَنَّ اللَّهَ شَدِيدُ الْعِقَابِ وَأَنَّ اللَّهَ غَفُورٌ رَحِيمٌ ۝٩٨﴾ [المائدة:98]
194. الله قوي شديد العقاب: سورة الأنفال: ﴿كَدَأْبِ آلِ فِرْعَوْنَ وَالَّذِينَ مِنْ قَبْلِهِمْ كَفَرُوا بِآيَاتِ اللَّهِ فَأَخَذَهُمُ اللَّهُ بِذُنُوبِهِمْ إِنَّ اللَّهَ قَوِيٌّ شَدِيدُ الْعِقَابِ ۝٥٢﴾ [الأنفال:52]
195. ربك شديد العقاب: سورة الرعد: ﴿وَيَسْتَعْجِلُونَكَ بِالسَّيِّئَةِ قَبْلَ الْحَسَنَةِ وَقَدْ خَلَتْ مِنْ قَبْلِهِمُ الْمَثُلَاتُ وَإِنَّ رَبَّكَ لَذُو مَغْفِرَةٍ لِلنَّاسِ عَلَى ظُلْمِهِمْ وَإِنَّ رَبَّكَ لَشَدِيدُ الْعِقَابِ ۝٦﴾ [الرعد:6]
196. ربك سريع العقاب: سورة الأنعام: ﴿وَهُوَ الَّذِي جَعَلَكُمْ خَلَائِفَ الْأَرْضِ وَرَفَعَ بَعْضَكُمْ فَوْقَ بَعْضٍ دَرَجَاتٍ لِيَبْلُوَكُمْ فِي مَا آتَاكُمْ إِنَّ رَبَّكَ سَرِيعُ الْعِقَابِ وَإِنَّهُ لَغَفُورٌ رَحِيمٌ ۝١٦٥﴾ [الأنعام:165]
197. قوي شديد العقاب: سورة غافر: ﴿ذَلِكَ بِأَنَّهُمْ كَانَتْ تَأْتِيهِمْ رُسُلُهُمْ بِالْبَيِّنَاتِ فَكَفَرُوا فَأَخَذَهُمُ اللَّهُ إِنَّهُ قَوِيٌّ شَدِيدُ الْعِقَابِ ۝٢٢﴾ [غافر:22]
198. ربك ذو مغفرة وذو عقاب اليم: سورة فصلت: ﴿مَا يُقَالُ لَكَ إِلَّا مَا قَدْ قِيلَ لِلرُّسُلِ مِنْ قَبْلِكَ إِنَّ رَبَّكَ لَذُو مَغْفِرَةٍ وَذُو عِقَابٍ أَلِيمٍ ۝٤٣﴾ [فصلت:43]
199. رب الشعرى: سورة النجم: ﴿وَأَنَّهُ هُوَ رَبُّ الشِّعْرَى ۝٤٩﴾ [النجم:49]
200. رفيع الدرجات ذو العرش: سورة غافر: ﴿رَفِيعُ الدَّرَجَاتِ ذُو الْعَرْشِ يُلْقِي الرُّوحَ مِنْ أَمْرِهِ عَلَى مَنْ يَشَاءُ مِنْ عِبَادِهِ لِيُنْذِرَ يَوْمَ التَّلَاقِ ۝١٥﴾ [غافر:15]
201. بطش ربك شديد: سورة غافر: ﴿إِنَّ بَطْشَ رَبِّكَ لَشَدِيدٌ ۝١٢﴾ [البروج:12]
202. شديد المحال: سورة الرعد: ﴿وَيُسَبِّحُ الرَّعْدُ بِحَمْدِهِ وَالْمَلَائِكَةُ مِنْ خِيفَتِهِ وَيُرْسِلُ الصَّوَاعِقَ فَيُصِيبُ بِهَا مَنْ يَشَاءُ وَهُمْ يُجَادِلُونَ فِي اللَّهِ وَهُوَ شَدِيدُ الْمِحَالِ ۝١٣﴾ [الرعد:13]
203. الله شديد العذاب: سورة البقرة: ﴿وَمِنَ النَّاسِ مَنْ يَتَّخِذُ مِنْ دُونِ اللَّهِ أَنْدَادًا يُحِبُّونَهُمْ كَحُبِّ اللَّهِ وَالَّذِينَ آمَنُوا أَشَدُّ حُبًّا لِلَّهِ وَلَوْ يَرَى الَّذِينَ ظَلَمُوا إِذْ يَرَوْنَ الْعَذَابَ أَنَّ الْقُوَّةَ لِلَّهِ جَمِيعًا وَأَنَّ اللَّهَ شَدِيدُ الْعَذَابِ ۝١٦٥﴾ [البقرة:165]
204. الله نور السماوات والأرض: سورة النور: ﴿اللَّهُ نُورُ السَّمَاوَاتِ وَالْأَرْضِ مَثَلُ نُورِهِ كَمِشْكَاةٍ فِيهَا مِصْبَاحٌ الْمِصْبَاحُ فِي زُجَاجَةٍ الزُّجَاجَةُ كَأَنَّهَا كَوْكَبٌ دُرِّيٌّ يُوقَدُ مِنْ شَجَرَةٍ مُبَارَكَةٍ زَيْتُونَةٍ لَا شَرْقِيَّةٍ وَلَا غَرْبِيَّةٍ يَكَادُ زَيْتُهَا يُضِيءُ وَلَوْ لَمْ تَمْسَسْهُ نَارٌ نُورٌ عَلَى نُورٍ يَهْدِي اللَّهُ لِنُورِهِ مَنْ يَشَاءُ وَيَضْرِبُ اللَّهُ الْأَمْثَالَ لِلنَّاسِ وَاللَّهُ بِكُلِّ شَيْءٍ عَلِيمٌ ۝٣٥﴾ [النور:35]
205. عزيز مقتدر: سورة القمر: ﴿كَذَّبُوا بِآيَاتِنَا كُلِّهَا فَأَخَذْنَاهُمْ أَخْذَ عَزِيزٍ مُقْتَدِرٍ ۝٤٢﴾ [القمر:42]
206. مليك مقتدر: سورة القمر: ﴿فِي مَقْعَدِ صِدْقٍ عِنْدَ مَلِيكٍ مُقْتَدِرٍ ۝٥٥﴾ [القمر:55]
207. ربك الأعلى: سورة الأعلى: ﴿سَبِّحِ اسْمَ رَبِّكَ الْأَعْلَى ۝١﴾ [الأعلى:1]
208. ربك الأكرم: سورة العلق: ﴿اقْرَأْ وَرَبُّكَ الْأَكْرَمُ ۝٣﴾ [العلق:3]
209. توابا: سورة النصر: ﴿فَسَبِّحْ بِحَمْدِ رَبِّكَ وَاسْتَغْفِرْهُ إِنَّهُ كَانَ تَوَّابًا ۝٣﴾ [النصر:3]
210. الله رؤوف رحيم: سورة النور: ﴿وَلَوْلَا فَضْلُ اللَّهِ عَلَيْكُمْ وَرَحْمَتُهُ وَأَنَّ اللَّهَ رَءُوفٌ رَحِيمٌ ۝٢٠﴾ [النور:20]
211. ربنا رؤوف رحيم: سورة الحشر: ﴿وَالَّذِينَ جَاءُوا مِنْ بَعْدِهِمْ يَقُولُونَ رَبَّنَا اغْفِرْ لَنَا وَلِإِخْوَانِنَا الَّذِينَ سَبَقُونَا بِالْإِيمَانِ وَلَا تَجْعَلْ فِي قُلُوبِنَا غِلًّا لِلَّذِينَ آمَنُوا رَبَّنَا إِنَّكَ رَءُوفٌ رَحِيمٌ ۝١٠﴾ [الحشر:10]
212. الله رؤوف بالعباد: سورة البقرة: ﴿وَمِنَ النَّاسِ مَنْ يَشْرِي نَفْسَهُ ابْتِغَاءَ مَرْضَاةِ اللَّهِ وَاللَّهُ رَءُوفٌ بِالْعِبَادِ ۝٢٠٧﴾ [البقرة:207]

### الدعاء بأسماء الله الحسنى في القرآن
- سورة البقرة: ﴿وَإِذْ يَرْفَعُ إِبْرَاهِيمُ الْقَوَاعِدَ مِنَ الْبَيْتِ وَإِسْمَاعِيلُ رَبَّنَا تَقَبَّلْ مِنَّا إِنَّكَ أَنْتَ السَّمِيعُ الْعَلِيمُ ۝١٢٧﴾[129]
- سورة البقرة: ﴿رَبَّنَا وَابْعَثْ فِيهِمْ رَسُولًا مِنْهُمْ يَتْلُو عَلَيْهِمْ آيَاتِكَ وَيُعَلِّمُهُمُ الْكِتَابَ وَالْحِكْمَةَ وَيُزَكِّيهِمْ إِنَّكَ أَنْتَ الْعَزِيزُ الْحَكِيمُ ۝١٢٩﴾[130]
- سورة آل عمران: ﴿رَبَّنَا لَا تُزِغْ قُلُوبَنَا بَعْدَ إِذْ هَدَيْتَنَا وَهَبْ لَنَا مِنْ لَدُنْكَ رَحْمَةً إِنَّكَ أَنْتَ الْوَهَّابُ ۝٨﴾[131]
- سورة آل عمران: ﴿إِذْ قَالَتِ امْرَأَةُ عِمْرَانَ رَبِّ إِنِّي نَذَرْتُ لَكَ مَا فِي بَطْنِي مُحَرَّرًا فَتَقَبَّلْ مِنِّي إِنَّكَ أَنْتَ السَّمِيعُ الْعَلِيمُ ۝٣٥﴾[132]
- سورة المائدة: ﴿قَالَ عِيسَى ابْنُ مَرْيَمَ اللَّهُمَّ رَبَّنَا أَنْزِلْ عَلَيْنَا مَائِدَةً مِنَ السَّمَاءِ تَكُونُ لَنَا عِيدًا لِأَوَّلِنَا وَآخِرِنَا وَآيَةً مِنْكَ وَارْزُقْنَا وَأَنْتَ خَيْرُ الرَّازِقِينَ ۝١١٤﴾[133]
- سورة الأعراف: ﴿قَالَ رَبِّ اغْفِرْ لِي وَلِأَخِي وَأَدْخِلْنَا فِي رَحْمَتِكَ وَأَنْتَ أَرْحَمُ الرَّاحِمِينَ ۝١٥١﴾[134]
- سورة التوبة: ﴿فَإِنْ تَوَلَّوْا فَقُلْ حَسْبِيَ اللَّهُ لَا إِلَهَ إِلَّا هُوَ عَلَيْهِ تَوَكَّلْتُ وَهُوَ رَبُّ الْعَرْشِ الْعَظِيمِ ۝١٢٩﴾[135]
- سورة يونس: ﴿دَعْوَاهُمْ فِيهَا سُبْحَانَكَ اللَّهُمَّ وَتَحِيَّتُهُمْ فِيهَا سَلَامٌ وَآخِرُ دَعْوَاهُمْ أَنِ الْحَمْدُ لِلَّهِ رَبِّ الْعَالَمِينَ ۝١٠﴾[136]
- سورة يوسف: ﴿رَبِّ قَدْ آتَيْتَنِي مِنَ الْمُلْكِ وَعَلَّمْتَنِي مِنْ تَأْوِيلِ الْأَحَادِيثِ فَاطِرَ السَّمَاوَاتِ وَالْأَرْضِ أَنْتَ وَلِيِّي فِي الدُّنْيَا وَالْآخِرَةِ تَوَفَّنِي مُسْلِمًا وَأَلْحِقْنِي بِالصَّالِحِينَ ۝١٠١﴾[137]
- سورة الأنبياء: ﴿وَأَيُّوبَ إِذْ نَادَى رَبَّهُ أَنِّي مَسَّنِيَ الضُّرُّ وَأَنْتَ أَرْحَمُ الرَّاحِمِينَ ۝٨٣﴾[138]
- سورة المؤمنون: ﴿إِنَّهُ كَانَ فَرِيقٌ مِنْ عِبَادِي يَقُولُونَ رَبَّنَا آمَنَّا فَاغْفِرْ لَنَا وَارْحَمْنَا وَأَنْتَ خَيْرُ الرَّاحِمِينَ ۝١٠٩﴾[139]
- سورة ص: ﴿قَالَ رَبِّ اغْفِرْ لِي وَهَبْ لِي مُلْكًا لَا يَنْبَغِي لِأَحَدٍ مِنْ بَعْدِي إِنَّكَ أَنْتَ الْوَهَّابُ ۝٣٥﴾[140]
- سورة الزمر: ﴿قُلِ اللَّهُمَّ فَاطِرَ السَّمَاوَاتِ وَالْأَرْضِ عَالِمَ الْغَيْبِ وَالشَّهَادَةِ أَنْتَ تَحْكُمُ بَيْنَ عِبَادِكَ فِي مَا كَانُوا فِيهِ يَخْتَلِفُونَ ۝٤٦﴾[141]
- سورة غافر: ﴿رَبَّنَا وَأَدْخِلْهُمْ جَنَّاتِ عَدْنٍ الَّتِي وَعَدْتَهُمْ وَمَنْ صَلَحَ مِنْ آبَائِهِمْ وَأَزْوَاجِهِمْ وَذُرِّيَّاتِهِمْ إِنَّكَ أَنْتَ الْعَزِيزُ الْحَكِيمُ ۝٨﴾[142]
- سورة الممتحنة: ﴿رَبَّنَا لَا تَجْعَلْنَا فِتْنَةً لِلَّذِينَ كَفَرُوا وَاغْفِرْ لَنَا رَبَّنَا إِنَّكَ أَنْتَ الْعَزِيزُ الْحَكِيمُ ۝٥﴾[143]
- سورة فصلت: ﴿وَإِمَّا يَنْزَغَنَّكَ مِنَ الشَّيْطَانِ نَزْغٌ فَاسْتَعِذْ بِاللَّهِ إِنَّهُ هُوَ السَّمِيعُ الْعَلِيمُ ۝٣٦﴾[144]

## اختلاف الطوائف فيها
إن مقام أسماء الله الحسنى وصفاته مقام طال فيه النزاع على مدى العصور الإسلامية وحارت فيه الأفهام وزلت الأقدام وكل فرقة تدعي الصواب بزخرف الجواب

### حقيقة الاختلاف
الكلام في الآيات والأحاديث الواردة في الصفات قد طالت ذيوله، وتشعبت أطرافه وتناسبت فيه المذاهب وتفاوتت فيه الطرائق وتخالفت فيه النحل وسبب هذا عدم وقوف المنتسبين إلى العلم حيث أوقفهم الله ودخولهم في أبواب لم يأذن الله لهم بدخولها ومحاولتهم لعلم شيء استأثر الله بعلمه حتى تفرقوا فرقا وتشعبوا شعبا، وصاروا أحزابا، وقد ذكر بأن كثرة الخوض والتعمق في البحث في آيات الصفات وكثرة الأسئلة في ذلك الموضوع من البدع التي كان يكرهها السلف.
- ذكر الذهبي في كتابة مختصر العلو للعلي العظيم قوله «للمتكلمين من الطوائف في ذلك اختلاف واضطراب فهلموا بنا إلى الاتفاق على التنزيه العام، والتوحيد التام، والإيمان بما جاء عن الله ورسوله على ما أراد، والكف عن الكلام والخصام، لندخل الجنة بسلام».[147]
- وذكر الشوكاني في كتابة التحف في مذاهب السلف قوله «كلمتان من كتاب الله وصف بهما نفسه وأنزلهما على رسوله وهما (ولا يحيطون به علما) و(ليس كمثله شيء وهو السميع البصير) فإن هاتين الكلمتين قد اشتملتا على فصل الخطاب وتضمنتا بما يعين أولي الألباب السالكين في تلك الشعاب».[145]

### المصطلحات مدار الاختلاف
1. التحريف: لغة هو التغير والتبديل، والتحريف في باب الأسماء والصفات هو: تغيير ألفاظ نصوص الأسماء والصفات أو معانيها عن مراد الله بها.
2. التعطيل: لغة مأخوذ من العطل الذي هو الخلو والفراغ والترك، والتعطيل في باب الأسماء والصفات هو: نفي أسماء الله وصفاته أو بعضها.
3. التكييف: لغة هو جعل الشيء على هيئة معينة معلومة، والتكييف في صفات الله هو: الخوض في كنه وهيئة الصفات التي أثبتها الله لنفسه.
4. التمثيل: لغة من المثيل وهو الند والنظير، والتمثيل في باب الأسماء والصفات هو: الاعتقاد في صفات الخالق أنها مثل صفات المخلوق.

### الطوائف المختلفة

#### الجهمية
من أشهر معتقداتهم إنكارهم لجميع الأسماء والصفات.

#### السلفية
معتقد السلفية في «أسماء الله» في النقاط التالية:
1. يسمون الله بما يرون أنه سمى به نفسه في كتابه، أو على لسان الرسول محمد، صلى الله عليه وسلم.
2. ويثبتون لله الصفات ويصفونه بما وصف به نفسه في كتابه، أو على لسان الرسول محمد من غير ما يعتبرونه تحريف، ولا تعطيل، ومن غير تكييف، ولا تمثيل.
3. وينفون عن الله ما نفاه عن نفسه في كتابه، أو على لسان رسوله محمد، مع اعتقاد أن الله موصوف بكمال ضد ذلك الأمر المنفي.

معتقد السلفية في «صفات الله» في النقاط التالية:
1. إثبات تلك الصفات لله عز وجل حقيقة على الوجه اللائق به، وأن لا تعامل بالنفي والإنكار.
2. أن لا يتعدى بها اسمها الخاص الذي سماها الله به، بل يحترم الاسم كما يحترم الصفة، فلا يعطل الصفة، ولا يغير اسمها ويعيرها اسما آخر.
3. عدم تشبيهها بما للمخلوق. فإن الله سبحانه ليس كمثله شيء لا في ذاته ولا في صفاته ولا في أفعاله.
4. اليأس من إدراك كنهها وكيفيتها. فالعقل قد يئس من تعرف كنه الصفة وكيفيتها. فإنه لا يعلم كيف الله إلا الله وحده، وهذا معنى قول السلف بلا كيف أي بلا كيف يعقله البشر فإن من لا تعلم حقيقة ذاته وماهيته، كيف تعرف كيفية نعوته وصفاته. ولا يقدح ذلك في الإيمان بها، ومعروفة معانيها، فالكيفية وراء ذلك".
5. الإيمان بما تقتضي تلك الصفات من الآثار وما يترتب عليها من الأحكام.

#### الشيعة
نهج كثير من طوائف الشيعة منهج المتوسعين في جمع أسماء الله الحسنى، فاشتقوا من كل صفة وفعل اسما واشتقوا أسماء من باب الإخبار والرؤيا وغيرها، ومن الأسماء التي أدخلوها.
- اسم «علي» و«الحسن» قالوا أنها من أسماء الله.[151]
- وأسماء الأئمة قالوا أنها من أسماء الله.[152][153]
- وأدخلوا لفظ «آه» من أسماء الله.[154][155][156][157]
- وقالوا أن قولهم في الدعاء «آمين» هو من أسماء الله.[158] (وتوجد عند السنة أيضا)[159][160]
- وقالوا أن «يس» هو من أسماء الله.[161]
- وقالوا بأن حروف الهجاء العربية المعروفة من أسماء الله.[162][163]
- كما أدخلوا اسم «رمضان» من أسماء الله.[164][165][166][167][168][169][170] (ويوجد عند السنة أيضا)[171]
- وقالوا أن لفظ «سبعة عشر» اسما من أسماء الله مكتوبا بين الجنة والنار.[172]
- وقالوا بأن «حم» اسم من أسماء الله.[173] (ويوجد عن السنة أيضا)[174]
- وأدخل بعضهم أسماء أيام وأشهر قديمة بالفارسية على أنها من أسماء الله كما روى محمد باقر المجلسي في بحار الأنوار والميرزا حسين النوري الطبرسي في مستدرك الوسائل رواية فيها «هرمزد روز» اسم من أسماء الله. «ديبار روز» اسم من أسماء الله. «ديمهر روز» اسم من أسماء الله. «ديباذر» اسم من أسماء الله. «سروش» وهو اسم من أسماء الله. «ديبدين» اسم من أسماء الله.[175][176]
- كما أدخلوا لفظ «الم» اسم من أسماء الله.[177]
- وقالوا «السماء» من أسماء الله.[178]
- وقالوا أن «أبد» من أسماء الله.[179]
- وقالوا بأن «أواب» من أسماء الله.[180]
- ونقلوا روايات عن بعض الأئمة أنهم من أسماء الله.[152]
- وقالوا بأن هناك أسماء أخرى يعلمها فقط الأئمة وأهل البيت تجاب بها دعوتهم.[181]

## كتب في شرح أسماء الله الحسنى
- تفسير أسماء الله الحسنى — أبو إسحاق الزجاج
- الأسماء والصفات — أبو بكر البيهقي
- التحبير في التذكير شرح أسماء الله الحسنى — أبو القاسم القشيري
- المقصد الأسنى في شرح أسماء الله الحسنى — أبو حامد الغزالي
- لوامع البينات شرح أسماء الله تعالى والصفات — فخر الدين الرازي
- الأمد الأقصى في شرح أسماء الله الحسنى وصفاته العلى — أبو بكر بن العربي
- الأسنى في شرح أسماء الله الحسنى وصفاته — القرطبي
- شرح الأسماء الحسنى — محمد بن يوسف السنوسي
- شرح أسماء الله الحسنى — أحمد زروق
- العجالة الحسنى في شرح أسماء الله الحسنى — جلال الدين السيوطي
- في ملكوت الله مع أسماء الله — عبد المقصود محمد سالم
- الأنوار القدسية في شرح أسماء الله الحسنى وأسرارها الخفية — أحمد سعد العقاد
- أسماء الله الحسنى — محمد متولي الشعراوي
- القواعد المثلى في صفات الله تعالى وأسمائه الحسنى-محمد بن صالح العثيمين.
- العقيدة الواسطية - ابن تيمية

## وصلات خارجية
- أسماء الله الحسنى
- أسماء الله الحسنى وشرح معانيها
- حلقات شرح أسماء الله الحسنى لمحمد راتب النابلسي ألقيت في جامع الحمد.
- شرح أسماء الله الحسنى.
- آيات القرآن في أسماء الله الحسنى ومعانيها باللغة الإنجليزية وصورهم بالخط العربي.
- أسماء الله الحسنى.[وصلة مكسورة]
- أسماء الله الحسنى
- أهمية العلم بأسماء الله الحسنى وصفاته
- تنبيهات وقواعد لفهم أسماء الله الحسنى